# Storia dell'Aquila

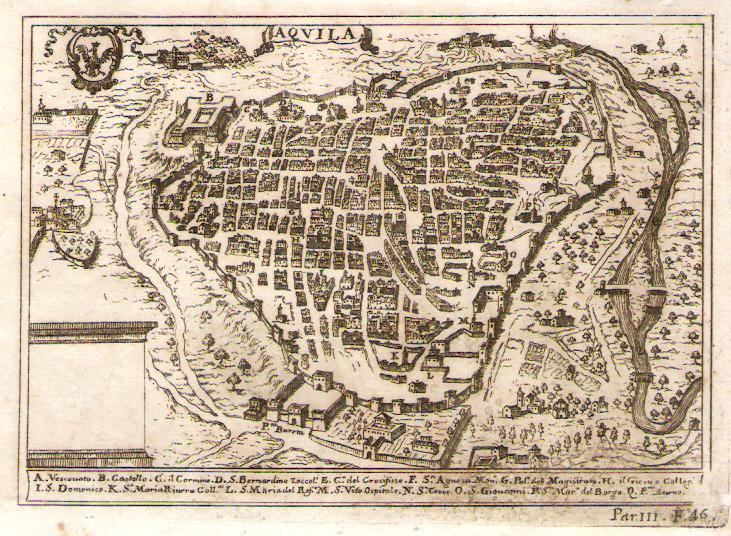
Pianta della città prima del terremoto del 1703

La storia dell'Aquila inizia con gli insediamenti dell'età del bronzo e la definitiva fondazione, a opera di Corrado IV tra il 1254 e il 1266. L'Aquila (allora denominata semplicemente Aquila) fu una delle grandi città del Regno di Napoli, poi Regno delle due Sicilie, successivamente passò al Regno d'Italia. Capitale storica dell'Abruzzo ulteriore, divenne in seguito capoluogo della regione Abruzzo.

## Le origini

### Le città di Amiternum, Pitinum, Forcona
Il territorio dove sorge L'Aquila era abitato fin da tempi più antichi. Prima della conquista da parte di Roma, tutta la valle dell'Aterno è stata luogo di insediamento dei Sabini e dei Vestini, i cui territori confinavano proprio nel punto dove in futuro sorgerà la città. Testimonianza più antica di civiltà nell'aquilano è la cosiddetta Necropoli di Fossa (antico sito dell'italica Aveia), un insieme di tombe risalenti al X secolo a.C. situate a sud della città.

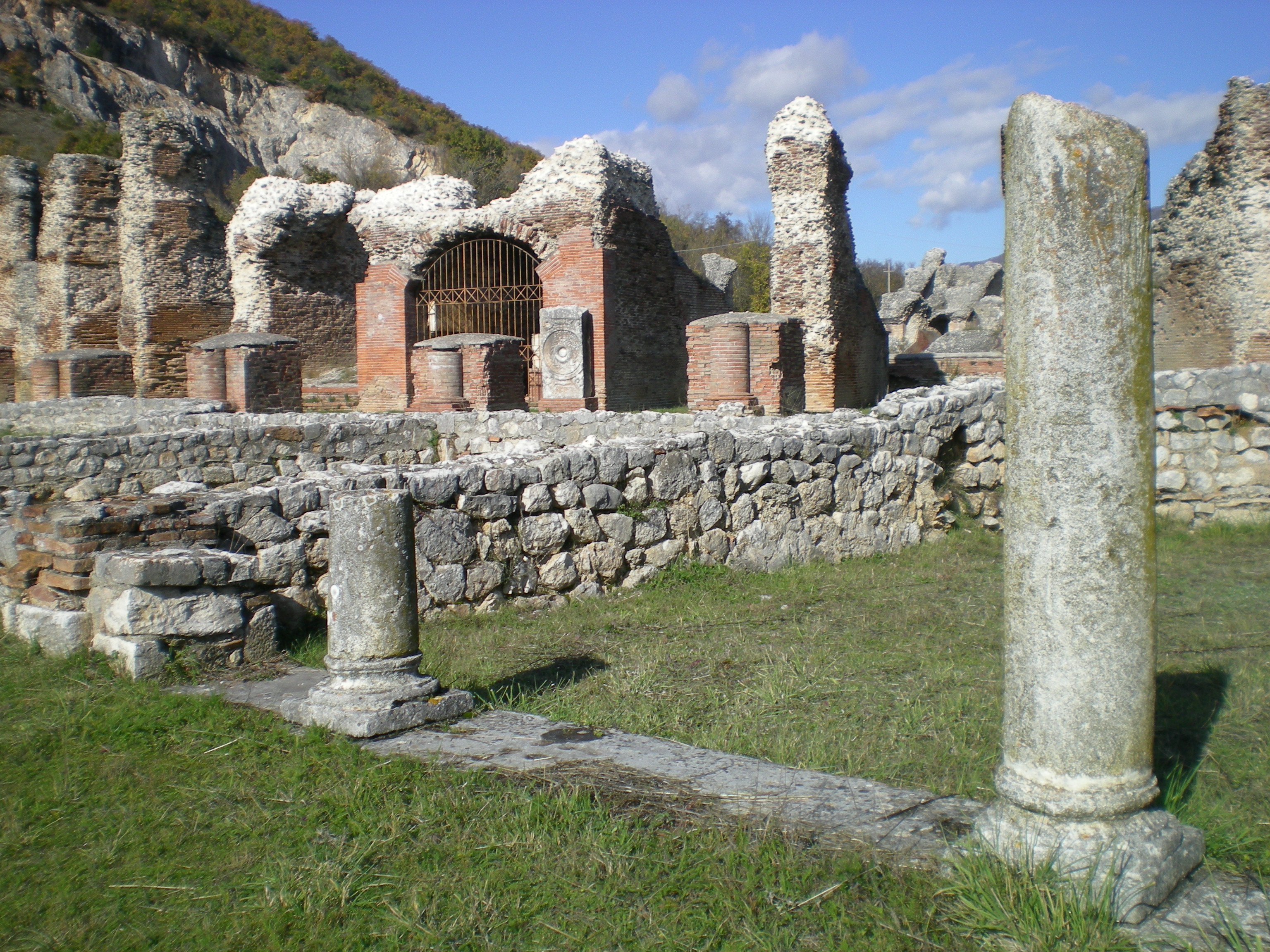
Rovine di Amiternum nella località San Vittorino.

Dopo la conquista da parte dei Romani avvenuta nel III secolo a.C., nella località che corrisponde all'odierna San Vittorino, una decina di chilometri a ovest dell'Aquila, venne fondata la città sabina di Amiternum presso il fiume da cui prendeva il nome, di cui ancora oggi rimangono i resti: un teatro e un anfiteatro che testimoniano dell'importanza assunta nel tempo dalla città. La città diede i natali ad Appio Claudio Cieco, il console che fece edificare la via Appia, uno dei maggiori storici romani, Sallustio, di cui oggi è presente una statua in Piazza Palazzo, e fu sede di diocesi insieme alle vicine città di Forcona e Pitinum. Pur essendo sopravvissuta alla caduta dell'Impero romano, Amiternum visse un periodo di grande decadenza fino a scomparire completamente nel X secolo.
Altri villaggi dopo Amiternum erano le già citate Forcona (presso Civita di Bagno) e Pitinum (Pettino), Aveia (Fossa), Foruli (oggi Civitatomassa) e Campo di Pile.

### La diocesi forconese e le invasioni barbariche

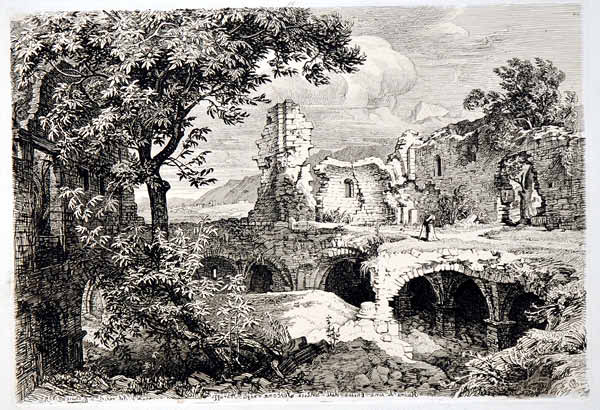
Immagine delle rovine della Cattedrale di Forcona, da Georg Henrich Busse

La città di Forcona è la seconda realtà sabino-romana, dopo Amiternum ad essere sopravvissuta sino al 1254 circa, quando venne fondata la nuova città aquilana. Ancora oggi, infatti, vengono individuati, nel nucleo storico medievale, al livello toponomastico i quattro quarti aquilani classificati in "quarti forconesi" (Santa Maria e San Giorgio) ad est, e "quarti amiternini" (San Pietro e San Marciano) ad ovest. Forcona era a guardia dell'altopiano delle Rocche, facente parte del gruppo degli Equi lungo la via Claudia Nova, insieme al villaggio di Foruli, che per mezzo della torre di Bussi sul Tirino conduceva al porto di Ostia Aterni (l'attuale Pescara). Presso Civita di Bagno, dove sorgeva Forcona, esisteva un altro villaggio, "Frustenias", posto in modo da avere contatti con la fortezza di Alba Fucens nella Marsica e con Aveia.
Nel primo Medioevo, ossia dopo la caduta dell'Impero d'Occidente, il tratturo usato dai pastori nell'epoca del dominio dell'Urbe era ancora meta di grandi traffici commerciali e di viandanti.
Aveia era un'altra città fiorente, dove nel III secolo visse San Massimo Levita, il quale subì il martirio per la sua fede, dopo che rifiutò di pentirsi dinanzi al questore locale, perfino con l'offerta allettante di sua figlia in matrimonio. San Massimo venne scaraventato dalla rupe più alta della città, più o meno dove oggi sorge il castello medievale di Ocre. Il suo culto iniziò a diffondersi, nello stesso periodo in cui l'area della conca aquilana venne a svilupparsi l'evangelizzazione di San Benedetto di Norcia, per il quale fu molto attivo Sant'Equizio, e ancor prima di lui Vittorino di Amiterno, martirizzato sotto l'impero di Nerva.

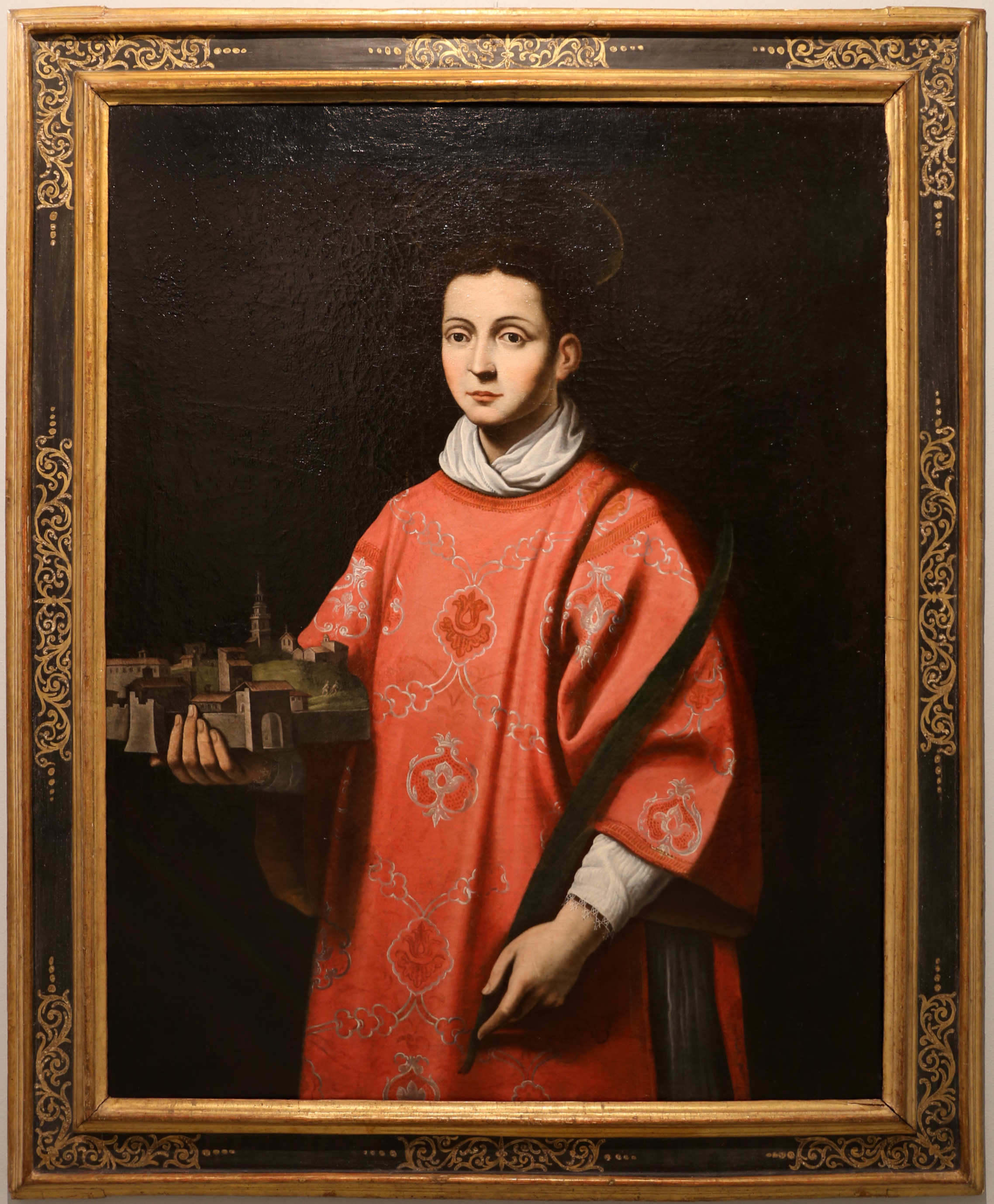
San Massimo di Aveia, patrono dell'Aquila, in una tela di Giulio Cesare Bedeschini

Con la morte di San Massimo Levita, nacque la diocesi di Amiterno, che fu una realtà vera e propria intorno al VI secolo. La diocesi probabilmente aveva la sede nell'antica cattedrale di Santa Maria, tuttora sottoposta a scavi archeologici.. Il corpo di San Massimo tuttavia era venerato presso un edificio religioso di Forcona, la cattedrale vera e propria, dedicata poi al vescovo San Raniero di Forcona, posta lungo la strada Marsicana e ancora oggi visibile, benché rudere. Sia Forcona che Amiterno condividevano in due sedi il controllo della diocesi, insieme alla diocesi di Aveia, che ebbe vita breve a causa dei saccheggi dei Longobardi.
Quando Aveia fu distrutta dall'invasione dei Goti, le reliquie di San Massimo furono traslate nella chiesa di Forcona, che divenne sede della diocesi forconese (VI secolo). Questa era operativa sul territorio insieme alla diocesi di Amiterno, ossia nell'area che aveva preso il nome di San Vittorino dal nome del vescovo locale, sepolto nel VII secolo nella chiesa di San Michele, sede diocesana presso il colle fortificato della contrada omonima dopo il decadimento della vecchia cattedrale di Amiternum.
Della diocesi primaria aquilana si ricordano i nomi di Castorio, citato da Gregorio Magno, San Cetteo di Amiterno, martirizzato dai longobardi di Ambone, e Leonzio, fratello di papa Stefano II. Per Forcona si ricordano i vescovi Ceso, che ospitò Giovanni XII e l'imperatore Ottone II quando si recarono a Forcona per venerare il corpo di San Massimo nella cattedrale, San Raniero, lodato da papa Alessandro II e Berardo da Padula, primo presule della nuova città aquilana fondata qualche anno dopo.
La diocesi amiternino-forconese terminò nel 1256, quando con bolla del 22 dicembre Alessandro IV concesse alla nuova città fondata la dignità episcopale, con trasferimento dalla vecchia sede di Forcona nella nuova cattedrale aquilana, dedicata ai Santi Massimo e Giorgio. I confini della nuova diocesi furono definitivamente descritti nella bolla del 20 febbraio 1257, sancendo così la fine della vecchia.
Tornando alle vicende dei "castelli" sabino-romani nell'epoca dell'alto Medioevo, Forcona era una piccola città, un "vicus" di Aveia, fino alla sua distruzione. Dopo la guerra greco-gotica del 535-553 il territorio della regione Valeria (comprendente Furcona, Amiterno, Carsoli e Reate), venne saccheggiata e controllata dall'esarca di Ravenna.

### I Longobardi

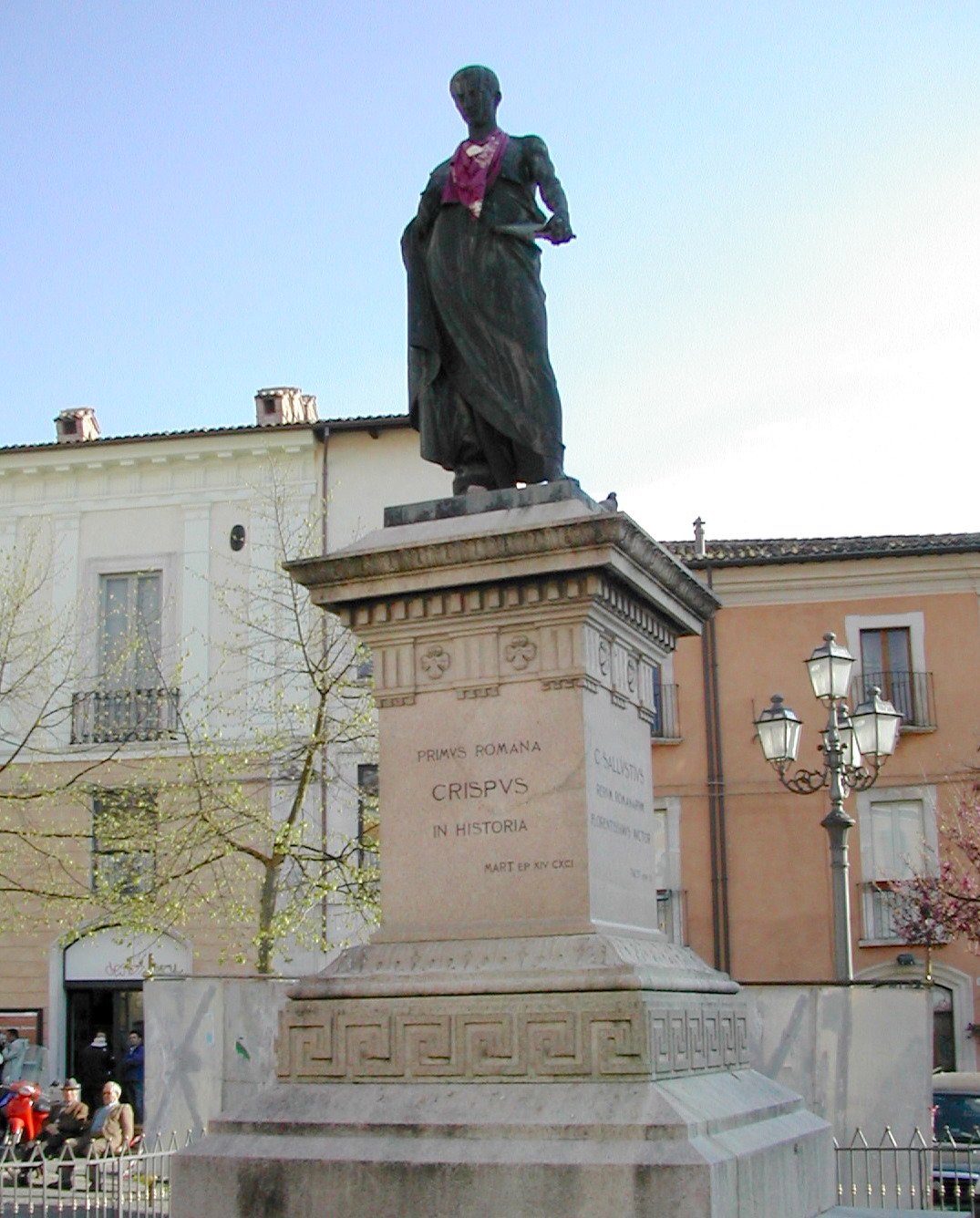
Statua di Gaio Sallustio Crispo (Piazza Palazzo, L'Aquila)

Nel frattempo l'Italia assisteva all'arrivo dei Longobardi. Il territorio aquilano, inglobato nel Ducato di Spoleto, venne per la prima volta scisso dall'Abruzzo meridionale che era, invece, sotto il controllo di Benevento. Quando i Franchi batterono i Longobardi nell'VIII secolo riuscirono a occupare solo il Ducato di Spoleto, che segnava il limite meridionale delle loro conquiste in Italia, mentre il Ducato di Benevento restò ai Longobardi con numerose ripercussioni per quanto riguarda l'economia della zona. Una delle attività economiche principali delle terre che costituiranno la futura Aquila, era infatti l'allevamento degli ovini, che a sua volta si reggeva sulla transumanza, cioè sull'annuale spostamento delle greggi portate a svernare nel Tavoliere delle Puglie. Con la divisione dell'Abruzzo la transumanza tende perciò a scomparire provocando la decadenza economica del territorio.
Nei secoli successivi l'Abruzzo è soggetto anche alle invasioni dei Saraceni. Nel placito del 776 il duca Ildeprando cita il gastaldato forconese "Majorano". Nell'843, con la creazione della Contea dei Marsi con sede amministrativa Celano (autonoma dal ducato di Spoleto entro cui erano finiti i confini aquilani), il territorio fu diviso in due tronchi (926): uno orientale, con Penne, Teate (Chieti) e Aprutium (Teramo), e l'altro occidentale con Forcona, Amiterno, Valva (Corfinio), la Marsica tutta, e Rieti. Con la visita di Ottone I ad Amiterno insieme al vescovo Teodorico di Metz, la città viene descritta in condizioni pietose "quae et ipsa ruinas tantum ostendit". Le testimonianze provengono dai registri del Chronicon Casauriense dell'abbazia di San Clemente a Casauria, fondata nell'871 ai piedi della Maiella lungo la via degli Abruzzi, che parlano di strade completamente invase dalle erbe, e gli antichi villaggi distrutti in via di spopolamento.

### Il Mille
La rinascita economica del territorio avverrà solo dopo l'anno mille con l'arrivo dei Normanni nell'XI secolo. Si assiste a una nuova stabilità della zona e alla ripresa della transumanza, grazie anche alla riunificazione di tutto l'Abruzzo, conquistato da re Ruggero II dopo il 1139. Durante il periodo normanno si assiste al fenomeno dell'incastellamento, di cui sono esempio e testimonianza ancora oggi visibile il castello di San Pio delle Camere e il castello di Ocre, che occupava una posizione strategica nella vallata dell'Aterno e che era proprietà dei conti dei Marsi. Il territorio aquilano rimase sotto il controllo dei nuovi signori insediatisi a Celano, nella persona del capostipite Conte Pietro (che fondò presso Navelli il castrum di "Collepietro"), e poi del suo successore Tommaso. La sua politica feudale era completamente contraria agli ideali del nuovo sovrano Federico II di Svevia, che intendeva riunire tutte le signori normanne in un unico impero. Ragion per cui la contea dei Marsi, dopo un feroce assedio, venne smantellata, Celano fu saccheggiata e i domini dell'ex ducato di Spoleto furono riuniti nel "Giustizierato d'Abruzzo" (1233) con capoluogo Sulmona. Esattamente in questi anni iniziarono le trattative dei signori "castellani" dei vari borghi circostanti per la costruzione della nuova città.

## XIII secolo

### La prima fondazione
L'Aquila fu fondata nel XIII secolo col nome di Aquila per la volontà di 99 castelli presenti nella conca aquilana di ribellarsi al sistema feudale. Nel 1229 gli abitanti di detti castelli si rivolsero a papa Gregorio IX chiedendo di poter fondare una città il chiave anti-feudale. Nonostante il parere positivo del pontefice, l'iniziativa non si concretizzò.
Buccio di Ranallo, scrittore aquilano, nelle sue croniche parla di riunioni segrete dei villici desiderosi della fondazione, che culminarono con l'invio di Jacopo da Sinizzo al pontefice per richiedere nuovamente il permesso di fondare la città, che fu accordato grazie anche alla mediazione di Corrado IV di Svevia, con il suo Privilegium concessum de constructione Aquilae, nel quale si esortano i castelli degli antichi contadi di Amiternum e Forcona a formare un'unica città. Il documento fu incluso nel "Diploma di Federico II": questo, dunque, sarebbe quello firmato da Corrado (poiché Federico morì nel 1250), dove si sancisce la nascita della città nella località "Acculi" (o Aquili).
In generale, non si hanno molte notizie sulla prima città, poiché quella attuale è il frutto della ricostruzione dopo il 1259, quando venne distrutta da Manfredi di Svevia. Si può comunque dire che la città nella prima fondazione fu allo stesso tempo papale, sveva e angioina; alcuni attribuiscono i precedenti dell'origine alla fondazione del monastero di Santo Spirito ad Ocre, nello stesso periodo in cui veniva fondata l'abbazia di Santa Maria di Casanova a Villa Celiera da parte di Margherita, contessa di Loreto Aprutino (1191),.

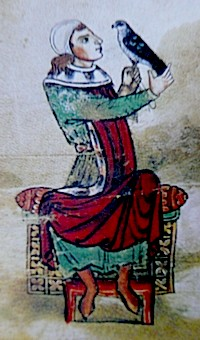
Manfredi di Svevia distrusse la città nel 1259

### La distruzione a opera di Manfredi e la seconda fondazione
Nel 1259, colpevole di essere rimasta fedele alla Chiesa nella contesa tra papato e impero, fu punita e rasa al suolo da Manfredi di Sicilia. Con la morte di Corrado nel 1254, infatti, Manfredi assunse la reggenza del regno, il quale si scontrò con papa Innocenzo IV per il dominio temporale del Regno di Sicilia. A Innocenzo succedette papa Alessandro IV, che aveva rapporti con la diocesi di Forcona, e si impegnò a fondare un partito guelfo ad Aquila, promuovendo una campagna bellica contro Manfredi, in una lettera al popolo del 1256, e in un'altra dell'anno successivo, quando venne trasferita da Forcona la cattedra episcopale. Interessante notare come in queste lettere la città veniva chiamata "Communi Aquilano". Manfredi nel 1258 si fece eleggere a Palermo re di Sicilia, e rafforzò la sua campagna di compressione delle autonomie concesse dai suoi predecessori.

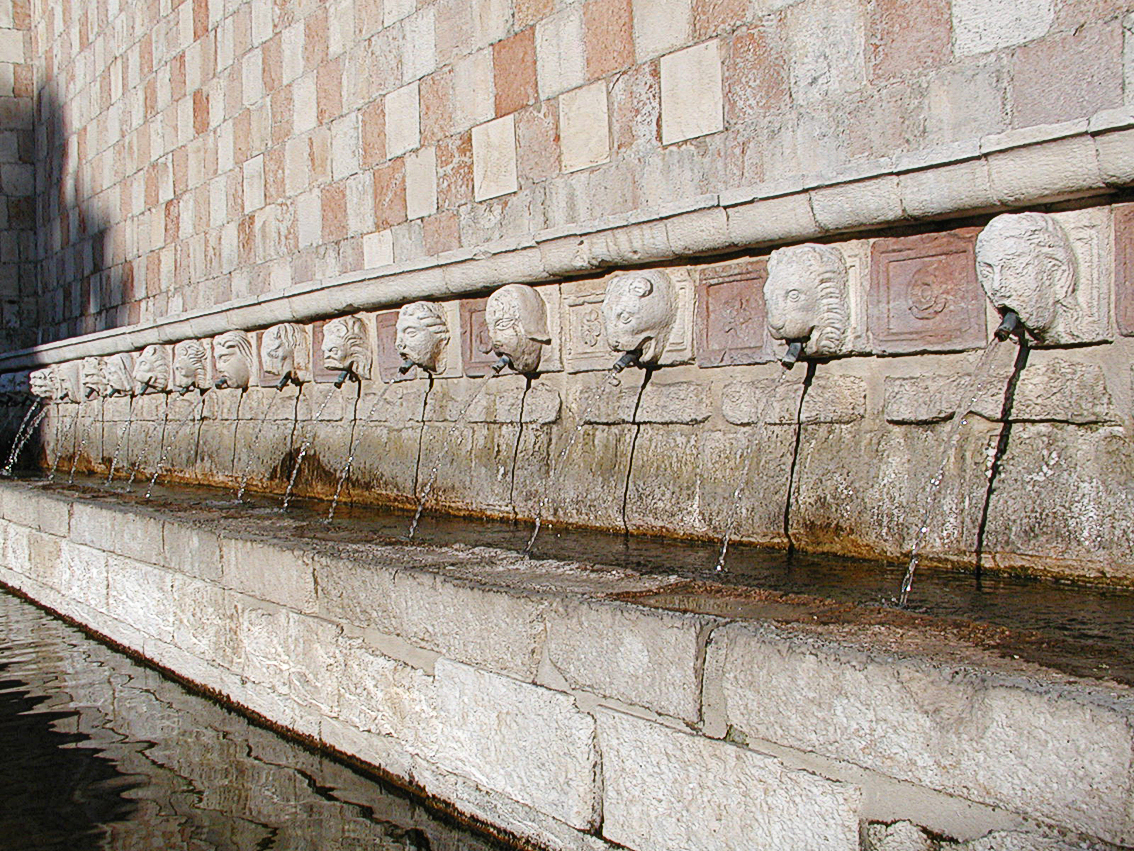
La fontana delle 99 cannelle

Aquila, opposta a Manfredi, essendo ancora una città neonata e priva di una cinta muraria in pietra, tenta di difendersi con una lettera al re Enrico III d'Inghilterra, che risponde nel luglio del 1258, ma fin dal 1257 aveva messo a disposizione della città una somma di 540 marchi da usare per la sua difesa. La difesa fu insufficiente e rasa al suolo, Aquila si spopolò.
Con l'arrivo di Carlo I d'Angiò a Roma nel 1265, gli abitanti della conca iniziarono le trattative per la ricostruzione della città, per mezzo dell'invio di alcuni ambasciatori. Papa Clemente IV rivendicò l'appartenenza della diocesi di Amiterno al territorio della diocesi di Rieti tramite una lettera, evidenziando una controversia: la diocesi forconese, nel frattempo, fu assorbita da quella reatina, e sarebbe stato assurdo avere una città con due sedi vescovili. Così facendo il pontefice si schierò contrariamente alla ricostruzione, appoggiando i baroni feudatari, poiché il territorio, compresa Rieti, si trovava nello Stato della Chiesa. Carlo, però, rifiutò le pretese del pontefice e, dopo la battaglia di Benevento, fece ricostruire Aquila nel 1266. Gli abitanti si sottomisero spontaneamente al re angioino. Dieci anni dopo, nel 1276, cominciarono i lavori per la costruzione della cinta muraria, mentre la città divenne sempre più vasta.

### Celestino V e la Perdonanza

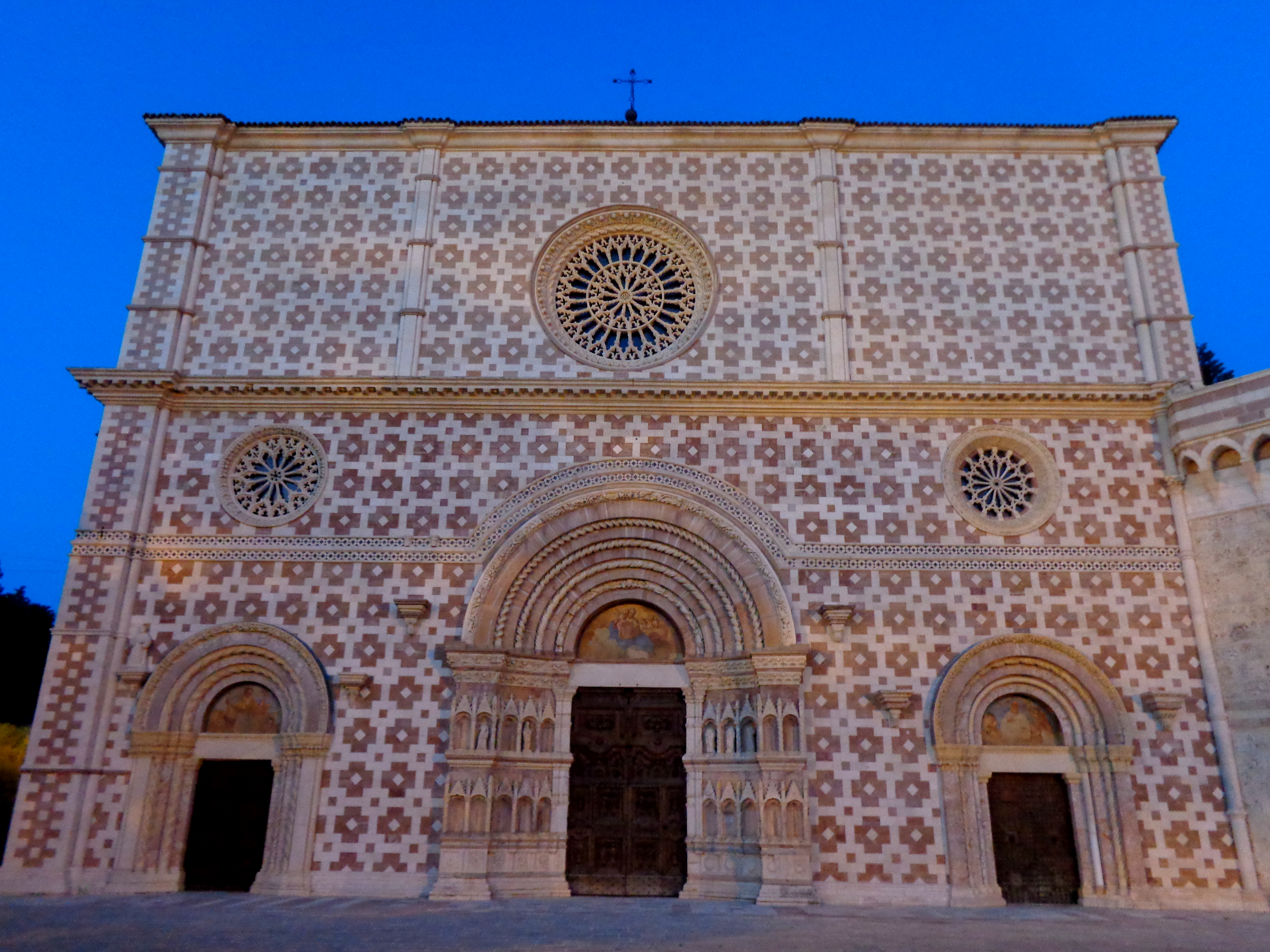
Facciata della Basilica di Santa Maria di Collemaggio.

Nel 1288 l'eremita Pietro da Morrone decise di edificare proprio ad Aquila la basilica di Santa Maria di Collemaggio, capolavoro dell'arte romanica e monumento simbolo della città. Prima della costruzione della basilica, l'area di Collemaggio era occupata dalla Chiesa di Santa Maria dell'Assunzione; proprio in questa chiesa si narra che Pietro da Morrone trovò rifugio nel 1275: qui incontrò in sogno la Vergine e con essa accordò la costruzione nel medesimo luogo di una nuova maestosa basilica.
In essa, l'eremita venne incoronato papa con il nome di Celestino V il 29 agosto 1294. Carlo II nell'elezione di Celestino si aspettava notevoli frutti politici, e lo prelevò dal romitorio di Sant'Onofrio a Sulmona per portarlo fino ad Aquila, benché la scelta iniziale fosse stata Perugia. Nella celebrazione dell'elezione, fu stipulata una concordia tra i "boni homini" della politica aquilana.
(Buccio di Ranallo, Cronaca rimata)
Tuttavia, dopo solo quattro mesi di mandato, Celestino V restituì le insegne pontificie e rinunciò alla carica, causando la furibonda reazione della chiesa. Venne catturato mentre stava per lasciare l'Italia, desideroso di tornare a fare l'eremita, e venne imprigionato nella rocca di Fumone, nel Sud dello Stato Pontificio (attualmente in Provincia di Frosinone), dove morì il 19 maggio 1296. Nel 1327 le sue spoglie furono traslate a Collemaggio, dove sono ancora oggi custodite nell'apposito mausoleo.

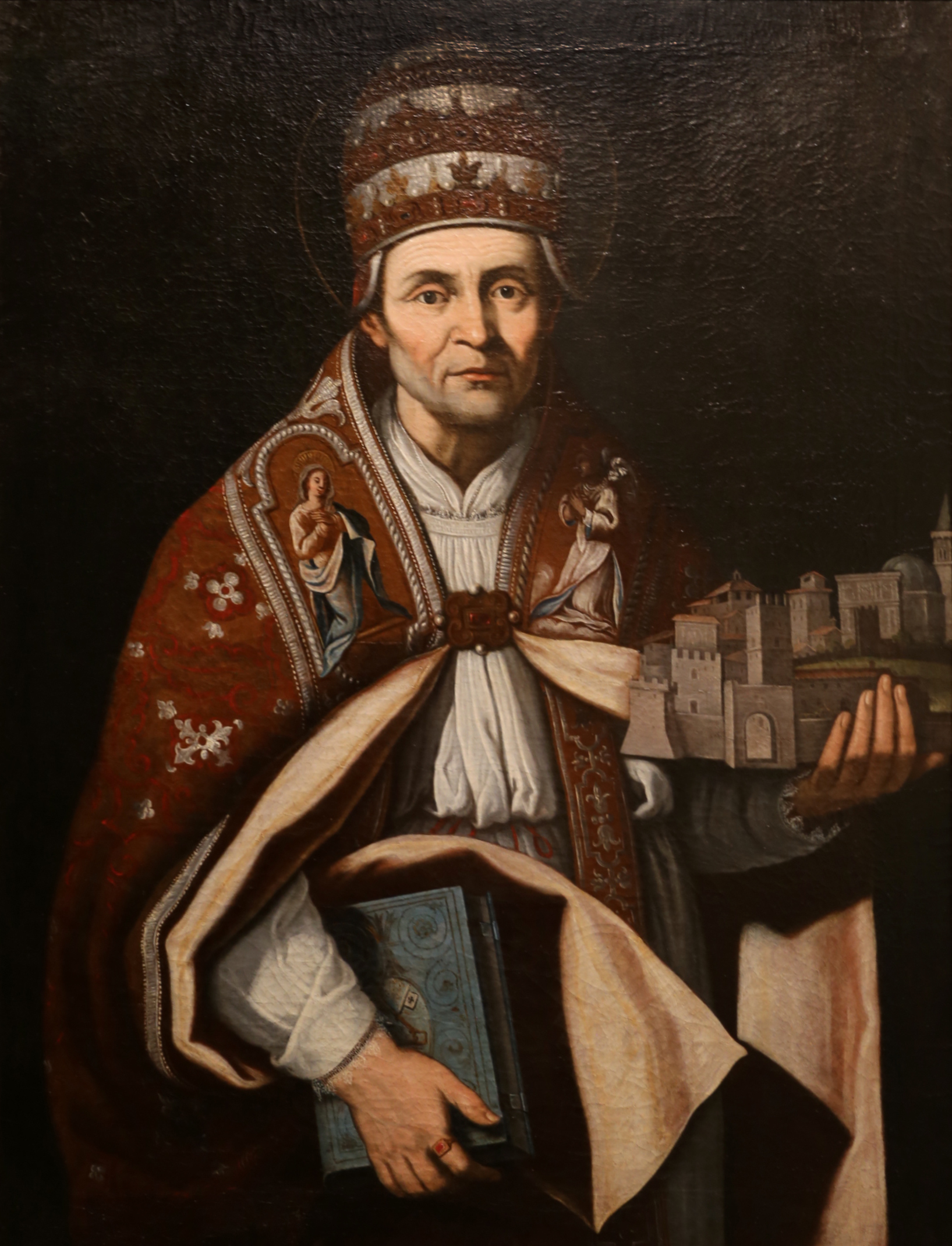
Ritratto di Celestino V ad opera di Giulio Cesare Bedeschini

Nell'agosto dello stesso anno, prima di rinunciare al suo incarico, Celestino V emanò una Bolla con la quale concedeva un'indulgenza plenaria e universale a tutta l'umanità, senza distinzioni: un evento eccezionale, che anticipò di 6 anni l'introduzione dell'anno santo, avvenuta per volere di papa Bonifacio VIII nel 1300 e può essere quindi considerato il primo giubileo della storia. La festa del Perdono fu occasione anche economica per l'afflusso copioso di mercanti, famosa in tutto il regno di Napoli, per cui Carlo concesse una sorta di "indulto", che riguardava specialmente il blocco di eventuali rappresaglie politiche durante la festa.
La bolla Inter sanctorum solemnia di Celestino, oggi nota come la Bolla del Perdono, poneva come condizioni per l'ottenimento del perdono l'ingresso nella basilica nell'arco di tempo compreso tra le sere del 28 e del 29 agosto di ogni anno e l'essere "veramente pentiti e confessati". La porta di Celestino V, situata sul lato settentrionale della basilica è dunque a tutti gli effetti una Porta Santa. Questo giorno costituì un appuntamento fondamentale per i pellegrini e i mercanti che giungevano in città, punto di passaggio oramai obbligato sulla Via degli Abruzzi, che da Firenze portava a Napoli.

## XIV secolo
(Buccio di Ranallo, Cronache dalla fondazione dell'Aquila, vv.9-12 (XIV secolo))

### L'organizzazione della città

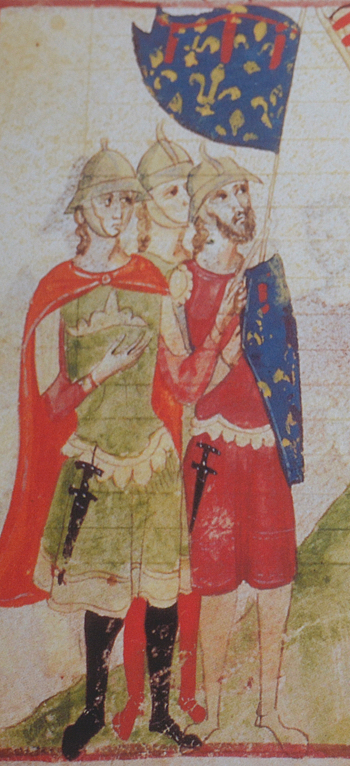
Ritratto di Filippo principe di Taranto

Gestita da un podestà e da un libero consiglio, durante il Medioevo la città ebbe organizzazione autonoma e propri statuti. Il primo consiglio cittadino fu composto dai sindaci dei vari villaggi e la città non ebbe una propria esistenza giuridica riconosciuta fino al regno di Carlo II di Napoli, che nominò un Camerlengo quale responsabile dei tributi, che, da allora in poi, furono pagati da tutta la città in quanto tale, mentre, in precedenza, erano pagati dai singoli villaggi, ognuno dei quali comprendeva il quartiere realizzato in città.
Successivamente, il Camerlengo acquisì anche il potere politico, divenendo presidente del consiglio cittadino (che ebbe vari nomi e composizione nel corso dei secoli). La città, autonoma anche se sotto la sovranità del regno di Sicilia prima e del regno di Napoli poi, salvo un breve periodo in cui fece parte dello Stato Pontificio, fu governata da una diarchia composta dal consiglio e dal capitano regio, cui si aggiunse, nel XIV secolo, il conte Lalle I Camponeschi, che, da privato cittadino del Quarto di Santa Maria, divenne il terzo lato di una nuova triarchia. In precedenza, la città era divenuta quasi una signoria con il "cavaliero del popolo" Niccolò dell'Isola, una sorta di tribuno popolare inviso ai nobili e alla Corona di Napoli, ma poi ucciso dalla nobiltà locale quando il suo potere cominciava a mettere in pericolo i nobili. Anche Camponeschi, Gran Cancelliere del regno di Napoli, oltre che conte di Montorio al Vomano e quasi "signore" dell'Aquila, finì ucciso in circostanze misteriose ma, secondo alcuni, per ordine del principe Luigi di Taranto. Il terzo e ultimo "signore" della città fu Ludovico Franchi, che sfidò anche i papi ospitando Alfonso I d'Este, cacciato da Ferrara, e i figli di Giampaolo Baglioni, l'ultimo signore di Perugia. Tuttavia, quando il suo potere cominciò a diventare troppo grande, gli Aquilani, gelosi della loro libertà, si lamentarono presso il re di Napoli, che lo fece deporre e imprigionare.

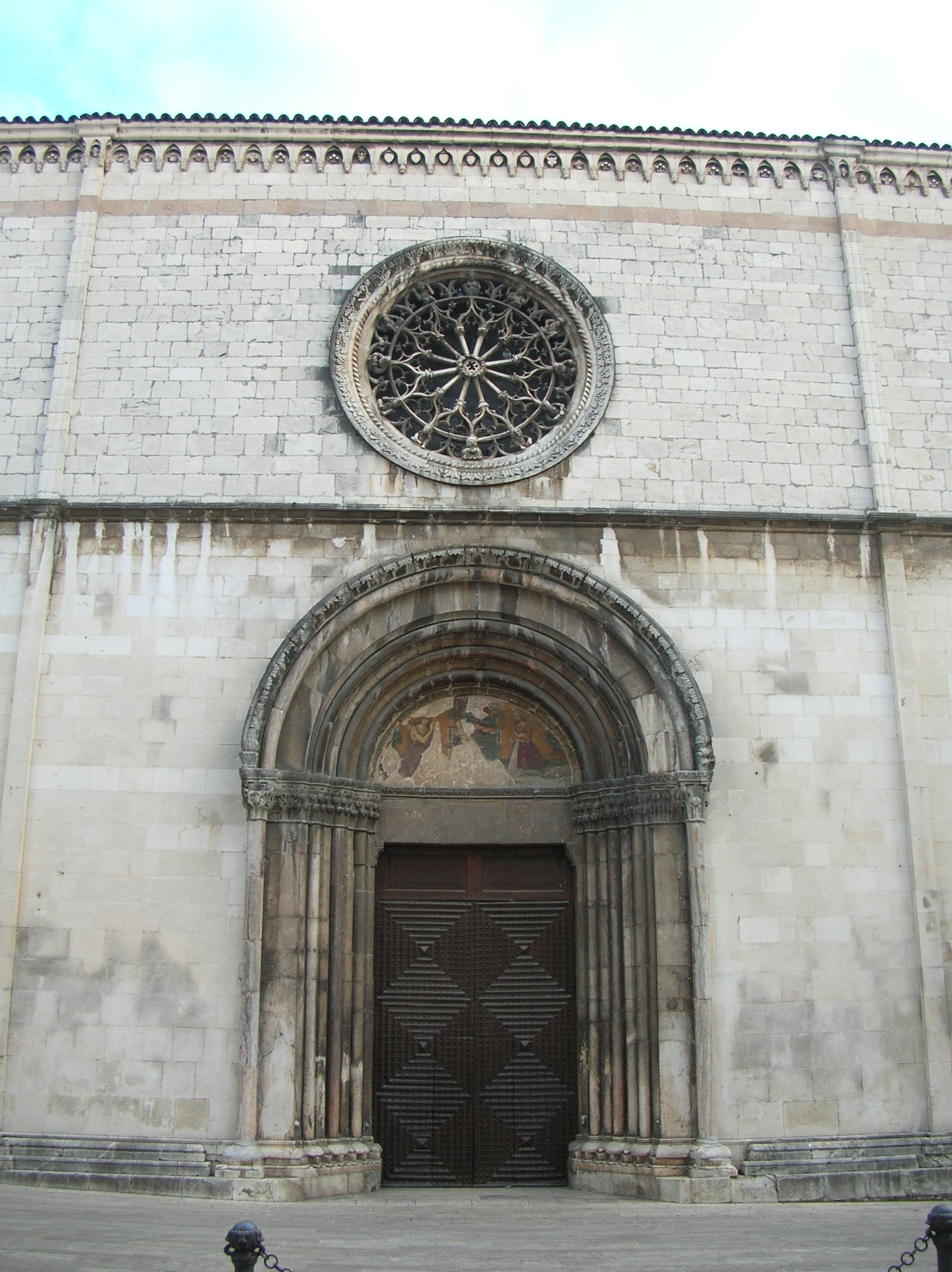
Facciata della chiesa di Santa Giusta, nell'aspetto tardo romanico del dopo-sisma 1349

Per quanto riguarda i commerci e le Arti, queste ultime erano sorte già prima del 1331, come scrive Buccio di Ranallo, poiché le cita nel momento della traslazione del corpo di Celestino V a Collemaggio: Tutte le Arti annarovi, chiascuna con gran gente / Ciascheduna Arte fé ad Santo Pietro presente.

### La guerra tra Camponeschi e Pretatti

Stemma nobiliare dei Camponeschi

A cavallo tra la prima e la seconda metà del Trecento, in città scoppia una lotta commerciale tra i borghesi commercianti e i nobili possidenti, che vide coinvolte le famiglie Pretatti e Camponeschi; i primi esponenti del vecchio feudalesimo e molto vicini al governo di Napoli, i secondi, invece, promotori della nuova politica "comunale", nonché amati dai ceti meno abbienti. I Camponeschi, specialmente nella persona del cavaliere Lalle I (da non confondere con Pietro Lalle Camponeschi), promossero il libero commercio e lo sviluppo delle arti e della cultura, dunque di una politica che mirava a integrare il concetto di città-territorio. I Camponeschi per i loro ideali, si misero subito contro i Pretatti, casato nobile di vecchia estrazione feudale residente nel Quarto di San Pietro, i quali avevano una maggiore influenza sul giustiziere nel Palazzo del Capitano.
Nel 1347 Luigi I d'Ungheria passò in città e Lalle I credette di aver consolidato il suo potere sulla città, in quanto venne nominato "Conestabile del Regno" e anche perché il re ungherese era schierato contro Napoli, dal momento che suo fratello Andrea si sposò con Giovanna I di Napoli nel 1345, ma questa lo uccise e successivamente si sposò con Luigi di Taranto, figlio di Filippo. Con il successivo accomodamento di Luigi con Giovanna, Filippo venne nominato governatore degli Abruzzi, permettendo il rientro in città dei Pretatti, precedentemente esiliati. Camponeschi, comportandosi similmente come Cola di Rienzo, sollevò i populares contro la famiglia rappresentante della vecchia tirannia feudale, e nella città si susseguono numerosi scontri, con l'incendio e la distruzione del Palazzo del Capitano. Filippo acquartierò l'esercito alle porte della città, ma poi decise di tornare a Napoli, seguito da Lalle che lo scortò fino a Bazzano e tentò una pacificazione; tuttavia, questa si trattò di un'abile mossa di Filippo per vendicarsi: infatti, trovandosi al di fuori della città, il tarantino lo fece catturare e uccidere. Buccio scrisse:
(Buccio di Ranallo)
La cattura e l'uccisione di Lalle I suscitò indignazione tra i cittadini, tanto che il palazzo venne nuovamente assaltato e il capitano regio costretto alla fuga, come racconta Buccio. Dopo la rivolta però gli aquilani subirono la vendetta della Corona di Napoli, con il ritorno dei Pretatti, precedentemente esiliati, e il rischio della perdita della demanalità. Buccio descrive che venne istituito in città un consiglio straordinario di 68 magistrati, che avrebbero amministrato la cosa pubblica, questi Sessantotto inviarono ambascerie di pace a Filippo, fecero rientrare il capitano, e mandarono altri legati ai sovrani di Napoli. Il sovrano angioino, per l'amore del suo avo Carlo d'Angiò che rifondò la città, concesse il perdono e nuovi benefici, come il diploma di Giovanna d'Angiò del 22 ottobre 1371, dove si concedeva la libertà d'elezione dei rappresentanti delle Arti. Tuttavia questa carta non concedeva la piena libertà, poiché ogni due anni occorreva rieleggere i rappresentanti, impedendo così la costituzione di vere e proprie dinastie economiche, come volevano gli aquilani; ad esempio nel 1368 Giovanna rifiutò una proposta dei cittadini di aumentare i membri del consiglio comunale a 100 uomini, ripartiti tra i maggiori esponenti dei quattro quartieri, ristabilendo semplicemente gli antichi privilegi concessi di Carlo I e II, di città demaniale esente dalla tassazione reale, ma soprattutto l'ufficializzazione delle Arti come parte dell'organismo amministrativo della città, ripartite in precise categorie le une dalle altre. Il governo dei Sessantotto fu sciolto e rieletto un nuovo governo dei rappresentanti artigiani e commercianti delle Arti, sotto la giurisdizione del Capitano regio.

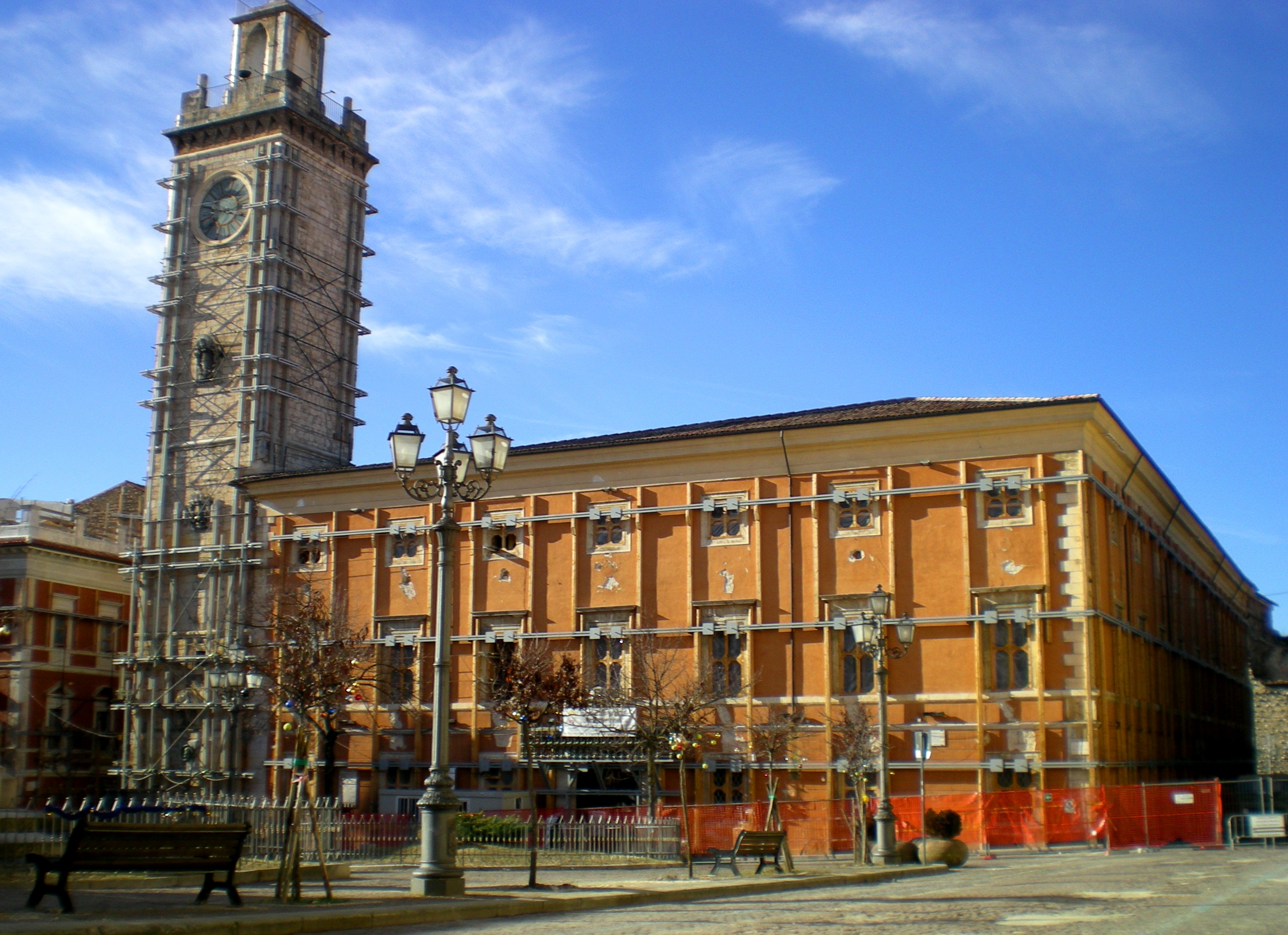
Il Palazzo Margherita, o Palazzo del Capitano, sede comunale sin dalla fondazione della città (foto risalente al 2011)

(Buccio di Ranallo)

### Il commercio delle Arti aquilane
Il capitano fece giurare ai Cinque banderari di innalzare le bandiere presso il comune: il gruppo del "cinque" delle Arti era costituito dalle categorie del Quinque Litteratus - Quinque Mercator - Quinque Pellaminis - Quinque Metallorum - Quinque Nobilis. Tra i mercanti che ebbero una nuova vita dai castelli nella città, facendo grande fortuna, ci fu Giacomo di Tommaso da San Vittorino, detto "Gaglioffo", nomignolo che alla fine diventerà il simbolo di questa famiglia, che costruirà due abitazioni oggi rimaste nel quarto di San Pietro. Altri mercanti toscani che ebbero contatti con Aquila, nel registro dell'Antinori, furono Ser Bindo di Viviano da Firenze (1326) e Baldino d'Engariano (1317). Giacomo Gaglioffi morì nel 1335 e nel suo testamento si può comprendere come fosse strutturata la sua economia, basata sul credito con altri signori, come il conte di Loreto Aprutino o signori della Puglia, mentre in città aveva concesso larghe somme per il restauro e la costruzione di chiese quali quella di San Biagio di San Vittorino (oggi San Giuseppe Artigiano, dove costruì la cappella funebre), Santa Chiara, Santa Croce, Santa Maria a Graiano, Sant'Antonio abate, San Giovanni del Campo, San Matteo le torri sacre di Santo Spirito.
L'esempio dei Gaglioffi, i cui documenti del testamento furono ritrovati dall'Antinori della parrocchia di San Pietro nel locale Coppito, ma anche di altri famiglie aquilane della società delle Arti, permise l'accaparramento del commercio della lana, poiché le estensioni pascolative nella conca erano enormi, sia fuori dalle mura che dentro, e pressi gli antichi castelli. I costi erano molto vantaggiosi, tanto che nella conca giunsero numerosi mercanti fiorentini, come appunto la compagnia dei Bonaccorsi, debitrice del Gaglioffi nel suo testamento. La città, per la sua posizione vantaggiosa sugli Appennini, costituiva la direttrice di una cerniera commerciale con Firenze per mezzo di Rieti, Spoleto, Perugia e Arezzo a nord, mentre a sud con Napoli per mezzo di Sulmona, l'altopiano delle Cinquemiglia e Castel di Sangro, lungo dunque la via degli Abruzzi.

### I terremoti del 1315 e del 1349
L'Aquila sorge in uno dei territori a maggiore sismicità della penisola e fin dalla sua fondazione è stata funestata molte volte da eventi tellurici. Il primo terremoto di cui si abbia notizia in tempi storici risale al 13 dicembre 1315, come testimoniato anche nella Cronica di Buccio. La prima scossa si era manifestata il 1º febbraio ma i maggiori danni si ebbero in dicembre, con le scosse che si ripeterono per le successive quattro settimane dal sisma principale. Tra i danni segnalati vi fu il consistente danneggiamento della chiesa di San Francesco.

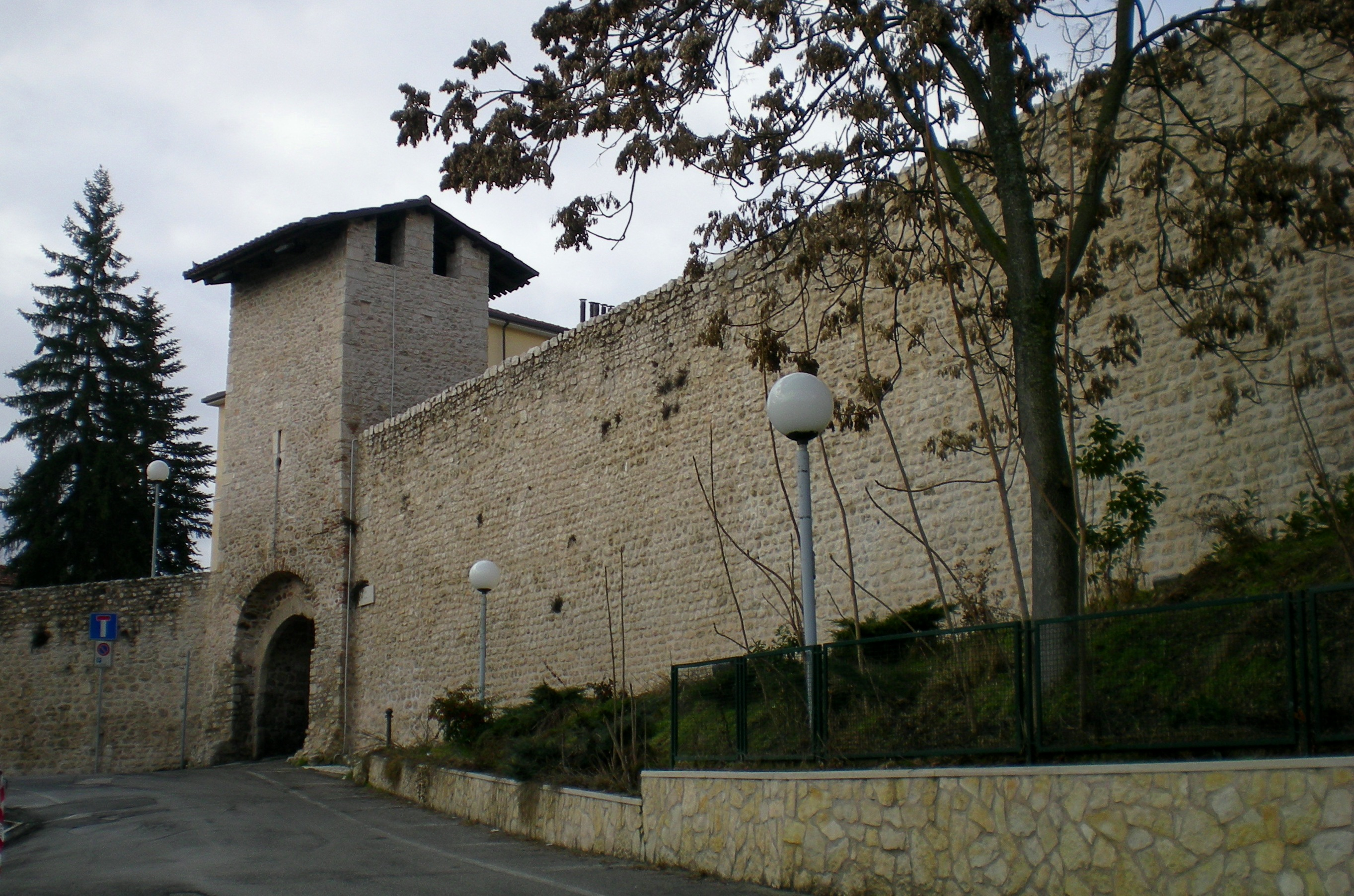
Porta Leoni, dove vennero accumulate le macerie del terremoto del 1315, che ne contribuirono una prima chiusura

Tuttavia, il primo terremoto distruttivo per la nuova città si verificò il 9 settembre 1349. Si stima che il sisma abbia avuto una magnitudo 6,5 della scala Richter e che abbia prodotto danni valutabili nel X grado della scala Mercalli.
Furono sbrecciati e atterrati ampi tratti delle mura cittadine e crollarono moltissime case e chiese. I decessi furono ottocento e, poiché all'epoca gli abitanti dell'Aquila erano meno di diecimila, raggiunsero quasi il 10% della popolazione. La gran polvere che si alzò gravò sulla città per molto tempo, impedendo il salvataggio repentino di coloro che erano stati travolti dalle macerie.
A causa del sisma crollò la chiesa di Santa Maria Paganica, e rimase completamente distrutta anche la chiesa di San Francesco del Palazzo, che già aveva subito gravi danni nel terremoto del 1315 e che dovette essere completamente rasa al suolo. Le macerie furono accumulate nel piazzale antistante una delle entrate alla città, la cosiddetta Porta Leoni, ingresso orientale da via San Bernardino, che in tal modo rimase chiusa fino al 1703. La porta non fu più liberata e, successivamente, fu definitivamente murata. La difficile e laboriosa ricostruzione scoraggiò una parte della popolazione, che preferì tornare ai villaggi e castelli dai quali erano venuti i loro avi. Di fronte all'esodo massiccio della popolazione e alla conseguente prospettiva di veder cancellata L'Aquila tra le città del Regno di Napoli, Camponeschi fece chiudere con tavoloni di legno le brecce delle mura cittadine, facendole presidiare.

## XV secolo

### La guerra dell'Aquila
Le vicende politiche nel XV secolo stavano trascinando Aquila verso una sanguinosa guerra. La città era infatti rimasta fedele alla casa angioina, poiché la regina Giovanna II subiva i problemi delle pretese al trono di Luigi III e di Alfonso V d'Aragona, cui aveva promesso il regno, e venne quindi individuata come obiettivo sensibile durante la guerra tra gli angioini e gli aragonesi. Alfonso aveva come luogotenente il mercenario Andrea Fortebraccio (o Braccio), cui Giovanna aveva garantito, con l'accordo di Alfonso, la signoria degli Abruzzi, promettendogli anche la signoria aquilana in caso di conquista.

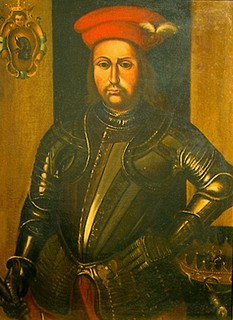
Andrea Fortebraccio

La situazione precipitò, poiché Braccio portava i suoi luogotenenti per tutti gli Abruzzi a giurare obbedienza presso le città maggiori quali Teramo, Lanciano, Ortona e Sulmona. In questo clima, gli aquilani, da secoli fedeli agli Angiò, rifiutarono il governo di Braccio scacciandolo: per lui, dunque, fu la dichiarazione di guerra.

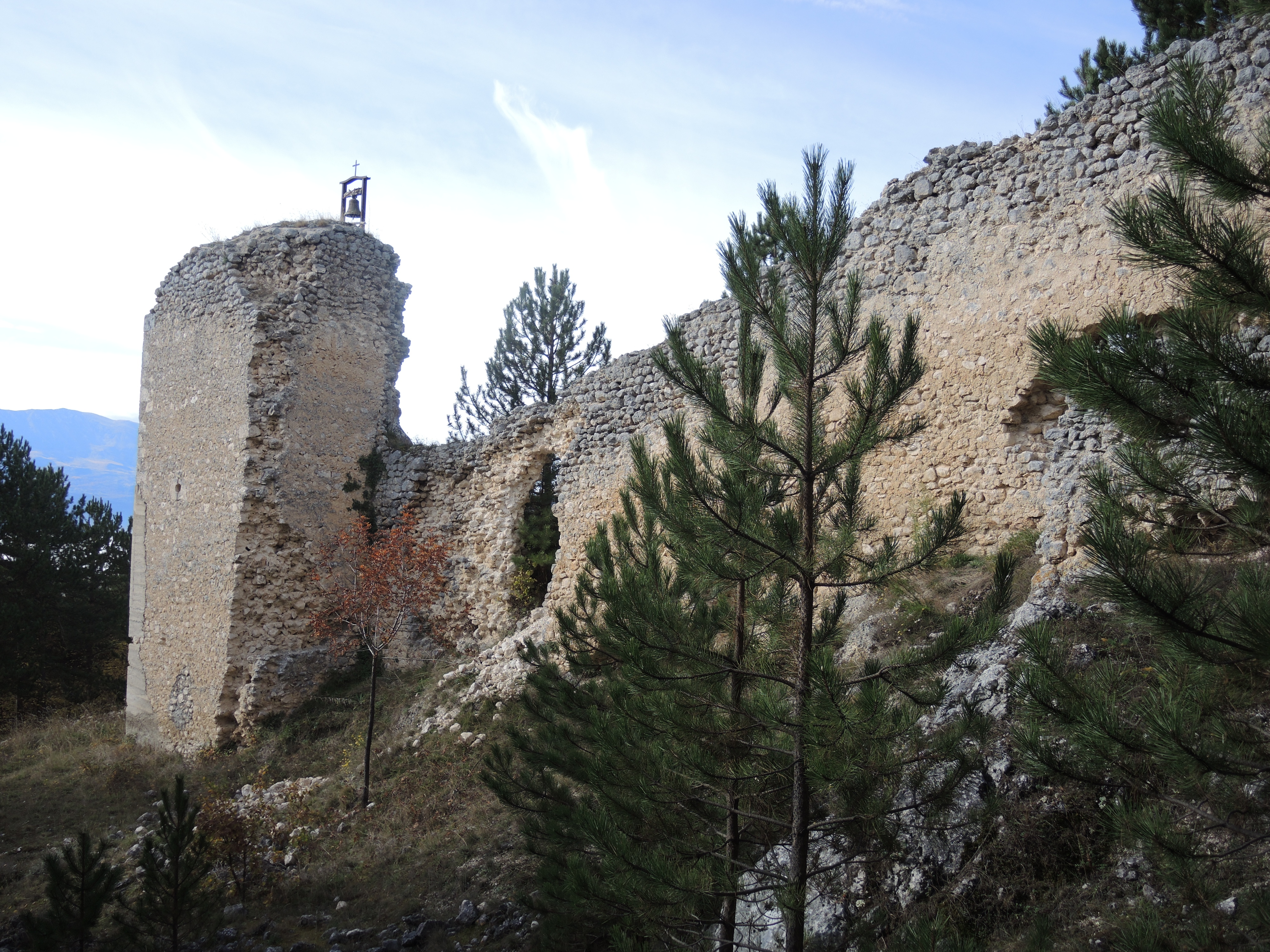
Il castello di Barisciano oggi, con gli evidenti segni di distruzione apportati da Braccio

Nel 1423 Fortebraccio conquistò l'intera Valle dell'Aterno, da Pizzoli a Navelli, esclusa Aquila, che alzò le barricate contro l'invasore. Lo sfregio di Braccio fu di prendere d'assedio i castelli che fondarono la città nel 1265, affinché la città restasse senza viveri e uomini per combattere: uno ad uno i castelli furono presi e caddero, ma alcuni come Navelli, Rocca di Mezzo e Fontecchio opposero resistenza.
A Napoli, un intrigo di Alfonso d'Aragona portò all'arresto di Giovanni Caracciolo, fedelissimo di Giovanna II, e poi al tentato arresto della regina stessa, che chiamò in aiuto Muzio Sforza, il quale il 30 maggio 1423 a Villa Celiera sconfisse gli aragonesi. Una forte coalizione della regina Giovanna, di papa Martino V, del duca di Milano Filippo Maria Visconti e dell'Aquila, nella persona di Antonuccio Camponeschi, oppose resistenza alle mire espansioniste di Braccio. Il duca di Milano appoggiò Giovanna, la quale scelse Jacopo Caldora e Francesco Sforza, rispettivamente con 300 fanti e con 800 cavalli, e Muzio Attendolo, che si scontrarono contro Braccio nella battaglia il 2 giugno 1424 a Bazzano..
Il 7 maggio 1423 il condottiero tenta l'assalto all'Aquila, ma viene respinto dai castelli dell'altopiano delle Rocche.

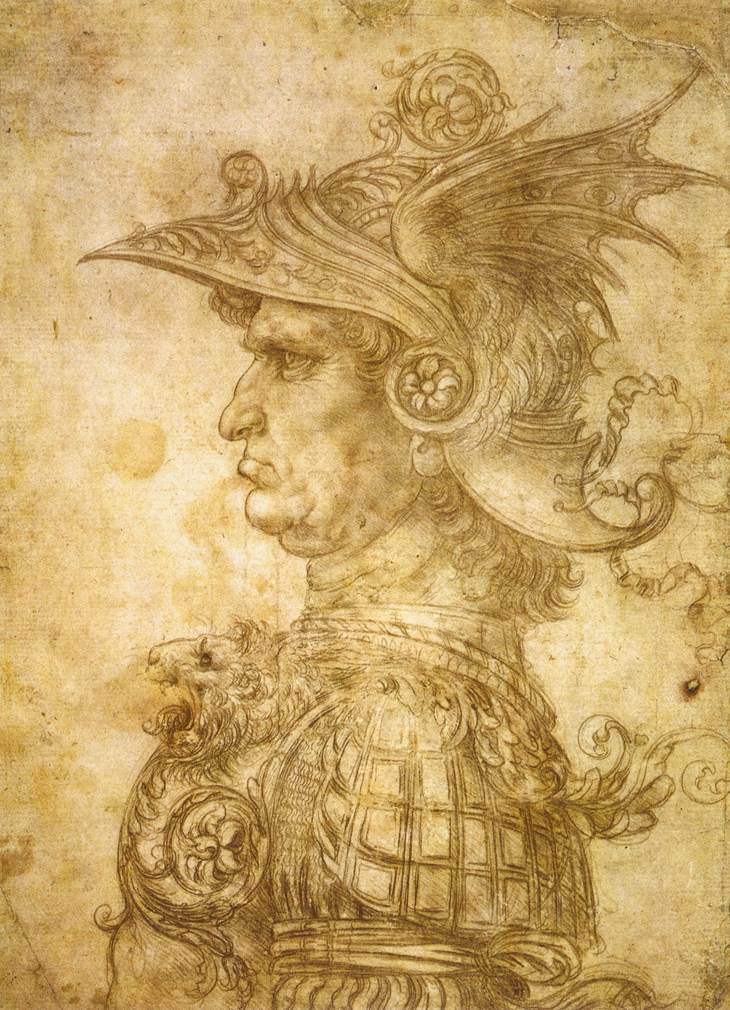
Jacopo Caldora

Braccio piazzò il suo quartier generale a Sant'Anza, prendendo alcuni castelli come Santo Sano, Fossa e Leporanica. Per ridurre alla fame la città, assaltò il mulino della Riviera, e i centri agricoli di Roio e Rocca di Cambio.
(Cantari della guerra di Braccio)
Dopo ciò, Braccio assediò il castello di Stiffe, che riuscì a fermare l'avanzata grazie a dei collegamenti militari con Rocca di Mezzo. Braccio rinnovò l'assalto e l'aquilano Pietro Navarrino andò a chiedere aiuto agli armati di Fontecchio. Braccio, che nel frattempo era acquartierato a Campo di Pile, decise di comandare personalmente l'assalto a Stiffe per raderla al suolo.
Muzio Attendolo si mise in marcia con 4.000 uomini in città, cinta d'assedio, ma morì quasi subito, annegando nel fiume Pescara il 3 gennaio 1424 durante l'aggiramento di Pescara. Nel frattempo l'alleanza tra Martino V e Giovanna II fu in grado di sferrare un decisivo attacco, risalendo il fiume Aterno, contro le truppe di Braccio. La battaglia avvenne, come detto, il 6 giugno 1424 a Bazzano, mentre anche le truppe di Antonuccio Camponeschi, con i vessilli dei quattro Quarti, uscivano dalle mura di Porta Bazzano per dare man forte. La vittoria dell'esercito regio contro Braccio alimentò la leggenda delle "bone novelle" portate in città da un soldato, che corse subito a dare la notizia della vittoria passando per Porta Rivera e per la via che oggi si chiama proprio "via delle Bone Novelle". Fortebraccio, che nello scontro rimase gravemente ferito, fu fatto prigioniero e morì poco dopo.

### Il governo aragonese

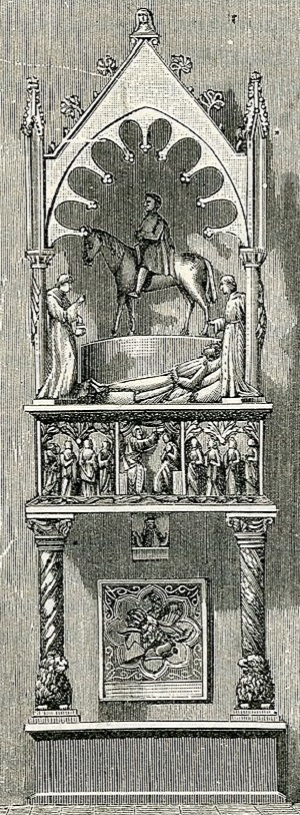
Mausoleo di Pietro Lalle Camponeschi nella Basilica di San Giuseppe Artigiano, opera di Gualtiero d'Alemagna

Nel 1442 Napoli andò in mano ad Alfonso V d'Aragona, che immediatamente si concentrò sulla riduzione della semi-autonomia dell'Aquila. Infatti la città nel 1436 con a capo delle milizie Jacopo Caldora, si era resa protagonista di una campagna di assoggettamento dei feudi che si erano ribellati alla corona angioina, come Sulmona e Caramanico Terme. La città di Penne si era appropriata indebitamente del castello di Farindola, il che suscitò la rabbia aquilana, che attaccò e saccheggiò la città vescovile vestina, riprendendo il castello, e costituendo insieme ad altri feudi una lega anti-aragonese, composta da Sulmona, Castel di Sangro, Amatrice, Barisciano, Collepietro, San Benedetto in Perillis, San Pio e Navelli. Alfonso cercò di smantellare questo cordone di alleanze, minacciando la città stessa, stazionando le truppe presso Pentima (Corfinio), ma alla fine concedendo privilegi mediante i signori Camponeschi, nella persona del cavaliere Pietro Lalle, per allettare i cittadini e avere un controllo indiretto maggiore.
La città sarebbe stata governata dal capitano regio, con due uomini vicesindaci, l'impossibilità di rendere vitalizi agli uffici comunali, il riconoscimento della personalità giuridica dell'Arte della Lana, la ratifica degli statuti e dei privilegi, gli sgravi fiscali, e riconoscimenti al casato Camponeschi. Tuttavia nel 1443 Alfonso propose di riscuotere le tasse basandosi su una periodica numerazione dei fuochi delle città e ciò scatenò l'ira degli aquilani, con conseguenza di una riduzione al di sotto dei 200 i fuochi civici da tassare, venne regolata con legge la transumanza lungo i tratturi, poiché presso Collemaggio partiva il più grande tratturo del centro-sud del Paese, il tratturo L'Aquila-Foggia, che portava fino alla dogana del bestiame della città pugliese, istituita dallo stesso re Alfonso nel 1447. Nel 1451 il re convalidò alla città il possesso di Farindola e Montebello di Bertona, ponendo fine alla disputa con Penne, concesse le due fiere di maggio per le festività del compianto San Bernardino da Siena, morto da poco in città, e già ritenuto santo con tanto di costruzione di basilica e sepolcro, concesse il diritto di commercio con i fiorentini e la facoltà di comperare il sale da qualunque parte del regno.

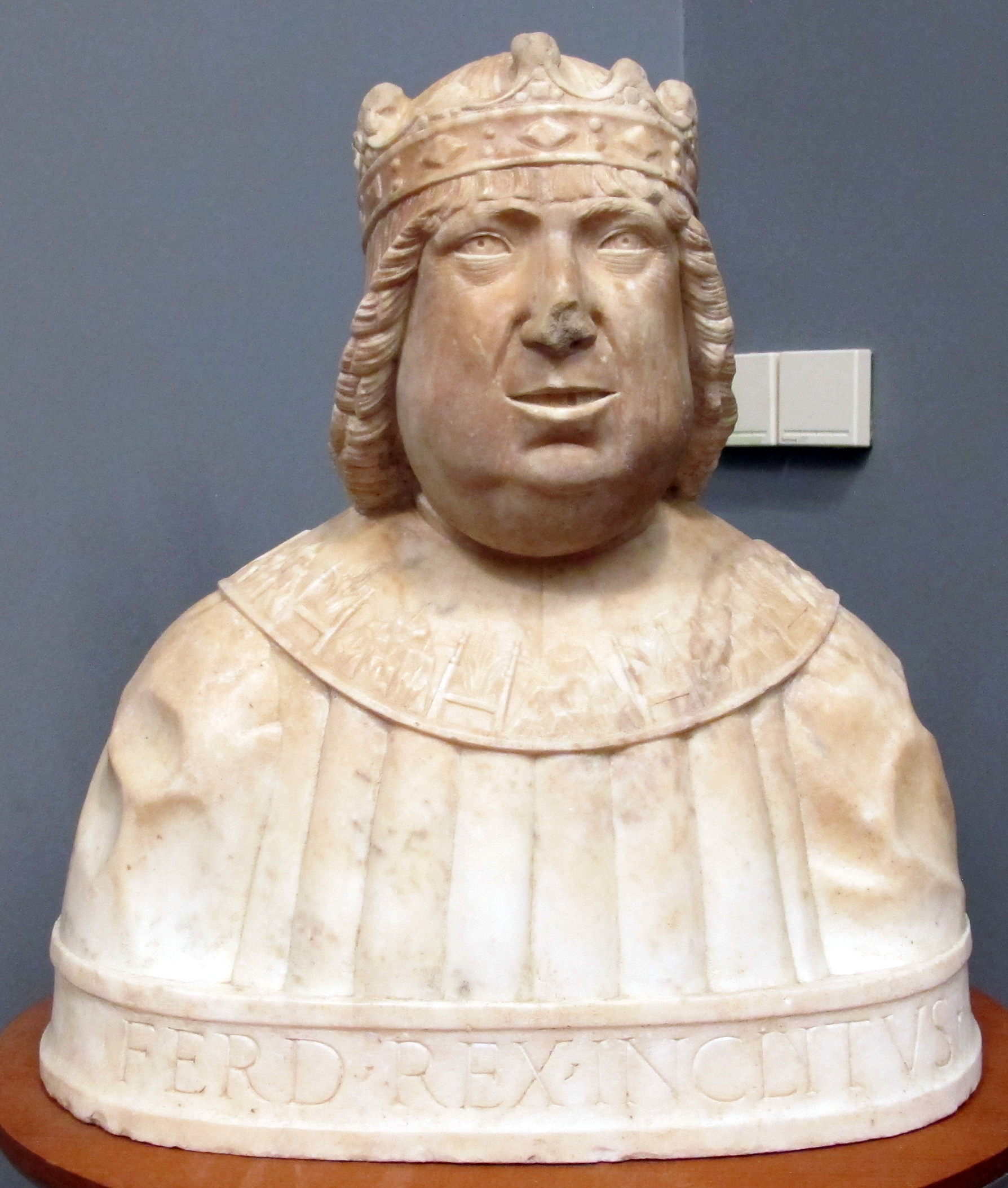
Ferrante I d'Aragona

Tuttavia alla morte di Alfonso, l'odio aquilano per gli aragonesi riesplose, nel momento della successione con Ferrante I d'Aragona, ma il sovrano, con delle mirate concessioni come l'indulto per chi non aveva pagato i tributi, la concessione del comune di Antrodoco e favori a Pietro Lalle, risanò in parte i rapporti. Nel 1458 Giovanni d'Angiò tentò di riconquistare il regno e la città si schierò a favore di Giovanni, contro Ferrante; i cittadini contavano sull'appoggio papale di Callisto III, favorevole al ritorno degli Angiò. Quando però il pontefice morì, gli successe Pio II, favorevole alla causa aragonese, che inizialmente bloccò le greggi, per poi rilasciarle come severa ammonizione agli aquilani, costretti ad accettare definitivamente il potere aragonese, dato che Ferrante aveva sconfitto Giovanni.
Visto che anche questa volta gli aragonesi non compirono vendette contro la città, data la sua importanza economica, la politica aquilana optò per il camaleontismo, decidendo per il bene economico di adeguarsi al nuovo signore del regno partenopeo. Malgrado le varie concessioni, non mancarono momenti di tensione, perché Ferrante mirava ad un progetto di centralizzazione statale dell'economia, senza lasciare casi anomali di semi-autonomia come Aquila, concentrandosi su una politica di favori fiscali, ma anche di censimenti e controlli dei ceti più ricchi, come quello del 1473.

### I malumori per il Collegio delle Arti
La città era passata ad oltre 5000 fuochi, divenuta una sorta di "paradiso fiscale" per i mercanti capace di attrarre la popolazione, vista la grande facilità con cui si poteva commerciare la lana, oppure per i pastori attraversare il tratturo fino alla Puglia senza dover pagare le tasse: la stessa barriera di Popoli amministrata dai Cantelmo venne meno, con le leggi aragonesi. Nel 1473 Ferrante convocò a Napoli i rappresentanti delle Arti per il suo progetto di unificazione globale dell'economia reale, la città però non li inviò; per questo il re iniziò a usare la mano pesante contro la città, togliendo la demanialità dei castelli di Rocca di Mezzo, Rocca di Cambio e Cittareale per infeudarli, restituiti solo nel 1484. Venne tolta all'amministrazione cittadina anche la vasta contea di Celano, infeudata nel 1463 al duca di Amalfi Antonio Piccolomini, genero di Ferrante, insieme alla baronia di Carapelle Calvisio e al marchesato di Capestrano, insieme a Santo Stefano di Sessanio (questi territori sarebbero stati acquistati nel 1579 dai Medici, costituendo il nucleo dei futuri Stati mediceo farnesiani).

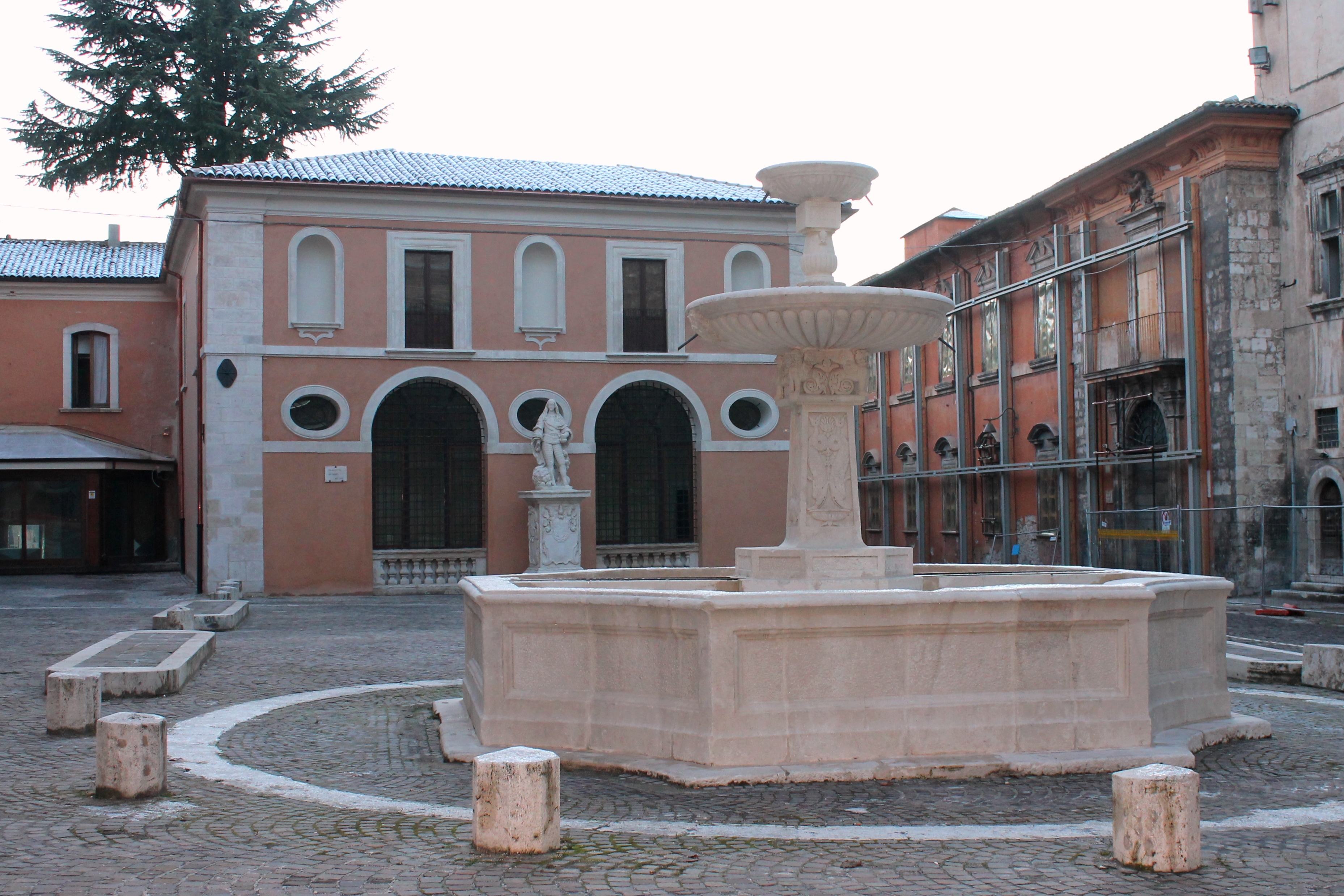
Palazzetto dei Nobili all'Aquila, sede della Congregazione delle Arti

Ferrante scelse quest'azione di controllo giocando anche sul favore dei desideri scissionisti degli storici castelli aquilani, viste le imposizioni troppo pesanti da parte della municipalità amiternina, e il controllo restò stabile fino alla sua morte. Il governo della città era in mano al mecenate e combattente Pietro Lalle (una delle cui figlie aveva sposato Giovanni Antonio figlio di Antonello Petrucci), rivali con il casato dei Gaglioffi, economicamente più potente. Dato che una nuova guerra civile rischiava di esplodere, Ferrante nel 1476 inviò ad Aquila Antonio Cicinello, con l'ordine di sconvolgere gli equilibri politici, e soprattutto il legame di rapporti di Pietro Lalle con i mercanti e le famiglie più ricche.

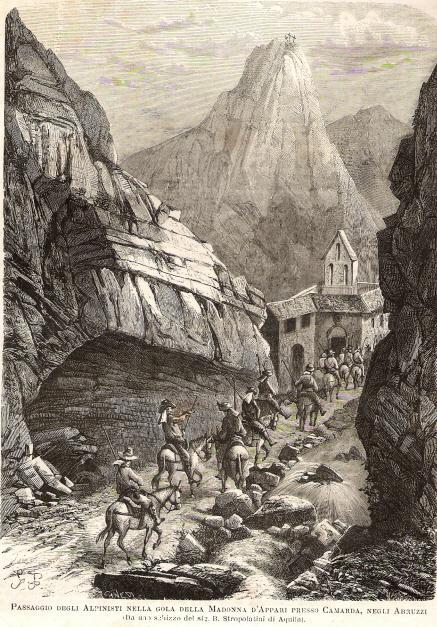
Il tratturo dei transumanti, un disegno del 1875 che mostra il santuario della Madonna d'Appari presso Paganica

La missione funzionò in parte, poiché il potere rimase al Camerlengo, ai Cinque rappresentanti delle Arti di durata quadriennale, e non più semestrale: la novità fu la creazione di un ristretto Consiglio dei Dodici, e non più dei Quaranta, per cui esiste ancora oggi il Palazzetto dei Nobili dietro il Palazzo del Capitano, e accanto la chiesa di Santa Margherita. Con la riforma, la corona aragonese mirava ad incidere lo strapotere economico delle Arti, determinando l'immissione nel contado. Ratificati gli accordi nel 1481 in cui questi pagamenti si trasformavano in universali tasse per il regno, si ebbero vari tumulti, fagocitati dal Camponeschi, conte di Montorio, che venne arrestato, rimanendo però comunque un grande punto di riferimento per la politica aquilana. La corona di Napoli iniziò a guardare con timore i desideri sempre più autonomisti della città, che non si piegava al governo centrale di Napoli, e venne inviato nuovamente il Cicinello come provvisorio camerlengo, ma in realtà con l'intento dei modificare la costituzione. La risposta aquilana ci fu il 27 settembre 1485, con l'eccidio delle truppe regie, tra le quali Antonio Cicinello, episodio che si pone nel contesto della rivolta dei baroni contro Ferrante, appoggiata da papa Innocenzo VIII il quale nell'ottobre del 1485 aveva pubblicato una bolla coi nomi dei signori che si erano appellati a lui per essere difesi dalle ambizioni del re e pochi giorni dopo Piergiampaolo Cantelmo innalzava all'Aquila le bandiere della Chiesa.
La città decise di affidarsi allo Stato della Chiesa il 18 ottobre, e le greggi del contado vennero fatte sfilare simbolicamente verso Roma. Pietro Camponeschi venne liberato, e si unì al Gaglioffi nel partito papale guelfo, marciando contro Cittareale, roccaforte aragonese, per saccheggiarla, ma si ritirò immediatamente, autoesiliandosi nel castello di Fontecchio. Questo ennesimo tentativo di autonomia cessò quasi subito, la pace tra papato e casato aragonese ci fu nel 1486 e la città rientrò nel potere di Ferrante mediante il controllo del duca di Calabria, che fece rientrare Pietro Camponeschi in città.

### Aquila durante Carlo VIII di Francia
Da questo momento la città guardò come simbolo di speranza, alle mire espansioniste di Carlo VIII di Francia, specialmente quando nel 1490 morì senza eredi il Camponeschi, che almeno era riuscito con varie mediazioni a bloccare qualsiasi atto di vendetta di Ferrante, grazie alle sue amicizie con Innocenzo VIII. Nel 1494 Carlo VIII raggiunse la Lombardia, sul finire dell'anno scese fino a Roma, e inviò un araldo all'Aquila per chiederne l'obbedienza, e in città ci furono tumulti nel quartiere di San Pietro, roccaforte dei Gaglioffi, ma i magistrati tennero segreta la risposta fino al rientro dalle Puglie delle greggi, affinché non venissero bloccate e sequestrate per sospetto tradimento.
Il tentativo di negoziato fu travolto da Fabrizio Colonna e suo fratello Prospero, che irruppero nella città e innalzarono le bandiere della Francia presso il palazzo comunale: immediatamente tra i ricchi signori scoppiarono rivolte e schermaglie per il partito filofrancese e l'antifrancese e i due quartieri di San Pietro e Santa Maria si scontrarono con distruzioni delle botteghe e degli ipogei; tuttavia la città, malgrado quest'azione inaspettata di forza, rimase fedele al casato francese. Tuttavia nel 1496 a Montpellier Ferrandino d'Aragona sconfisse Carlo VIII, e Fabrizio Colonna, per non perdere la città, mediò una vantaggiosa clausola di pace con gli aragonesi. Fu l'ultima vittoria d'ispirazione autonomistica della città, prima dell'arrivo degli Spagnoli di Carlo V.

### Il Rinascimento

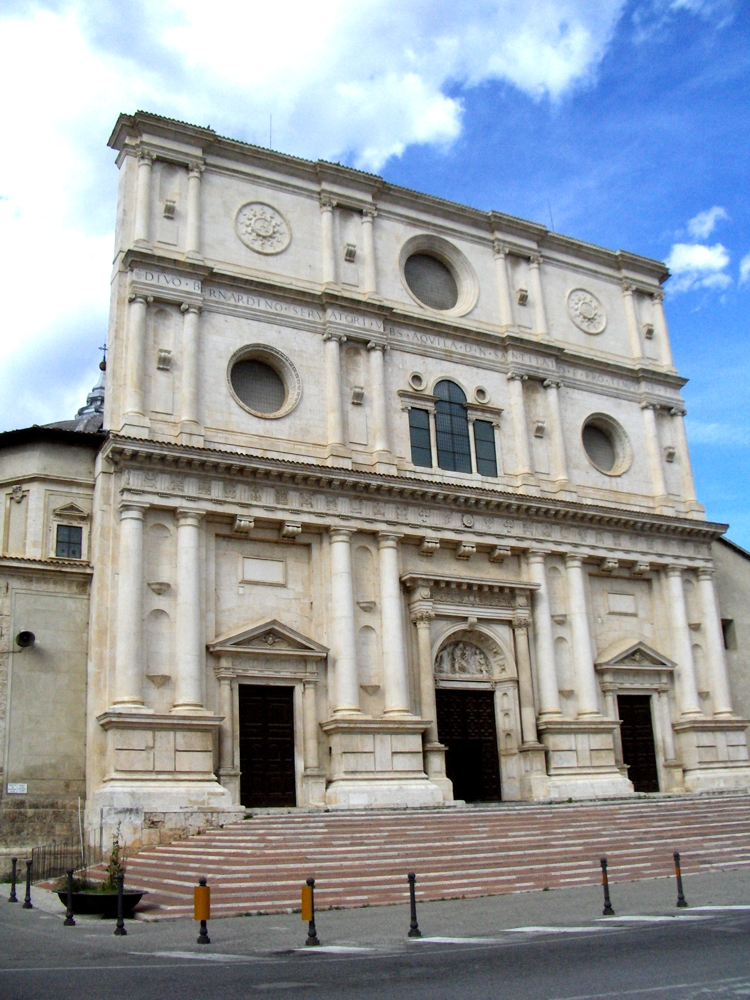
Facciata della Basilica di San Bernardino nella ricostruzione dopo il 1461.

Il Quattrocento corrisponde a un'età d'oro per Aquila. Dopo la ricostruzione, la città prosperò per i suoi commerci, specialmente lana e zafferano, estendendo le proprie relazioni fino a Firenze, Genova e Venezia, nonché in Francia, Olanda e Germania diventando in breve tempo la città più importante del Regno dopo Napoli. Politicamente infatti, il governo del viceré Raimondo de Cardona lasciò il reggimento municipale relativamente libero di condurre le sue scelte e di amministrare il contado.

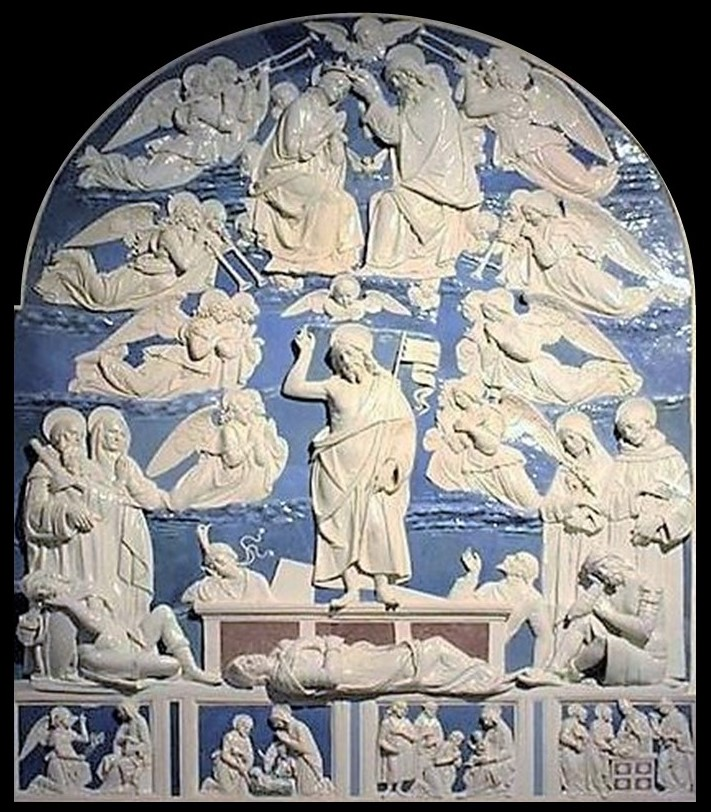
La Resurrezione di Andrea della Robbia presso San Bernardino

Nel 1428 ricevette da Ferrante d'Aragona il privilegio della Zecca, e con questa il permesso di battere moneta, mentre è del 1458 l'istituzione della Università destinata a conseguire rinomanza non inferiore a quella di altre sedi già famose come Bologna, Siena e Perugia. Nel 1482 Adamo da Rottweil, allievo di Johann Gutenberg, vi impiantò una delle prime tipografie, assicurando larga diffusione di opere preziose.
Nel campo culturale la città si sviluppò nella corrente del Rinascimento esattamente nella seconda metà del '400, con il simbolico arrivo di Adamo di Rottweil, discepolo di Gutenberg, nell'ottobre 1481, dove stampò alcuni libri, mentre nel 1525 ufficialmente le stamperie aquilane tesseranno rapporti con Fabriano per l'acquisto della carta. Nel 1484 si costituì la società degli Stampatori Aquilani beneficiata dal conte Giovanni di Montorio. Tra i promotori della cultura ci fu la famiglia Gaglioffi, che commerciò con il fiorentino Niccolò Acciaiuoli, per cui in una lettera si menziona un codice stampato del Decameron di Boccaccio, dunque esempio di una grande circolazione della letteratura toscana negli Abruzzi, tra le due principali città di Sulmona e quella amiternina. In questo periodo la letteratura aquilana fiorì con dei "Laudari" religiosi e con l'erudizione storica sulla scia della Cronaca di Buccio di Ranallo; altri autori furono Francesco Angeluccio di Bazzano che compose la Cronaca delle cose dell'Aquila dall'anno 1436 al 1488.
Altri promotori della cultura, dopo Camponeschi, furono Giacomo della Marca, legato di Ferrante, e il cardinale Amico Agnifili, mentre l'attività storica proseguiva con Niccolò da Borbona (Cronaca della guerra dell'Aquila) e con Bernardino da Fossa (Cronaca aquilana del 1423). Altri autori, di cui oggi non si ha nulla se non testimonianze indirette, furono Angelo Fonticulano, che scrisse un De bello Bracciano, edito all'Aquila dall'editore Vivio nel 1582, Biagio Pico Fonticulano che scrisse una Regola di grammatica speculativa sulle parti declinabili del discorso (dunque un esempio di studio linguistico), e Girolamo Pico Fonticulano che scrisse una Geometria, oltre che a proporre interventi di ordine urbanistico nella città. Battista Alessandro Iaconelli tradusse in volgare le Vite parallele di Plutarco, ispirandosi ai tentativi di volgarizzamento di Antonio di Todi. L'ultimo incunabolo di Rotweill sarà la Grammatica di Giovanni Sulpizio da Veroli, e nella società degli stampatori succederà Eusanio Stella con Giovanni Picardi de Hamell e Luigi Francigna.

### I tre santi
In questo tempo la città fu famosa anche per la prolungata dimora di tre grandi santi francescani: San Bernardino da Siena, San Giovanni da Capestrano e San Giacomo della Marca. San Giovanni di Capestrano fondò il convento di San Giuliano fuori le mura, mentre San Bernardino giunse a predicare in città verso la fine della sua vita, e intrecciò rapporti con la ricca famiglia dei Notari. Alla morte di San Bernardino, avvenuta il 20 maggio 1444 proprio nel capoluogo abruzzese, la cittadinanza chiese e ottenne da papa Eugenio IV il permesso di custodirne le spoglie. Venne così edificata, per volontà dell'amico Giovanni da Capestrano, la monumentale Basilica di San Bernardino, la cui facciata fu realizzata da Cola dell'Amatrice e il mausoleo da Silvestro dell'Aquila nel 1489. Sul finire del secolo, le guerre con Rieti, le lotte intestine tra famiglie e i continui terremoti determinarono l'inizio della decadenza.
Silvestro di Giacomo da Sulmona, fu scultore e intagliatore, e realizzò dei mirabili monumenti ancora oggi presenti, ispirandosi ai modelli toscani, ma il ricettacolo d'arte di San Bernardino ospita anche la Resurrezione di Andrea della Robbia (1500 ca). Valenti artisti come Raffaello Sanzio intrecciarono rapporti con la ricca famiglia Branconio, che dipinse la Visitazione per la chiesa di San Silvestro, dove la famiglia aveva la cappella privata, e un Ritratto con amico, probabilmente il nobile Giovanni Battista Branconio. Nell'ambito pittorico si distinsero l'aquilano Saturnino Gatti (XV sec) con il ciclo di affreschi di Collemaggio e quello molto più elaborato di Tornimparte, Andrea De Litio della Marsica con alcuni affreschi di lunette e pale dipinte oggi conservate nel Museo Nazionale d'Abruzzo, e infine nel Cinquecento Francesco da Montereale.

### Il terremoto del 1461

La Geometria di Girolamo Pico Fonticulano, stampata all'Aquila

Anche nel quattrocento L'Aquila non fu risparmiata dai terremoti. Il 3 aprile 1398 un'intensa ma breve scossa causò lievi danni. Lo stesso accadde qualche anno più tardi, il 10 novembre 1423, mentre il 5 dicembre 1456 un violento terremoto venne registrato in tutto il territorio del Regno di Napoli: la scossa, verificatasi alle dieci di sera, distrusse quasi integralmente Carsoli e Castel di Sangro. L'Aquila, al confronto, fu colpita in modo tutto sommato marginale, se si esclude la rottura delle colonne della tribuna della nuova Basilica di San Bernardino.
Uno dei sismi di maggiore intensità della storia cittadina si verificò invece il 26 novembre 1461. La magnitudo stimata è di 6.4 della scala Richter e l'intensità pari al X grado della scala Mercalli. Successivamente alla scossa principale, seguì una sequenza di eventi sismici che si protrasse per circa due mesi, con alcune forti scosse il 4 dicembre, il 17 dicembre, e il 3 e il 4 gennaio dell'anno successivo, il 1462. Le fonti storiche riportano della pressoché totale distruzione di Onna, Poggio Picenze, Castelnuovo e Sant'Eusanio Forconese.
(Anton Ludovico Antinori)

## XVI secolo

### L'arrivo degli spagnoli e il governo di Franchi
Nel 1503 gli spagnoli conquistarono il Regno di Napoli ponendovi a capo un viceré di loro fiducia e occupando tutti i posti di comando. All'Aquila, la nomina del conte Ludovico Franchi a Signore della Città segnò il definitivo tramonto di ogni forma di autonomia cittadina e contribuì alla decadenza della città, fino ad allora una delle più fiorenti del Regno.

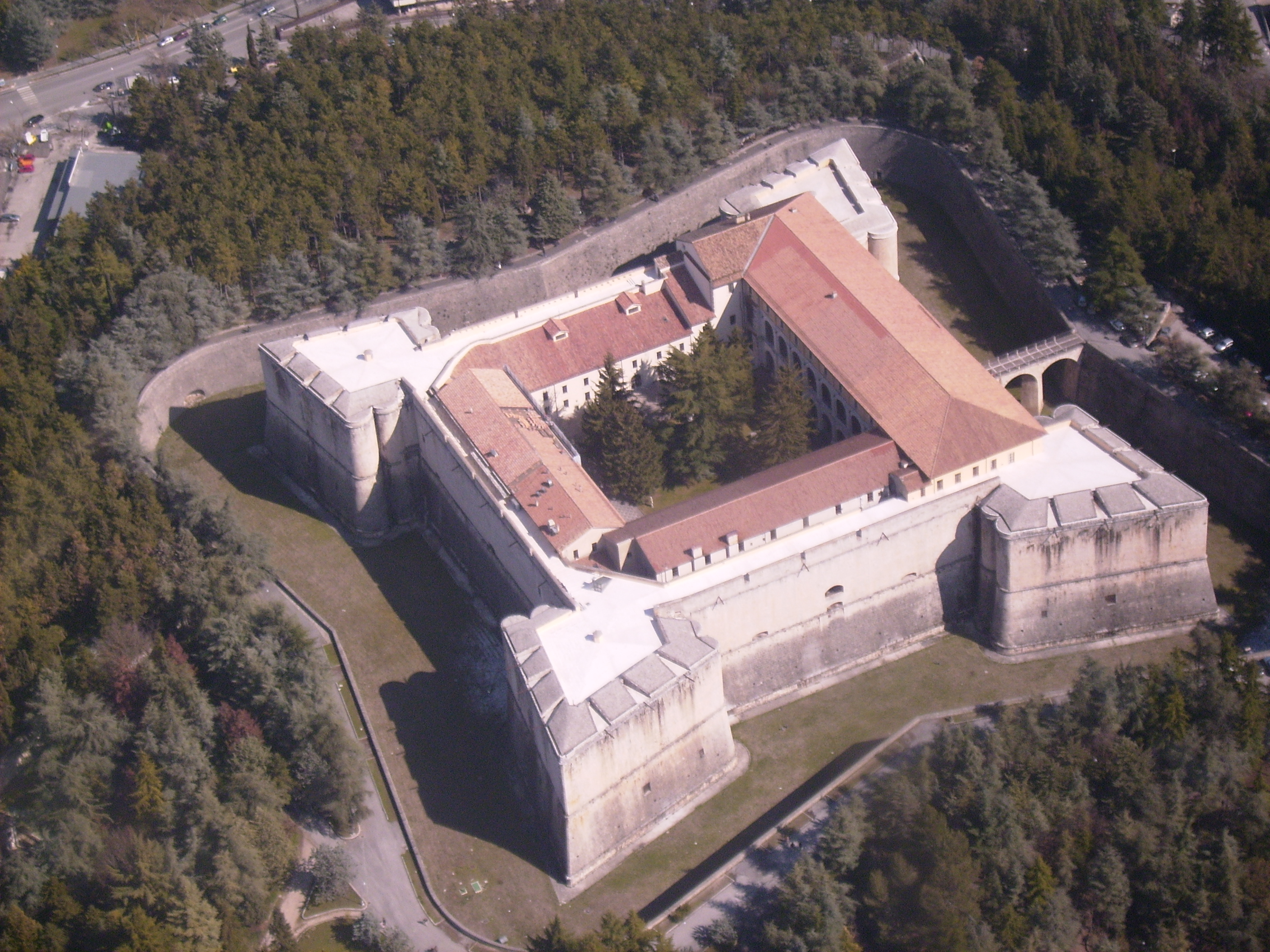
Vista aerea del Forte spagnolo.

Prima ancora nel 1501, quando Fabrizio Colonna conquistò la città, pose a capo il magistrato Ludovico Franchi, successivamente confermato capitano della Città da Consalvo de Cordova e conte di Montorio. Presso il palazzo vennero erette le insegne di Luigi XII di Francia, mentre Geronimo Gaglioffi cercò di rovesciare il governo. Grazie ai francesi, Aquila annetté i feudi di Ofena, Castel del Monte, Penne, Vittorito, Città Sant'Angelo, arrivando a ridisegnare i confini del comitatus, ora di proporzioni enormi per la regione degli Abruzzi. Tuttavia la felicità dei cittadini fu breve, perché nel 1503 appunto Fabrizio Colonna rientrò in città, mettendo a capo del governo nuovamente il Franchi. Ci fu un periodo di pace ventennale, anche se la politica di Ludovico Franchi era tutta votata all'intreccio di rapporti di servilismo con il nuovo governo spagnolo.
(Bernardino Cirillo, Annali della città dell'Aquila)
Ludovico Franchi confiscò beni alle potenti famiglie dei Camponeschi e dei Gaglioffi e il clima di pace durò qualche decennio, quando alla sua morte Gaspare de Simoni, favorito di Lorenzo de' Medici nelle armi si propose come contraltare della dinastia Franchi. Alcuni esili vengono emanati, e a Napoli si decide di intervenire contro una città che aveva dato rifugio ai figli di Giampaolo Baglioni, un funzionario bandito da Leone X, e che intendeva darlo anche ad Alfonso I d'Este, nemico di papa Giulio II. Ludovico Franchi venne arrestato e rinchiuso nel fortino di Castelnuovo, mentre un sovrintendente, Ludovico Montalto, venne mandato da Napoli ad Aquila nel 1521. Il commissario regio andò ad ispezionare i metodi con cui si eleggevano i membri della Camera del Consiglio, e soppresse momentaneamente il plebiscito, eleggendo lui personalmente per due anni i membri del Consiglio, un aspetto di "normalizzazione" secondo la Corona ispanico-napoletana, della vita cittadina, intendendo togliere definitivamente il privilegio di semi-autonomia.

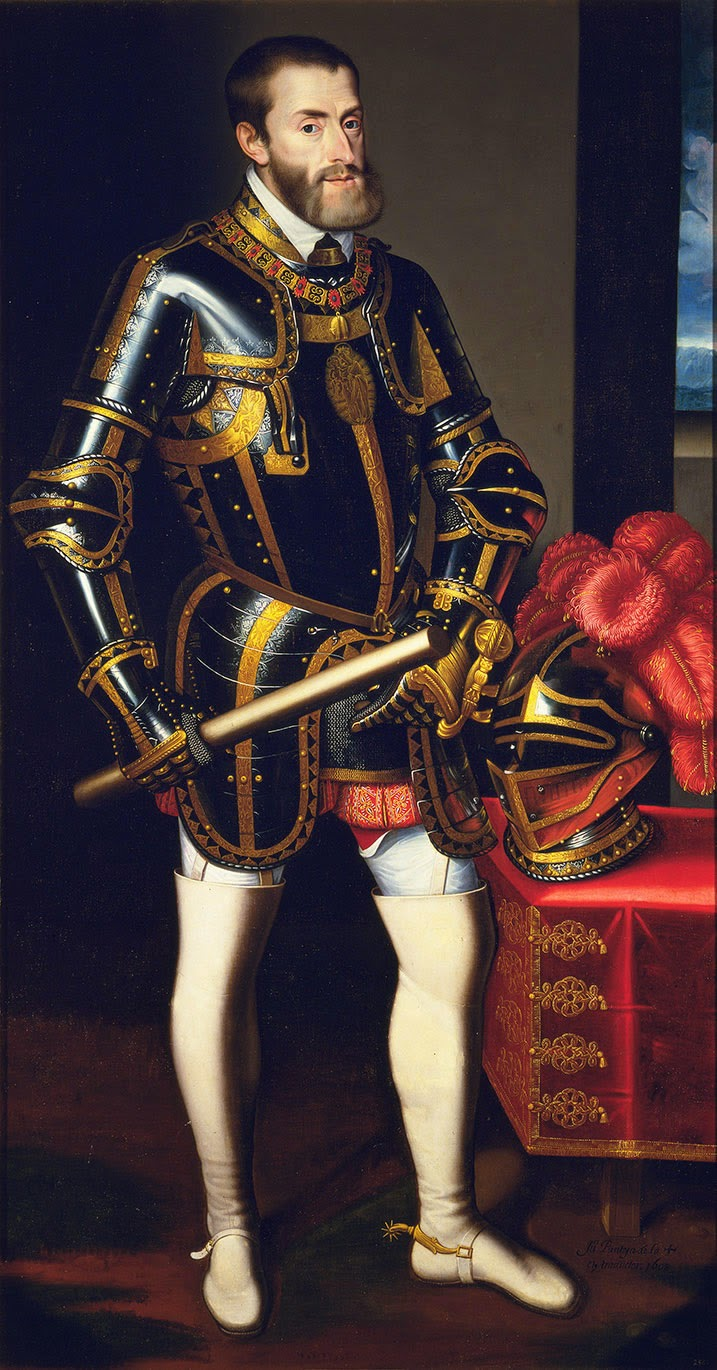
Carlo V

Un fatto singolare e sospetto accadde dopo la confisca dei beni dei Franchi, quando il bandito Giovanni Aquilano venne assoldato per attaccare il palazzo di Annibale Pica, uccidendo il fratello Lorenzo. Il sicario Giovanni però alla fine fu catturato, processato pubblicamente davanti al Palazzo del Capitano, impiccato e squartato. La città visse circa tre anni di semi-indigenza a causa delle leggi del Montalto, una delle quali prevedeva il foraggiamento delle truppe militari di passaggio per gli Appennini, come quelle del viceré Carlo di Lanois in marcia per la Lombardia. Successivamente ci fu la peste, che decimò la popolazione, e fece spostare la sede del governo a Paganica.

### La guerra contro Carlo V
Gli aquilani approfittarono dello scontro tra Carlo V e Francesco I di Francia, nelle persone dei figli di Ludovico Franchi, che scelsero il partito francese seguendo gli Orsini. Nella speranza di riconquistare libertà e privilegi perduti, gli aquilani si unirono alla lega antispagnola capeggiata dai francesi, cui vennero nel 1527 aperte le porte della città, che tuttavia venne sconfitta nel 1529. L'Aquila venne occupata militarmente da Filiberto d'Orange, viceré e luogotenente del Regno di Napoli, saccheggiata e costretta a versare nelle casse spagnole una esosa tassa. Inoltre la città venne distaccata dal suo contado, che venne spartito in feudi e dato in possesso a capitani dell'esercito imperiale, infliggendo un colpo durissimo alla sua economia.
(Francesco Guicciardini, Storia d'Italia)
La rivolta del 1527 a favore dei francesi, si dimostrò un abile pretesto colto dagli spagnoli per condannare la città a sostenere totalmente le spese della costruzione di un nuovo castello, versando 100.000 ducati annui. La costruzione del Forte spagnolo, che necessitava di enorme spazio, comportò la distruzione di un intero quartiere. Addirittura, per la realizzazione degli enormi cannoni posti a difesa della fortezza vennero fuse le campane della città, tra cui la grande Campana della Giustizia posta sulla Torre Civica. Nelle intenzioni del viceré, il Forte doveva assolvere una duplice funzione: quella di baluardo difensivo nell'estremo confine settentrionale del regno di Carlo V, e quella di punto di controllo per il traffico della lana lungo l'asse che collegava Napoli a Firenze. Ma ciò che prostrò definitivamente il desiderio di autonomia della città fu l'annullamento di tutti i privilegi storici risalenti alla casa D'Angiò e il successivo infeudamento con tutti i territori dei castelli circostanti.

### Conseguenze dell'infeudamento dell'Aquila
Gli aquilani però cercarono di riparare alla sventura inviando da Carlo V il sindaco Mariangelo Accursio, con la proposta di pagare 90.000 ducati per una reintegra dei privilegi storici, ma il sovrano rimise la vicenda al viceré Pietro de Toledo, che il 15 marzo 1542, dopo una lunga controversia stabilì "teoricamente" la reintegrazione dei beni, ossia dei castelli circostanti. Ma i baroni e signori si opposero rivendicando sempre il motivo dei privilegi dei feudi ora divenuti autonomi, rifiutando la proposta di un nuovo giogo dei mercanti della città. Addirittura queste varie universitates pretesero che i beni dei vari castelli dentro le mura dell'Aquila non fossero più registrati nel catasto civico, ma in quello del rispettivo castello.
Si accese una lunga controversia che durò fino al '700, dove i possidenti delle terre dentro le mura dovevano pagare le tasse alla città, mentre la questione dell'autonomia dei vari castelli si trascinò fino alla prima metà del Novecento, quando nel 1927 venne ridisegnata l'unità amministrativa della città.
Pietro de Toledo delegò Ettore Gesualdo di riesaminare le esazioni, il quale si recò il 23 dicembre 1549 in città per la registrazione catastale dei beni fuori e dentro le mura. I castelli di Civitaretenga e Tussio si ribellarono nel 1561, mandando una contro notifica, e ne nacque un'odissea giudiziaria protrattasi fino al Settecento. La vertenza fu firmata nel 1578 anche da altri castelli, e per la Regia camera venne mandato un commissario nel maggio 1601: Pietro Valcarel, che prese in esame i documenti risalenti sin al periodo di Federico II, alla presenza del magistrato Giovanbattista De Rosa. Il commissario si recò anche a Collemaggio, esaminando una carta del 1524 dove si intimava ai castelli l'obbligo di fornire la cera, poi andò a Santa Maria Paganica, dove il parroco confermò l'amministrazione del castello di Paganica, testimonianza data anche dai preti di Santa Maria del Poggio e San Pietro di Sassa, aggiungendo che le sepolture venivano effettuate nelle chiese relative ai castelli originari. Altri commissariamenti e controlli dei catasti ci furono fino al 1653, dove si prese visione del fatto che la città dell'Aquila fosse un caso unico nel Regno di Napoli, dove gran parte dei beni erano spartiti secondo un preciso ordine, e che gran parte di essi erano amministrati dagli arcipreti delle chiese, in relazione con le originarie parrocchie dei castelli.

### Il governo di Margherita d'Austria
(Anton Ludovico Antinori, Annali degli Abruzzi)
Paradossalmente, fu la figlia di Carlo V, Margherita d'Austria, a donare alla città un nuovo momento di particolare splendore alla fine del Cinquecento. La sovrana, già governatrice dei Paesi Bassi, fece ritorno in Italia nel 1568 per dedicarsi all'amministrazione dei feudi abruzzesi del Regno dimostrando notevoli capacità, dando impulso all'economia locale e alla cultura e risolvendo delicate questioni territoriali. Dunque non c'è da stupirsi se, dopo aver alloggiato per un breve periodo a Cittaducale, al suo primo ingresso all'Aquila nel maggio del 1569 fu accolta trionfalmente dalla cittadinanza.

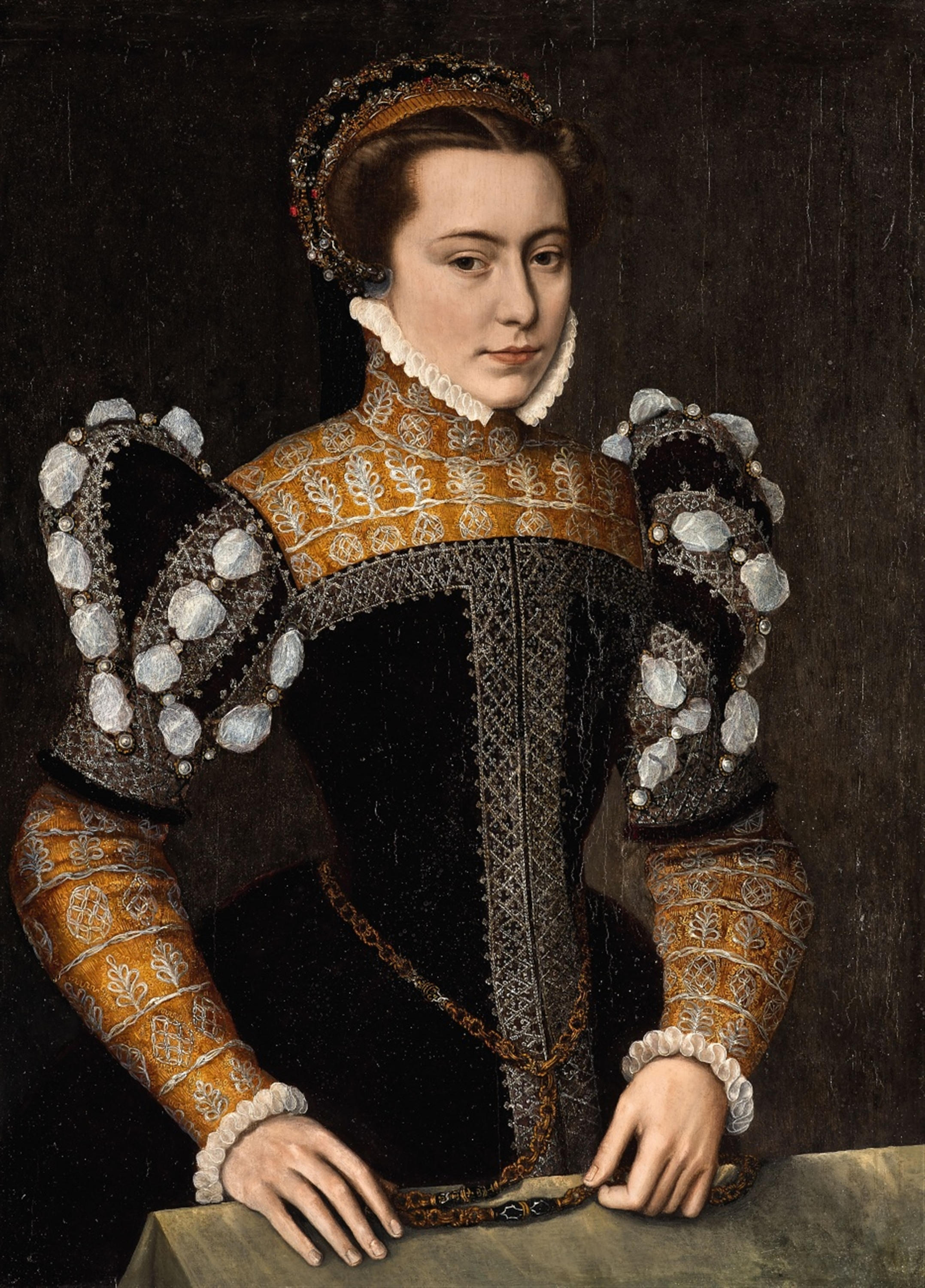
Margherita d'Austria

Tuttavia, Margherita si stabilì ufficialmente nel capoluogo solo nel 1572, una volta ottenuto dal fratello Filippo II il governo della città. Nel suo periodo aquilano, la Madama, come soleva farsi chiamare, trovò dimora nel Palazzo del Capitano che per l'occasione venne sottoposto ad un gravoso restauro che lo porterà a diventare un piccolo ma prestigioso palazzo rinascimentale. Furono proprio i grandi ricevimenti, le opere urbanistiche e le innovazioni di tipo economico che si svolsero nel suo periodo di governo a donare alla città una caratteristica atmosfera cortigiana.
La città fece parte dello Stato Farnesiano degli Abruzzi insieme a Penne, Farindola, Montorio al Vomano, San Valentino in Abruzzo Citeriore, ma non fu "infeudata", benché gestita come una magistratura atipica, che ovviamente non concedeva spazi di progetti di ritorno all'autonomia. I feudi della conca amiternina vennero venduti mediante compravendita, segnando la frammentazione di quell'unico contado aquilano che dette ricchezze alla città. Per questo la politica di Margherita fu ben accetta dagli aquilani dopo anni di carestie, depauperamenti e sconvolgimenti politici da parte degli Spagnoli.

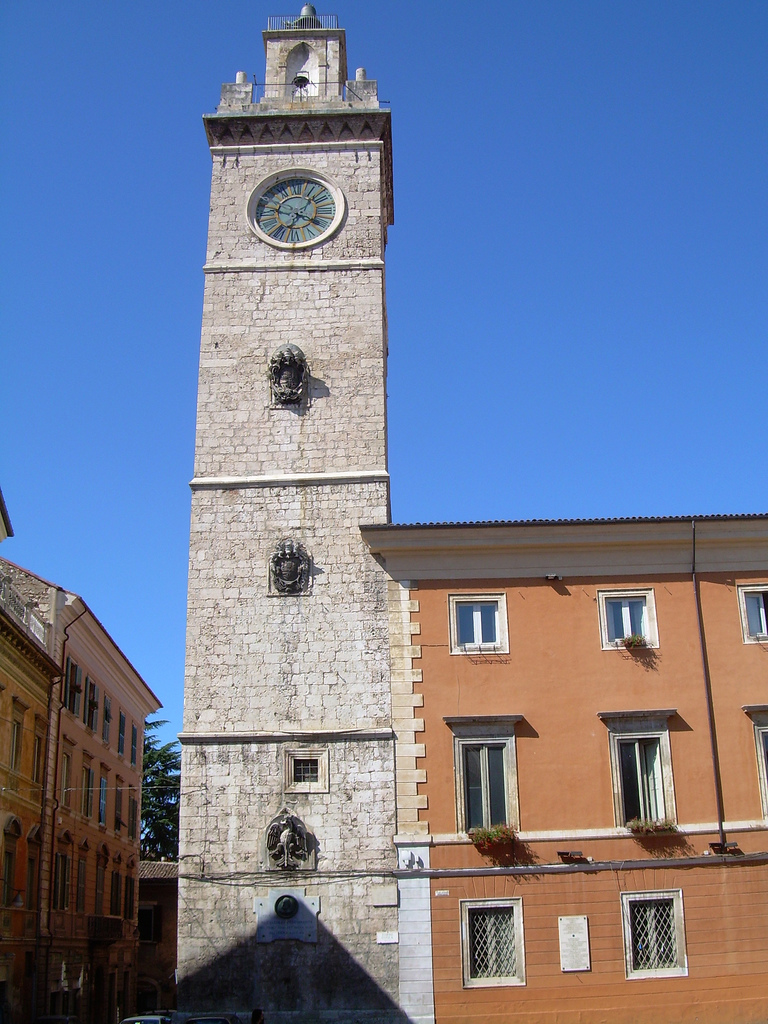
Il Palazzo del Capitano, sede della corte di Madama Margherita

### Il circolo culturale della duchessa Margherita
La "corte aquilana" si riuniva presso il Palazzo del Capitano, dove Margherita chiamò vari ufficiali come il notaio Bernardino Porzio, i nobili Sebastiano Romano, Pietro Yvagnes, Ferdinando da Pile, l'arcidiacono don Vincenzo Colantoni, l'arciprete Ascanio Vetusti di San Biagio d'Amiterno, don Giovanni Agnifili di Lucoli, il protonotaio Carlo Alifero, insieme ad altri notai ed eminenti personalità provenienti dai vari castelli della conca, per garantire un legame diplomatico di pace e riunificazione simbolica. Tra di essi figurò anche il bolognese Francesco De Marchi, il primo scalatore ufficiale del Gran Sasso d'Italia nel 1573, passando per Campo Imperatore di Assergi.
Benché Margherita non avesse i pieni poteri delle corti attigue di Napoli, di Ferrara e di Firenze, fece di tutto per ritagliarsi un piccolo spazio che somigliasse in tutto e per tutto a una corte nobiliare, e andò avanti con la sua politica di modifiche e ammodernamenti della città, come la creazione di una moderna fattoria "la Cascina" a Campo di Pile, sul modello delle fattorie di Fiandra, che negli anni si arricchì grazie ai pascoli e alle acque del Vetoio.
Nel 1583 Margherita tornò in Abruzzo, interessandosi al feudo marittimo di Ortona, dove costruirà il suo Palazzo Farnese e tracciando un cordone commerciale con Sulmona ed Aquila, quest'ultima nel frattempo rappresentata in sua vece dai cortigiani di fiducia. Nel 1584 l'Aquila fu amministrata da don Ottavio Zugnica, concentrandosi sulla micro-attività imprenditoriale della Cascina di Pile. In questi anni i documenti testimoniano anche l'insanabile decadenza della Compagnia delle Arti, che nel Medioevo era tra i primi posti nell'amministrazione pubblica della città. Soltanto i viaggi della transumanza nella Puglia foggiana non conobbero crisi, ed anzi i capi di bestiame aumentarono a dismisura nei registri della Dogana di Foggia. Con la morte di Margherita nel 1586 ad Ortona, si concluse un breve periodo idillico in cui la città amiternina, benché non tornata agli antichi fasti, ebbe modo di farsi conoscere al livello europeo come piccolo ricettacolo d'arte e di cultura e spazio fecondo dove instaurare una parvenza di governo di corte. Tuttavia per la città fu una sconfitta per quanto riguardava il desiderio della riunione del comitatus della conca e dei castelli, ormai definitivamente separati dall'autonomia cittadina, e destinati ad essere feudi di vari signori e baroni cadetti.

### Urbanistica della città di Fonticulano

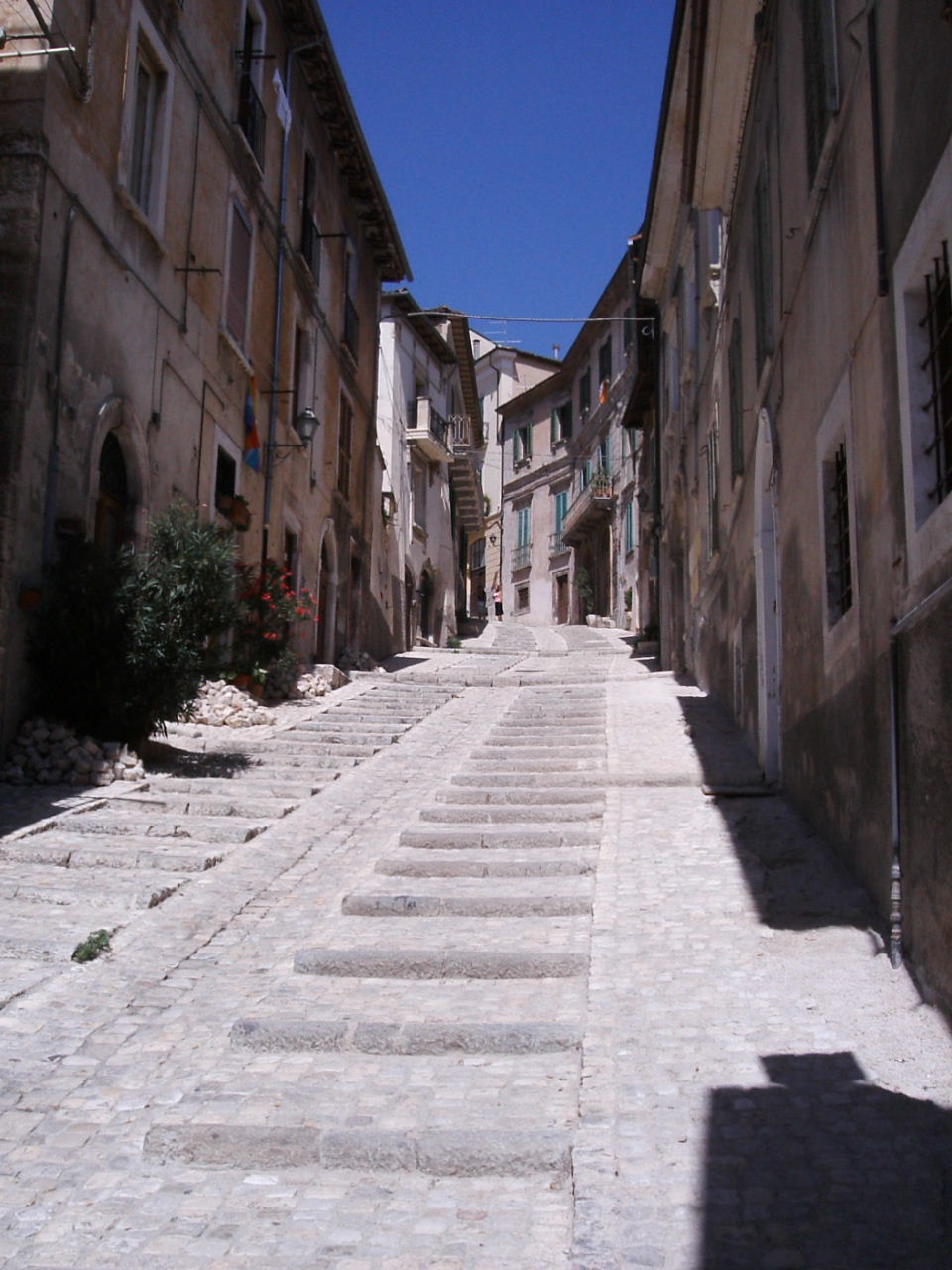
Costa Masciarelli

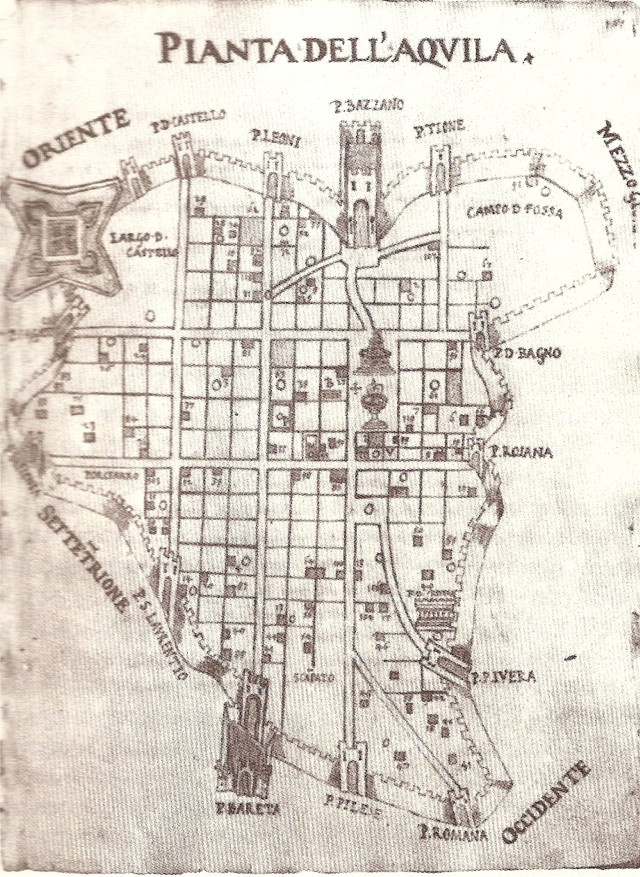
La pianta dell'Aquila di Fonticulano

Nel 1575 Pico Fonticulano pubblicò la Pianta dell'Aquila, confrontandola con la Pianta di Napoli. La città è vista ribaltando l'ordine degli assi: il Nord corrisponde all'Est e il Sud corrisponde all'Ovest: insomma la pianta è ruotata di 90° a destra, in modo che il Forte spagnolo, edificato nella prima metà del Cinquecento, si trovi a Nord-Ovest, e il Borgo Rivera con la fontana delle 99 cannelle ad Est. Nella pianta è ben delineata la cinta muraria con le porte di accesso: dal Forte compiendo un giro ci sono Porta Castello, Porta Leoni, Porta Bazzano, Porta Tione, Porta Bagno posta presso il Campo di Fossa, Porta Roiana, Porta Rivera, Porta Romana, Porta Pilese, Porta Barete, Porta San Lorenzo, Porta Branconia. L'interno della città è scandito da linee perpendicolari che compongo o i cardi e i decumani, con al centro dell'area tutti, leggermente tendente a Sud, verso il quartiere San Marciano, la Piazza del Duomo, a impianto rettangolare.
I due decumani massimi sono il Corso Maggiore o Stretto (oggi corso Vittorio Emanuele) e via Cardinale (oggi composta da via Cardinale, via Cesura, via Annunziata, via Cascina, via del Guasto, che attraversa l'area estrema da Porta Roiana fino a Santa Maria della Misericordia); i tre cardi sono invece via Roio, che sfocia in Piazza Duomo accanto alla Cattedrale e che oltre la piazza si collega con Costa Masciarelli, il Corso Occidentale, che attraversa i quarti di San Pietro e Santa Maria (oggi via Roma, via Andrea Bafile, Corso Principe Umberto, e poi all'incrocio dei "quattro cantoni" si trasforma in via San Bernardino fino a Porta Leoni), e infine l'asse di via Porcinari e via Garibaldi, che all'intersezione con il corso Vittorio diventa via Castello, fino alla porta omonima.
Piazza Duomo è vista in maniera leggermente diversa, con due fontane monumentali molto più grandi e diverse di aspetto dalle due attuali che compongono il gruppo di "Fontana Vecchia". Prima del 1703 probabilmente la piazza era dotata anche di un monumentale obelisco centrale, come dimostrano alcune stampe, e l'asse della Cattedrale era ruotato rispetto a quello odierno del dopo-sisma 1703.
Presso Porta Bazzano si vedono chiaramente tre strade che non rispettano affatto l'ordine preciso dei cardi e decumani, ma compongono un triangolo con vertice appunto la porta: le tre coste di Picenze, Masciarelli e di via Fortebraccio. Queste strade che rispettano il pendio del colle orientale di Campo di Fossa, furono progettate dal Fonticulano per agevolare il passaggio fino a Piazza Duomo, insieme ad altri piccoli interventi urbani oggi scomparsi, come la realizzazione del monumentale campanile della Cattedrale, distrutto nel 1703.
Inoltre è da notare come la pianta del Fonticulano seguisse lo schematismo preciso degli impianti rettangolari e quadrati delle case coloniche, che componevano con i cardi e decumani la scacchiera dell'area. Gran parte dei palazzi e delle case, dopo il 1703, furono ricostruite ex novo, non variando particolarmente il sistema gli assi, ma dando alcune modifiche all'aspetto urbano, modifiche accentuate ancora di più dagli interventi urbanistici del primo '900 e del fascismo.

### I Gesuiti all'Aquila

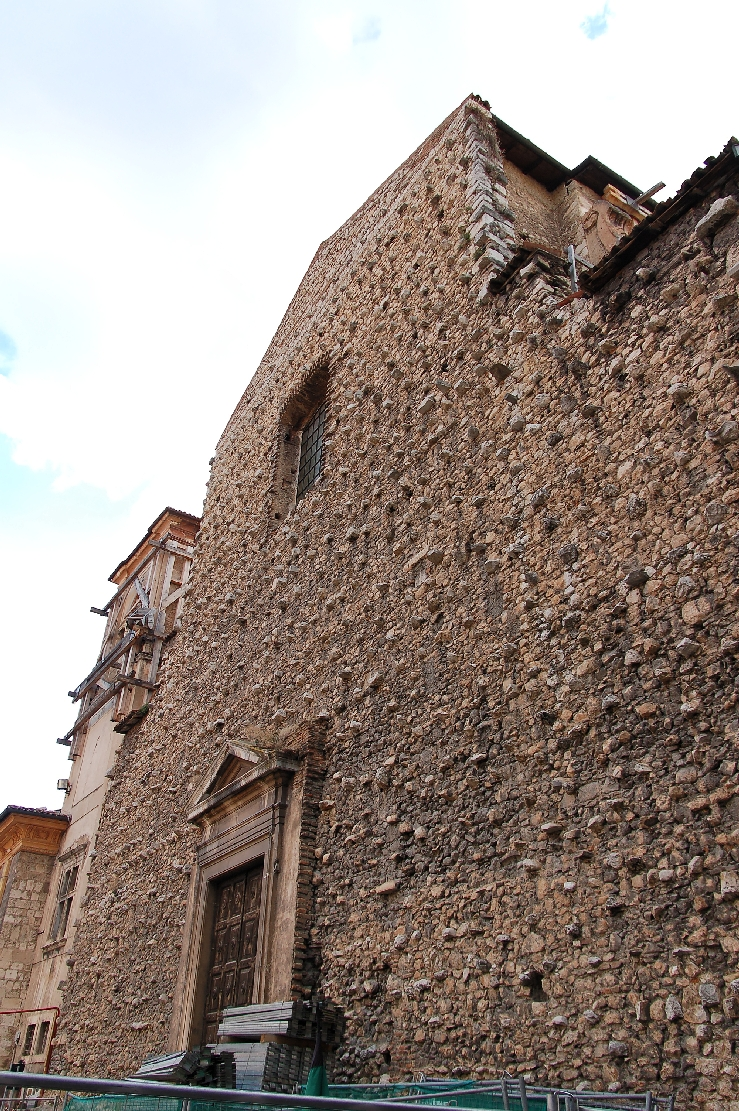
La chiesa di Santa Margherita, sede della Confraternita dei Gesuiti

Nel 1562 la Compagnia del Gesù all'Aquila, ispirandosi al disegno di Ferrante I del 1458 di aprire una scuola a Siena e Bologna, anche nella città abruzzese aprirono un collegio personale. Mediatore del progetto fu promosso dal vescovo aquilano Ioào de Acunha, consacrato nel 1561, e facente parte dell'entourage di Filippo II di Spagna, progetto di per sé irrilevante data l'esistenza di altri collegi nell'Italia e nel Regno di Napoli, ma scelta usata come messaggio di resistenza, e di volere di mantenersi in rapporti di interlocuzione con i principali centri della Penisola. Travagliata fu l'installazione dei Gesuiti all'Aquila, che riuscirono ad accedere solo nel 1596, sotto la rappresentanza di Sertorio Caputo, che dovette lottare contro le resistenze dei facoltosi cittadini aquilani, contrari all'istituzione di una scuola religiosa ex novo, poiché esistevano già tanti altri monasteri in città che vedevano la cosa come una minaccia.
Dapprima furono avanzate richieste dei Gesuiti al duca Giangirolamo Acquaviva di Atri, nello stesso momento in cui a Roma si avanzavano le richieste dei Beneventani ed a Napoli i religiosi di Chieti.
Nella seduta della Camera del 1 maggio 1564 si decise di versare ai Gesuiti 300 ducati annui, somma irrisoria davanti a soli 500 ducati stanziati ad esempio dal Collegio dei Nobili per l'attività della stampa e di una possibile ripresa delle Arti, segno che il progetto dell'istituzione di una sede autonoma dei Gesuiti non figurava tra i piani comunali. Solo alla fine del secolo con l'interesse del Cardinale Bellarmino e del collegio di Napoli i Gesuiti aquilani riuscirono ad avere una loro sede nell'antica chiesa di Santa Margherita. Con i fondi molto più cospicui ora, che ricevettero i Gesuiti, la vecchia chiesa venne demolita e ricostruita ex novo, malgrado varie lungaggine che non permisero il totale completamento, anche se dopo il terremoto del 1703 ci furono varie offerte per un progetto molto più ambizioso. Il Collegio oggi è il Palazzo Camponeschi, posto accanto alla chiesa, e davanti alla piazzetta dove si affaccia il Palazzetto dei Nobili.

## XVII secolo

### Politica aquilana durante il Viceregno
Da parte sua, la politica municipale e i vari signori che avevano i beni ed i capitali presso le terre, si dimostrarono simili ai baroni contro cui i mercanti presentarono il progetto di fondazione della città nel 1254, e la goccia che fece traboccare il vaso nei rapporti tesissimi tra signori e contadini fu l'istituzione delle "gabelle" da pagare presso le porte delle mura e, il 25 luglio 1647, sulla scia di Masaniello, dei plebei si andarono a lamentare dal preside, ma tutto degenerò in una rivolta e come ai tempi di Niccolò dell'Isola, fu scelto un tribuno della plebe, come mediatore tra volgo e ricchi, ossia Francesco Gentileschi, detto "Marco di Sciarra", voluto dal casato dei Quinzi del quarto San Pietro. Inutile dire che Gentileschi venne ucciso, e in città scoppiò una sorta di guerra civile contro il governo spagnolo, dove il Capitano fu rinchiuso nel palazzo, mentre Giovanni e Concezio Pica, Filippo Alfieri, Giacinto Porcinari e Antonio Pasquali inviavano a Napoli il frate di San Bernardino Giuseppe della Grascia per avanzare varie richieste, tra le quali l'ennesima di veder riunito il contado della conca aquilana sotto l'amministrazione cittadina, con la minaccia di far defezionare tutti i castelli e i comuni della provincia Aquilana contro la Corona spagnola.

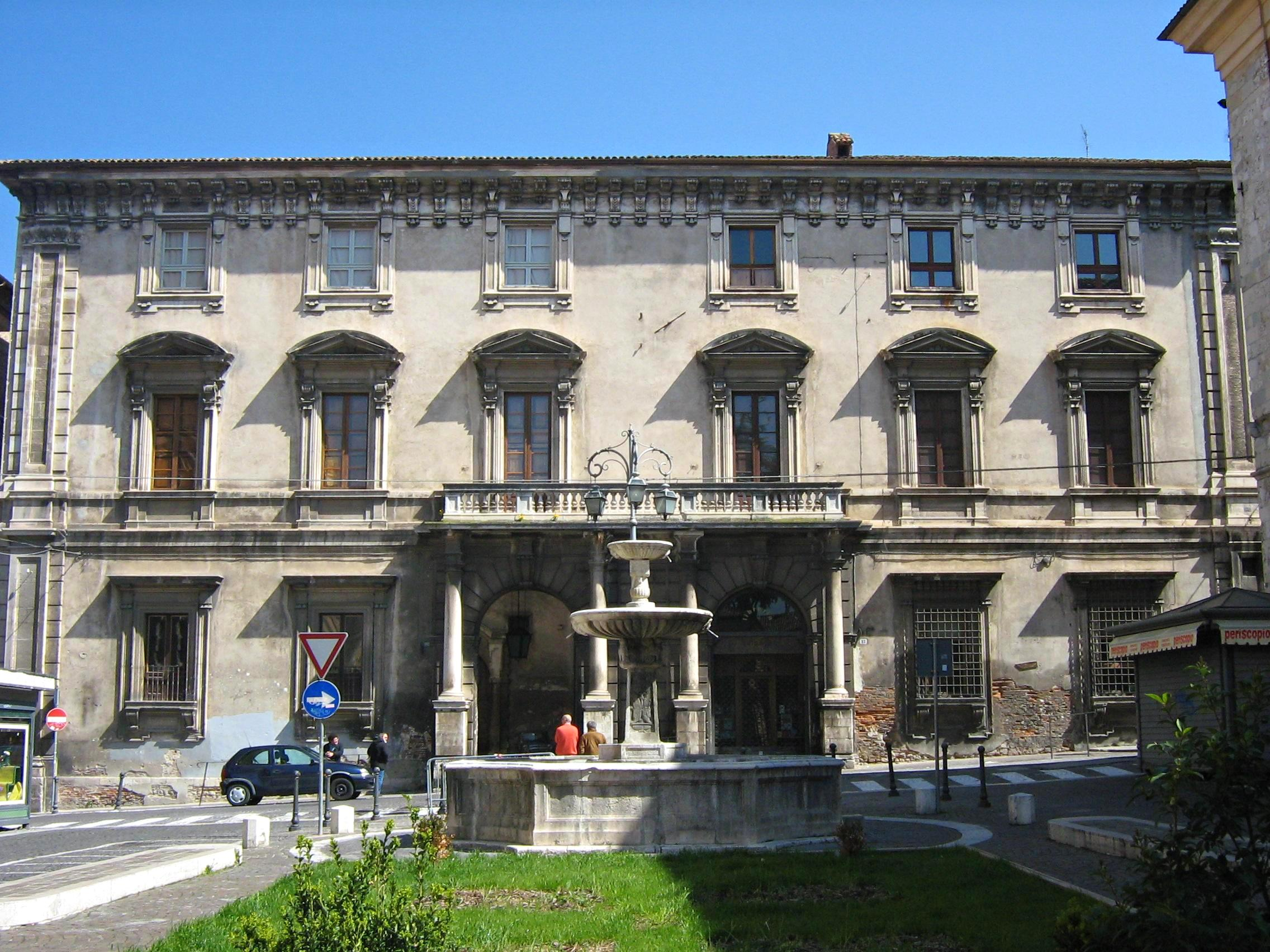
Palazzo Pica Alfieri

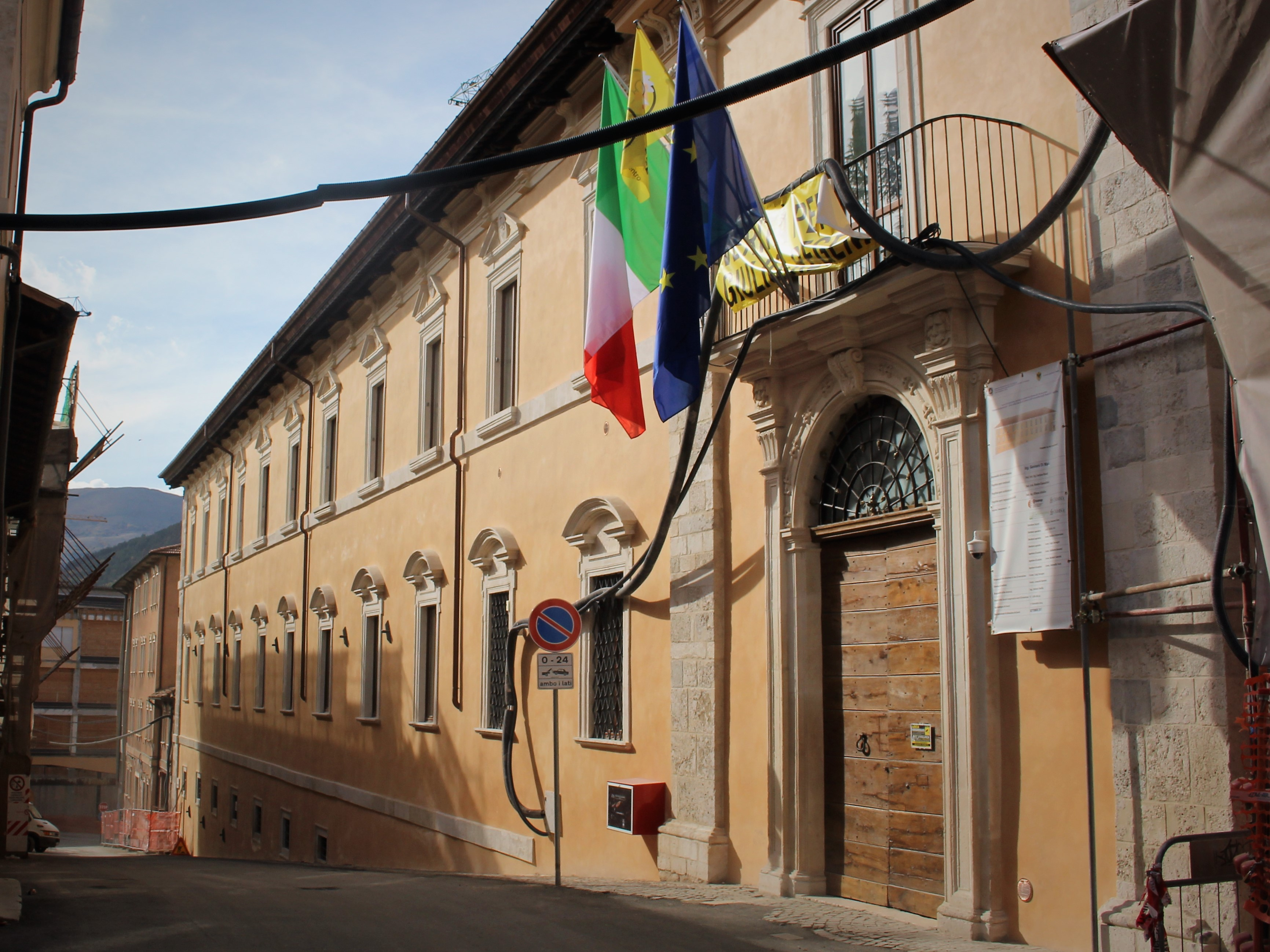
Palazzo Camponeschi, sede storica del Collegio dei Gesuiti

Il procuratore degli Abruzzi Pignatelli intervenne prontamente contro questa coalizione aristocratica, entrando il 15 settembre in città, e non trovando i diretti responsabili perché fuggiti, e raccoltisi a capo di Antonio Quinzi, che richiese al sovrano di Francia di intervenire con l'esercito contro la Spagna. Nella città regnava l'anarchia e un clima fuorilegge di banditismo, sotto il governo fantoccio di Giulio Pezzola, che non appena vide arrivare le truppe di Antonio Quinzi si lasciò andare al saccheggio del contado aquilano. La città fu presidiata dal Pignatelli, che ordinò lo sfratto di presunti affiliati alla coalizione del Quinzi, sfratto che riguardò soprattutto i castelli, dove acquartierò le truppe spagnole. Il clima teso di Pignatelli contro le truppe franco-aquilane comandate da Pallavicino si protrasse fino alla firma della pace a Napoli di Giovanni d'Austria per la ribellione dei napoletani di Masaniello. L'Aquila dunque tornò, senza gravi saccheggi, in mano agli Spagnoli.

### La crisi del Collegio delle Arti
Nel 1664 cessò di esistere la Compagnia della Lana, una costola delle Arti più antiche della città, per il processo di crisi irreversibile, e per l'incapacità della città di stare al passo con le grandi produzioni che ora non riguardavano più solo l'ambito di Napoli, ma anche il resto della Penisola e dell'Europa, come si dimostrò anche durante il governo di Margherita d'Austria. Dunque l'antico convento dove si produceva maggiormente la lana, quello di Santa Maria delle Buone Novelle a Porta Roiana, oggi chiesa di Sant'Apollonia, fu chiuso. Benché il settore della Lana non fosse completamente morto, ma semplicemente ridimensionato a vezzo nobile per alcuni sparuti traffici con Firenze, la produzione continuò a sopravvivere fino ad oggi, così come il commercio dello zafferano di Navelli, esportato anche nelle fiere annuali della città, e di Lanciano, famosa per i mercati di settembre. Tuttavia proprio Lanciano, per il tranquillo e stabile clima politico e per la vicinanza al mare, soppiantò in breve tempo come centro fieristico la città amiternina.
Le cause di questo ripiegamento economico e culturale aquilano si devono alla scarsa considerazione per le Arti che iniziarono ad essere bistrattate, e rappresentate da nuove famiglie: i Colantoni, gli Antonelli, i Rivera e gli Alfieri, nomi presenti anche in diversi palazzi di rappresentanza aquilani, uomini nuovi, che finanzieranno la ricostruzione della città dopo il 1703.

### La peste del 1656
Nel frattempo nel 1656 anche la città fu colpita dalla peste nera e i castelli del contado ne approfittarono per vedersi riconosciuta l'autonomia e il diritto di riscossione delle imposte sui campi lavorati del contado. Le lamentele furono rivolte al tesoriere Giovanni Aliprandi in una relazione del 29 agosto 1653, dove si parlava specialmente della tassa della "gabella" delle porte, grazie a cui L'Aquila finalmente era riuscita a mettersi in regola con le tasse della Corona, dopo la conquista spagnola un secolo prima.
Per contrastare la peste, furono istituiti dei lazzaretti speciali nella chiesa di Sant'Antimo a Tempèra, nel casino Micheletti di Preturo, nel casino Colantoni fuori le mura, presso una palude, e intra moenia, a Borgo Rivera, fu istituito l'ospedale Buonfratelli della chiesa di San Vito, mentre le porte delle mura venivano chiuse ermeticamente.
Dopo il termine del flagello, la città si risollevò non più seguendo il sistema delle Arti, ma con una politica sempre più influenzata dal fiorire di varie confraternite religiose, come scrisse Gaspare De Simeonibus nell'Italia sacra. Un nuovo appalto per la regolamentazione della gabella delle porte fu stimata di 2.500 ducati per un totale di circa 7.000 durati annui da restituire come tassa alla Corona. Dal campo si vista culturale in città figurò l'Accademia dei Velati, che sulla scia della Colonia Tegea di Chieti, dell'Arcadia romana, e delle accademie di Vasto, stimolava la vita cittadina dal punto di vista dell'erudizione. Nel 1675 ci fu l'episodio singolare di erigere in onore di Carlo II d'Asburgo una statua presso il Palazzetto dei Nobili, probabilmente un tentativo di captatio benevolentiae per scopi terzi. Nel 1697 il fisco mise in dubbio la liceità del passaggio di introiti da alcuni storici castelli, ormai ridotti in macerie, come le roccaforti del Gran Sasso d'Italia dal versante di Assergi, per cui avrebbe dovuto pagare il fisco stesso, e non la città, poiché, secondo una denuncia di tal Vincenzo Ticca, tali territori dovevano essere incorporati al demanio della corte, e non più essere terra di nessuno.
Dunque ci fu un caso particolare di natura giuridica che riguardava anche il possesso di un gran pezzo di montagna, il versante occidentale del Gran Sasso (la piana di Campo Imperatore), i cui storici nobili possidenti dal XVI secolo si erano estinti.

## XVIII secolo

### Il terremoto del 1703

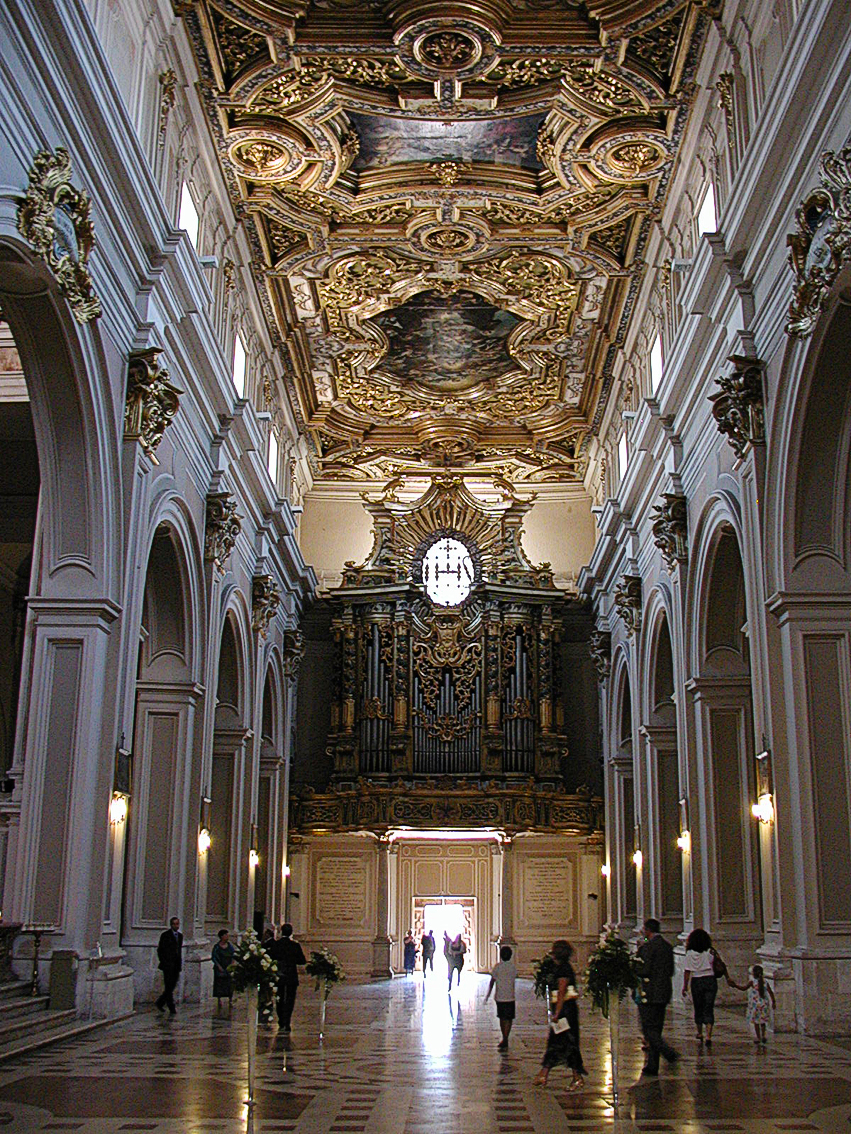
Interno barocco della Basilica di San Bernardino, con il prezioso soffitto in legno intagliato di Ferdinando Mosca, realizzato dopo il 1703

Ad osteggiare la ripresa politica ed economica della città furono, ancora una volta, gli eventi tellurici. Sul finire del Seicento alcune violenti scosse tornarono a tormentare Aquila; in particolare si ricorda il terremoto dell'aprile 1646, raccontato nel Trattato di Filippo da Secinara e di intensità stimata nel VII grado della scala Mercalli, e quello del giugno 1672 avvertito anche ad Amatrice e Montereale.

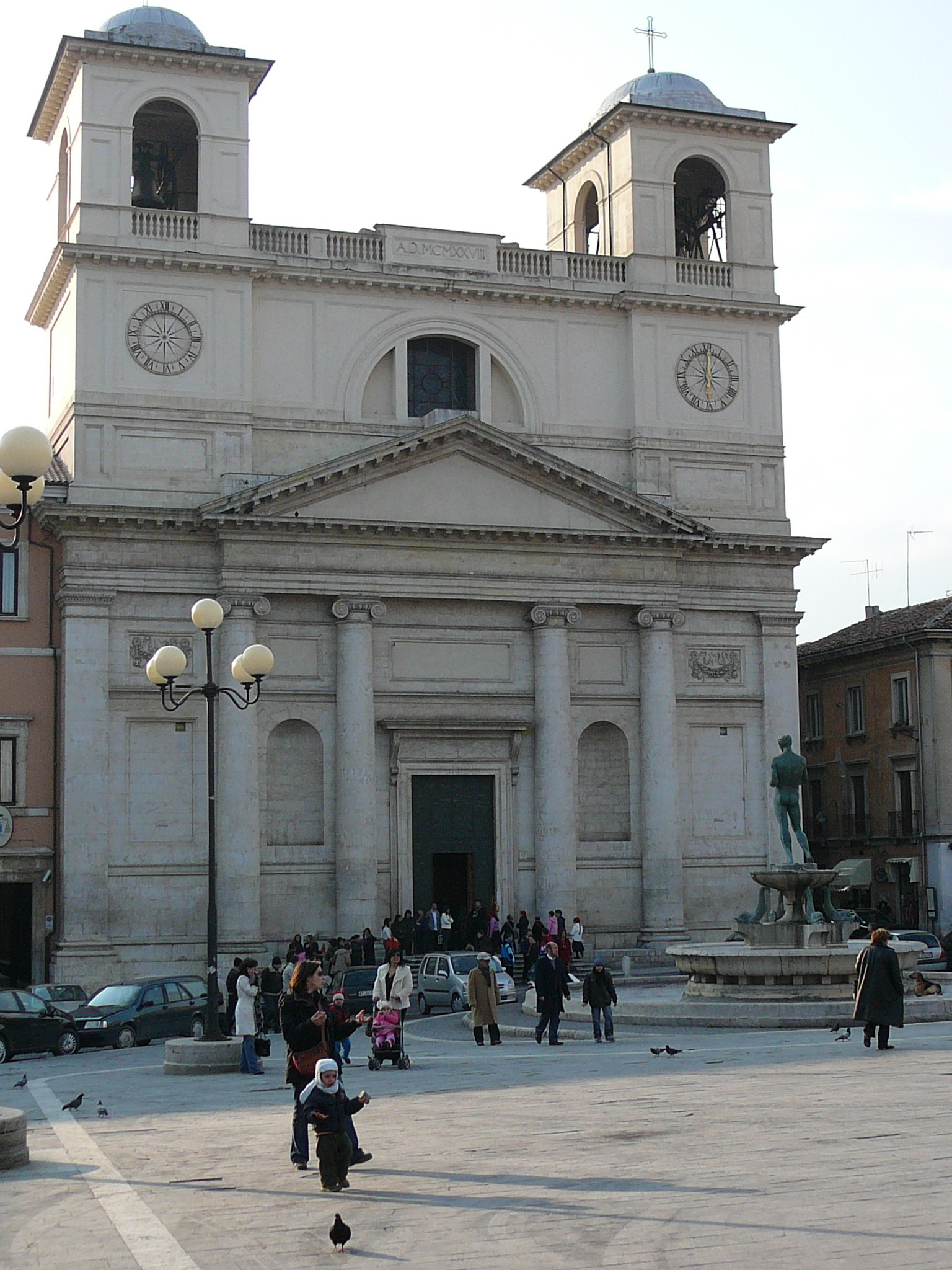
Il Duomo dell'Aquila nella ricostruzione classicheggianti tardobarocca dopo il terremoto del 1706

Quello del 1703, conosciuto come il Grande Terremoto è, probabilmente, il terremoto di maggiore gravità della storia cittadina recente. La prima scossa della sequenza sismica si verificò il 14 ottobre 1702 ma la maggiore venne registrata il 2 febbraio 1703, giorno della Candelora, e si stima che abbia avuto una magnitudo 6,7 della Scala Richter causando devastazioni stimate nel X grado della Scala Mercalli.
L'Aquila venne completamente rasa al suolo. Quasi tutte le chiese e gli edifici pubblici crollarono o riportarono gravissimi danni. Si stima che nelle varie scosse che colpirono la città quell'anno siano morte in tutto oltre 6.000 persone. Le chiese di San Bernardino (rimase in piedi solo il coro, la facciata e le mura laterali), San Filippo, la Cattedrale di San Massimo, San Francesco, Sant'Agostino e tutti i palazzi della città risultarono o rasi al suolo oppure pesantemente danneggiati.

#### La ricostruzione
Il terremoto del 1703 fu, però, l'occasione per attuare alcuni interventi edilizi ed urbanistici che stavano prendendo piede in molte città europee. Dalle macerie d'inizio secolo nacque, dunque, una nuova città fatta da costruzioni imponenti e ricca di decorazioni e ornamenti che consacreranno anche all'Aquila la nuova veste stilistica corrente, il barocco.
Sul terreno occupato in precedenza da dimore crollate sorsero i palazzi delle nuove famiglie aquilane, (è il caso dei Romanelli, dei Bonanni, dei Pica e degli Oliva) mentre molte tra le principali chiese del capoluogo vennero pesantemente modificate o riedificate secondo il nuovo gusto. L'interno della Basilica di San Bernardino venne completamente ricostruito ad opera di tre celebri architetti dell'epoca, Cipriani, Contini e Biarigioni, e poco più tardi, nel 1724 Ferdinando Mosca vi realizzò uno splendido soffitto in legno. La stessa Basilica di Santa Maria di Collemaggio venne impreziosita da numerose aggiunte barocche che successivamente sono state eliminate nel restauro del 1972. Le chiese di Sant'Agostino, San Marciano, Santa Maria Paganica e la Cattedrale di San Massimo vennero praticamente riedificate ricorrendo, in alcuni casi, a modifiche dell'assetto urbanistico preesistente con la rotazione degli ingressi e la creazione di nuove facciate.
I cambiamenti riguardarono anche la vita sociale ed economica di Aquila, che venne ripopolata grazie soprattutto all'immigrazione dal contado. Il terremoto, infatti, favorì il trasferimento delle famiglie più povere dalla campagna alla città e l'insediamento di ricchi proprietari terrieri interessati ad accrescere la loro posizione sociale.
Per la ricostruzione s'impiegò circa mezzo secolo, e informazioni importanti si trovano nei Libri reformationum, dove si evidenziano i problemi di costruzione del nuovo ospedale, dell'abbattimento di case pericolanti, del risanamento delle mura, dell'acquedotto, del Palazzo civico. Una programmazione effettiva della ricostruzione fu bandita il 13 giugno 1715, quando i Signori della Camera deliberarono 60 ducati annui per i lavori di Collemaggio, mentre i commercianti della città e del contado chiedevano l'esenzione dal pagamento delle tasse, la cosiddetta "aggregazione". Il terremoto della Maiella del 1706, con epicentro presso Sulmona, rallentò ulteriormente i lavori di ricostruzione, tanto che nei primi momenti i cittadini pensarono addirittura di abbandonare la città. Nella ricostruzione vennero espropriate anche molte terre dei monaci per l'edificazione di nuovi fabbricati, e soprattutto di piccoli ospizi, mentre i nobili approfittarono dell'aggregazione per contendersi la fetta del Gran Sasso del versante di Assergi, dato che con il d'Orange era rimasta infeudata a chi ne chiedeva l'uso.
Tra questi ci fu la famiglia Cappelli che acquistò il villaggio della Genca (oggi San Pietro della Jenca), sostituendosi alla dinastia secolare dei confocolieri del castello, ormai estinta. Nella famiglia figurò Carlo Cappelli, una sorta di homo novus per aver sperimentato le prime tecniche del modernismo imprenditoriale agricolo, basandosi sugli ideali dell'illuminismo.
Nel 1764 fu visitata da Ferdinando IV di Borbone, e della visita non proprio felice si ricordano gli episodi dell'abolizione della processione del Cristo Morto per le continue lotte tra confraternite per l'organizzazione del rito e la scena pietosa del mercato del pesce delle cosiddette "Cancelle", che vennero traslate dietro la Piazza Maggiore.

### L'occupazione francese del 1799
Nella seconda metà del Settecento la città era in gran parte ricostruita e la collaborazione per la ricostruzione favorì la riunione tra signori e gli armentari, come si vide durante l'invasione francese del 1799, quando saranno proprio i ceti medio-bassi a insorgere per la difesa dell'antico regime. La pace di Vienna del 1738 pose fine alla dominazione austriaca seguita alla spagnola e sul finire del secolo il Regno di Napoli venne invaso dai francesi. I francesi nel 1798 giunsero in Sabina, sconfiggendo Viterbo, e penetrarono negli Abruzzi, giungendo in dicembre ad Aquila. Le campane della città suonarono in allarme nel momento in cui i francesi arrivarono a Cittareale e la popolazione chiamata alle armi si riunì in Piazza Maggiore: il patrizio Giovanni Pica, il Marchese de Torres e il barone Francesco Rivera convocarono il parlamento per istituire un corpo civico di guardia con a capo Gaspare Antoniani. Anche nei comuni circostanti fu fatto così, e il capo supremo delle masse era Giovanni Salomone di Arischia, mentre il generale Championnet divideva per l'Abruzzo due corpi d'armata, quello dell'ala destra di Duhesme e l'altro di Lemoine, quest'ultima venuta all'Aquila, mentre l'altra discendeva attraverso le Marche verso Teramo, per ricongiungersi con la prima a Sulmona.

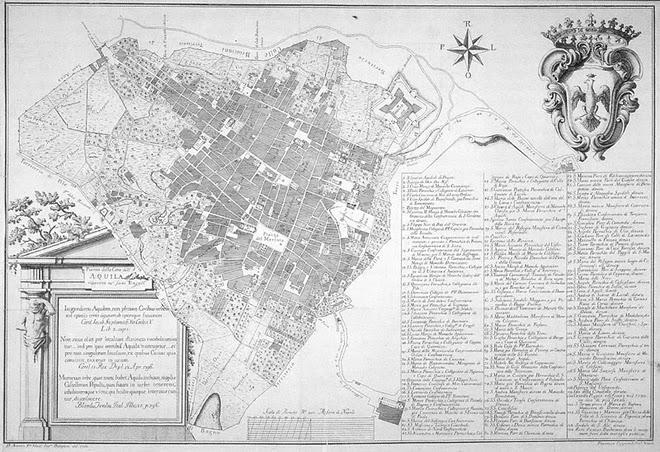
Mappa dell'Aquila del 1753

Il primo scontro tra il corpo civico aquilano e le truppe francesi avvenne al Borghetto, presso Borgo Velino, il 9 dicembre 1798, onde evitare che le milizie raggiungessero Antrodoco. Tuttavia l'inesperienza militare delle masse non riuscì a frenare a lungo le truppe, tanto che giunsero sotto le mura il 16 dicembre, mandando un emissario ad intimare la resa. Il generale Lemoine con il capo delle milizie Pluncket, attese 5 ore la risposta negativa della città, e al calare della notte gli aquilani iniziarono a sparare contro l'esercito dalle finestre, dalle torri dei campanili, e dai cannoni del Castello spagnolo, dove era acquartierato il comandante Pluncket. Nonostante gli sforzi aquilani, la città fu occupata militarmente, mentre il grosso dell'esercito scendeva a Sulmona via Popoli. I due generali borbonici Tschoudi e de Gambis imitarono Pluncket, rifugiandosi nella fortezza spagnola, mentre l'esercito francese saccheggiò il possibile, fucilando i campanari e fondendo i bronzi delle chiese, per impedire eventuali richiami di rinforzi. Gli abruzzesi allora si avvalsero dei corni dei pastori, e il 24 gennaio 1799 lo riconobbe anche il generale Championnet in una lettera dove definiva codesti "lazzaroni" come "eroi".

### La rivolta del generale Salomone
Nonostante L'Aquila fosse stata occupata, il generale Salomone imperversava come un bandito per i villaggi circostanti, per distribuire armi e incitare la popolazione a scacciare il nemico, con continue guerriglie e imboscate brevi, che tennero occupati i francesi, finché le masse approfittarono dello sfinimento del nemico per assaltare L'Aquila e liberarla, non prima di un grave massacro civile, con ritiro provvisorio a Roio, Bazzano e Barete. Nel febbraio 1799 i francesi massacrarono i prigionieri, e ciò servì alle masse come nuova spinta di coraggio e vendetta. Infatti Salomone convocò il parlamento nella chiesa della Madonna di Roio Poggio, dove 70 caporali giurarono fedeltà.
(Canto popolare aquilano del 1799)
La città amiternina fu nuovamente messa sotto assedio e i francesi furono costretti a rinchiudersi nel castello; l'assedio durò 20 giorni e la vittoria tardò ad arrivare poiché un drappello francese giunse da Antrodoco. Tuttavia i francesi aquilani, nonostante fossero riusciti a scappare dal castello, si trovarono bloccati tra due fronti, e capitolarono, abbandonando la città nel giorno di Pasqua. Nel ritiro non esitarono a compiere l'ennesima scellerata vendetta contro gli aquilani, irrompendo nel convento di San Bernardino, trucidando 27 frati e un buon numero di cittadini inermi, profanarono la tomba del santo di Siena per rubarne l'argento, insieme ai calici ed altri oggetti metallici per fonderli.
Non appena i francesi lasciarono la città alla volta di Rieti, con i cannoni e gli ori sacri, vennero assaltati dalle truppe del Salomone e trucidati, di 300 soldati se ne salvarono 80, e gli stessi comandanti furono massacrati, cosicché il rubato potesse essere riconsegnato alla città.
Inoltre dato che per il resto dei prigionieri francesi si paventava un eccidio di massa per rappresaglia della popolazione, il generale Lemoine richiamò le truppe attorno L'Aquila, dove passarono il 2 maggio, senza però attaccarla. Salomone provvide a un nuovo attacco a sorpresa presso il passo di Rocca di Corno, e li attaccò alle porte di Antrodoco. Ma non appena le truppe passarono per il paese, furono attaccati dagli stessi civili e massacrati in ricordo degli eccidi del dicembre 1798, perirono in tutto circa 500 uomini. Nella relazione che Salomone mandò il 29 luglio a Ferdinando I delle Due Sicilie, si parlò di 3500 francesi che la mattina del 2 maggio erano passati a L'Aquila, tornati al punto di controllo di Rieti in soli 1000, spogliati, feriti, disarmati e abbattuti nell'animo. Intanto nella rappresaglia aquilana contro i francesi, il comandante Pluncket che si era nascosto insieme ad altri caporali nel castello, fu catturato e ucciso.

## XIX secolo

### La Repubblica Partenopea
A Napoli nel 1799 fu proclamata la Repubblica Partenopea sulla base dei principi egualitari della Rivoluzione francese.
La Repubblica Partenopea ebbe vita breve, ma solo qualche anno più tardi le truppe napoleoniche si rimpossessarono del Regno di Napoli. Le amministrazioni cittadine furono riorganizzate e modernizzate: all'Aquila venne eliminata la storica suddivisione in Quarti e fece la sua comparsa, per la prima volta, la figura del "Sindaco". Successivamente, il Congresso di Vienna ristabilì gli ordinamenti precedenti e L'Aquila tornò sotto il controllo dei Borboni.

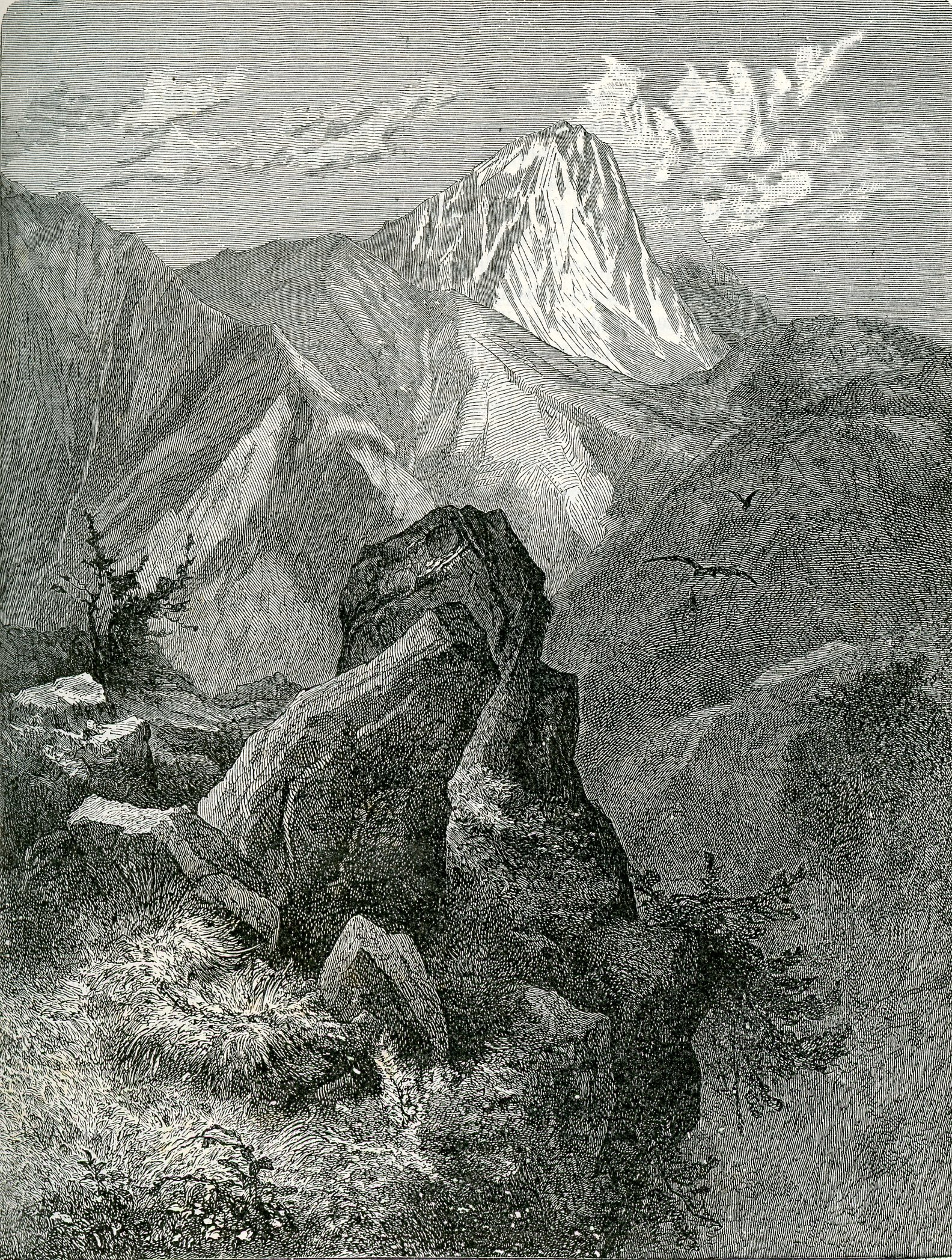
Il Gran Sasso nel 1899

Nel 1805 con le truppe di Gioacchino Murat, il Regno di Napoli e di conseguenza anche gli Abruzzi furono riconquistati dai francesi, e stavolta L'Aquila sarà pienamente acquiescente. Nel memoriale di Angelo Piccioli Barone di Carapelle Calvisio, che aderì al partito francese, si descrive l'ingresso delle truppe in città. Mentre sul Corso si trovava in una spezieria con il Marchese Quinzi, giunse un araldo a cavallo, gridando che i francesi da Cittareale erano arrivati alle porte delle mura, mentre il veterano Salomone di acquartierava con le truppe presso il Castello, mentre Francesco II di Napoli mandava un dispaccio di attaccare soltanto se in estrema necessità, poiché stavolta le truppe erano molte di più.
Dato che nel dispaccio si leggeva anche il trasferimento immediato dello Stato Partenopeo in Sicilia, gli aquilani preferirono appoggiare i francesi, nel 1806 si costituì la guardia civica, anche con vigilanza dei nobili, nella speranza che al primo momento le sorti potessero volgere a loro favore come nel 1799. Alcuni fenomeni di resistenza ai francesi ci furono, ma si trattò soltanto di alcune semplici imboscate di gente allo sbando, essendo venuto meno l'appoggio dei nobili, completamente asserviti al nuovo governo di matrice napoleonica, anche perché l'unica riforma drastica che ci fu con questo governo fu l'eversione dal feudalesimo, accolto con grande giubilo per il ceto medio. La questione del Gran Sasso fu risolta in breve con la compravendita degli appezzamenti di Monte San Franco, Assergi e Genca, mentre un primo tentativo di quotizzazione del transito delle pecore sul Tavoliere fu scelto il 21 maggio 1806, con l'eliminazione dei privilegi aragonesi. Del resto la legge non minacciava granché il pascolo e la transumanza, poiché nella relazione del 1833 del De Augustinis l'Abruzzo Ultra con le sue 500.000 pecore lungo il Tavoliere primeggiava su tutta l'Italia.
Durante il dominio francese, venne costituito il Distretto di Aquila, sciolto nel 1860, avente sede di capoluogo nell'unità amministrativa dell'Abruzzo Ultra II, mentre il I era governato da Teramo, e il Citra da Chieti.

### Il risorgimento aquilano

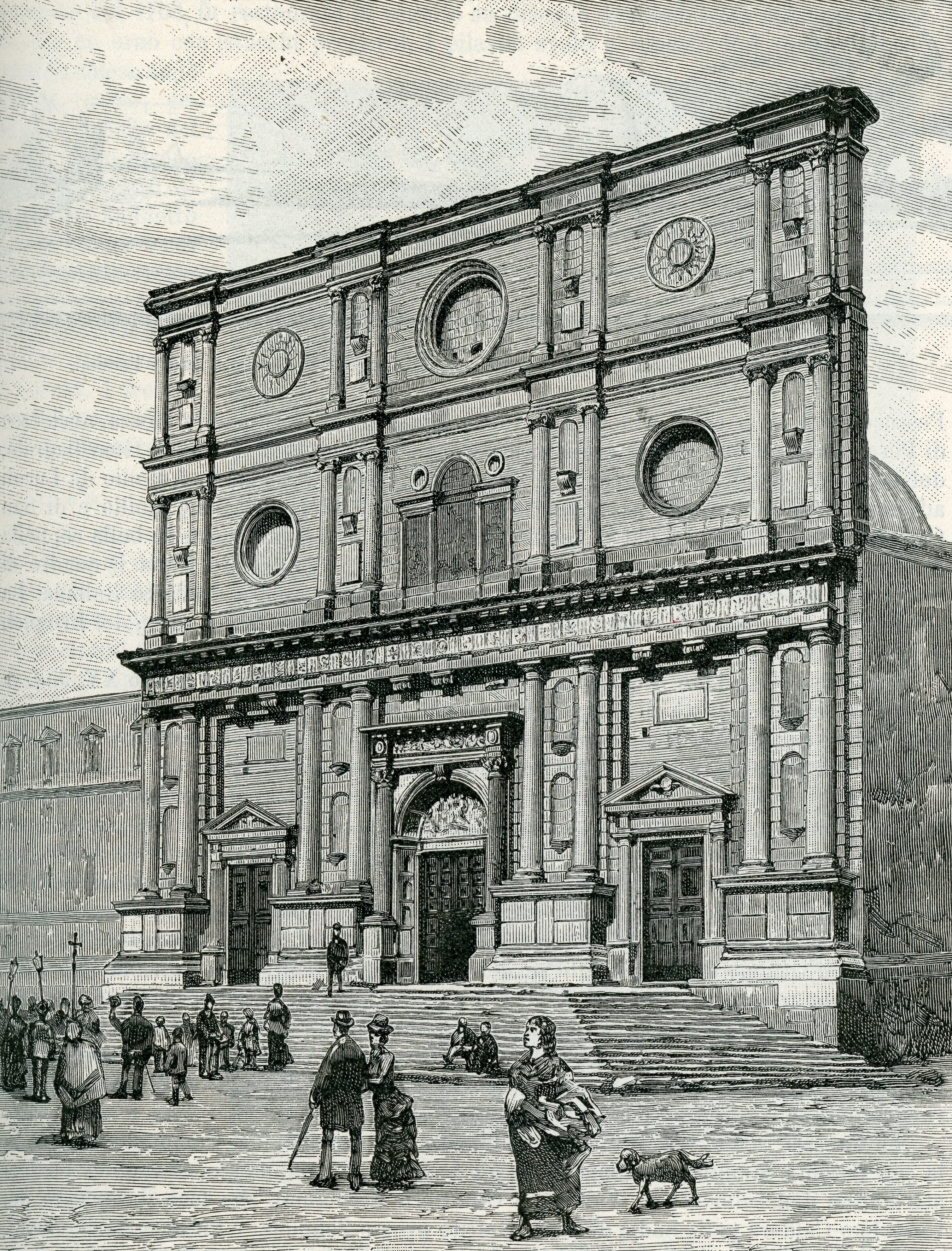
La Basilica di San Bernardino in una incisione di Strafforello Gustavo (1899)

Benché negli anni '20 dell'800 in Abruzzo ci siano state cellule della "carboneria"  o incontri segreti a Chieti o a Vasto, la nobiltà aquilana e l'amministrazione municipale accettarono sempre di più, senza opporre resistenza, gli eventi politici di Napoli. Nel 1821 nella città si combatté la battaglia di Antrodoco degli insorti mazziniani. Nel 1833 ci fu un tentativo di sollevazione armata popolare capeggiato dal patrizio Luigi Falconi, immediatamente soffocato. Nel 1837 a Penne scoppiò un moto capeggiato da Clemente de Caesaris, represso nel sangue. Nello stesso anno veniva fondata in L'Aquila la setta tardo-carbonara "Riforma della Giovine Italia", ispirata vagamente ai principi di Mazzini; i suoi obiettivi però erano molto ridotti: più che riunire l'Italia, intendeva proclamare una costituzione e procedere all'abolizione dei pesi fiscali e la diminuzione del prezzo del sale. L'8 settembre 1841 la setta promosse una vera e propria rivolta che iniziò con l'uccisione del comandante delle armi della provincia Gennaro Tanfano. La sommossa però fu subito sedata, e mentre i pochi nobili che vi parteciparono furono perlopiù assolti o sanzionati con una pena in denaro da pagare, gli insorti popolari furono imprigionati o condannati a morte.
Nel febbraio del 1848 fu mandato in città l'Intendente Mariano d'Ayala, accolto festosamente dai cittadini. Ma già a maggio nelle campagne si sviluppò una rivolta contadina anticostituzionale al grido di "Viva il Re! Abbasso la costituzione!". Il malcontento popolare era dovuto soprattutto al fatto che l'eversione della feudalità, avvenuta sotto Gioacchino Murat, non aveva avuto i risultati sperati: la mancata quotizzazione delle terre era stata lenta ed era andata solo a vantaggio dei baroni, con privatizzazione di intere montagne della conca aquilana e la conseguente esclusione dei poverissimi dall'uso civico delle terre comuni. Il commissario d'Ayala represse i moti di Pratola Peligna e garantì un breve periodo di pace nel clima politico cittadino. Ma dopo il colpo di Stato reazionario a Napoli, il 27 maggio il nuovo Ministro degli Interni Bozzelli inviò al commissario un dispaccio con l'ordine di rieleggere i deputati del Municipio. Il d'Ayala si ribellò, volendo creare un governo provvisorio per difendere la Costituzione; per cui chiamò a raccolta alcuni nobili ed esponenti del ceto civile di indirizzo liberale che costituirono un comitato di salute pubblica, ma il tutto finì con la repressione dell'esercito borbonico. Da questo momento in poi, la parola d'ordine dei i cittadini più in vista fu la gattopardesca acquiescenza in favore della stabilità amministrativa ed economica. Nel campo letterario-culturale in questo periodo si distinse il filosofo d'ispirazione murattiana Giacinto Dragonetti, che istituì una personale biblioteca pubblica, dove si conservava la prima edizione dell'Enciclopedia di Diderot.
Durante il Risorgimento gli aquilani parteciparono attivamente ai moti rivoluzionari sotto la guida di Pietro Marrelli che il 20 novembre del 1860 ospitò in città, nel Convento di San Giuseppe, Giuseppe Mazzini in persona. Aquila, per la sua posizione di frontiera rivestì un'importanza strategica notevole per le rivendicazioni unitarie e venne definita, dallo stesso Mazzini "nostro punto vitale".
Fino all'unità d'Italia la città era conosciuta come Aquila nonostante fossero d'uso comune espressioni come "andare all'Aquila" e "dell'Aquila" che testimoniano la presenza, in età moderna, dell'articolo antecedente il nome. Per risolvere ogni disputa su centinaia di casi d'omonimia, nel 1863 fu stabilito il nome di Aquila degli Abruzzi, ufficializzando dunque la rimozione dell'articolo, che tuttavia continuava ad essere utilizzato saltuariamente dalla popolazione. Nell'ambito dell'ambizioso rinnovamento della città avvenuto durante il fascismo fu poi preferita una forma più monumentale in cui trovava spazio l'uso tradizionale dell'articolo. Nel 1939 viene stabilito il nome definitivo, L'Aquila.

### Periodo postunitario

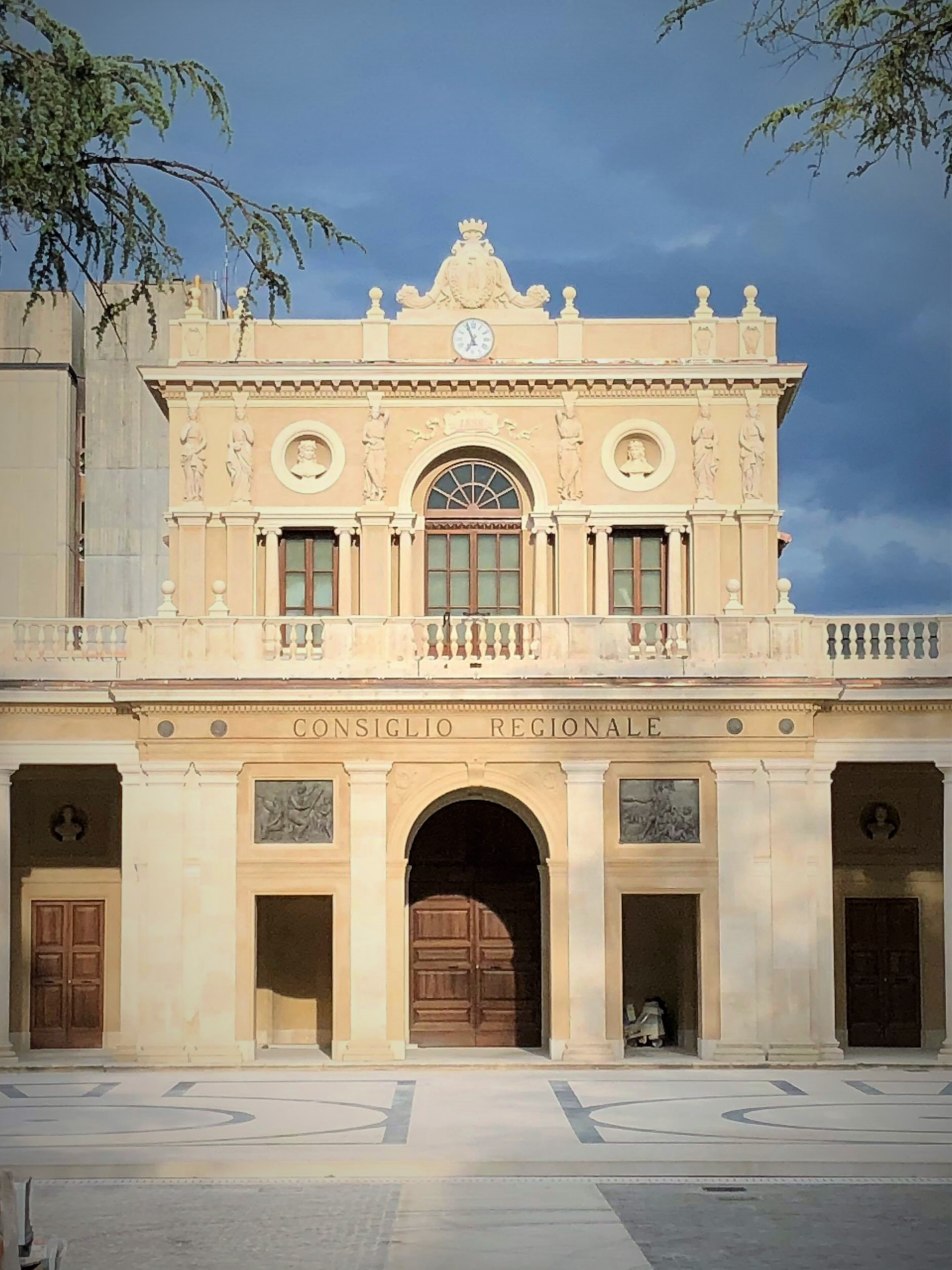
Corpo centrale del Palazzo dell'Emiciclo, dapprima sede dell'Esposizione, e poi del Consiglio Regionale dell'Abruzzo

Le conseguenze dell'unità d'Italia e, soprattutto, dell'annessione con Roma, sono molteplici. La città fino ad allora costituiva una gradevole eccezione all'interno del Regno di Napoli, sia per la sua posizione "settentrionale", sia per il suo rapporto diretto con la città eterna. Ma nonostante la nuova centralità all'interno del Regno d'Italia e l'accentuarsi del rapporto con Roma, Aquila degli Abruzzi (come si chiamò in quel periodo) si trovò ben presto a fare i conti con gli svantaggi di un isolamento culturale, sociale e morfologico che fino ad allora aveva rivestito un'accezione positiva ed ora invece costituiva un pesante fardello. Un ulteriore colpo alle ambizioni della città e alle sue possibilità di sviluppo venne poi, dalla scelta del tracciato ferroviario tra Roma e l'Adriatico che tagliò fuori per lungo tempo il capoluogo dalla rete delle grandi comunicazioni nazionali. La prima direttrice fu la ferrovia che da Terni portava a Sulmona via L'Aquila, mentre altri progetti furono la Sulmona-Avezzano-Roma, o L'Aquila-Tornimparte-Carsoli-Roma. Nel 1884 si proseguì con un tracciato che da L'Aquila portava a Rieti, mentre venne completato anche il tracciato L'Aquila-Pescara (1875), con binario di cambio alla stazione di Sulmona, non seguendo una direttrice unica.

### I cantieri di riqualifica urbana
Ciò nonostante Aquila riuscì a raccogliere gli aspetti positivi derivanti dalla nuova stabilità politica e, a cavallo tra Ottocento e Novecento, vennero realizzate in città grandi opere urbanistiche che ne modernizzarono l'aspetto. A questo periodo è da riferirsi, ad esempio, la riqualificazione dell'area meridionale della città con la creazione dei giardini della Villa Comunale e del viadotto per Collemaggio, oltre che il Teatro Comunale (costruito tra il 1857 e il 1872), il Palazzo dell'Esposizione (l'Emiciclo, costruito nel 1888 da Carlo Waldis sopra l'ex monastero di San Michele), il Palazzo della Provincia (sede della Biblioteca Provinciale e del Convitto, ricavato dall'ex convengo della chiesa di Sant'Agostino, attivo sino al sisma del 2009) e, soprattutto, i Portici del Corso Vittorio Emanuele, che si adattò alla maniera delle città commerciali del nord Italia e di Roma. In un primo momento la trasformazione in Liceo ginnasio e sede della Biblioteca Tommasiana provinciale dell'ex monastero di San Francesco a Palazzo nel 1876, determinò la riqualificazione del corso con i portici, affacciati all'incrocio dei Quattro Cantoni col Corso Umberto I; successivamente negli anni '20, tutto il corso dai Quattro Cantoni sino Piazza Duomo, con le modifiche al Palazzo Federici e al Palazzo della Cassa di Risparmio, si dotò dei caratteristici portici.

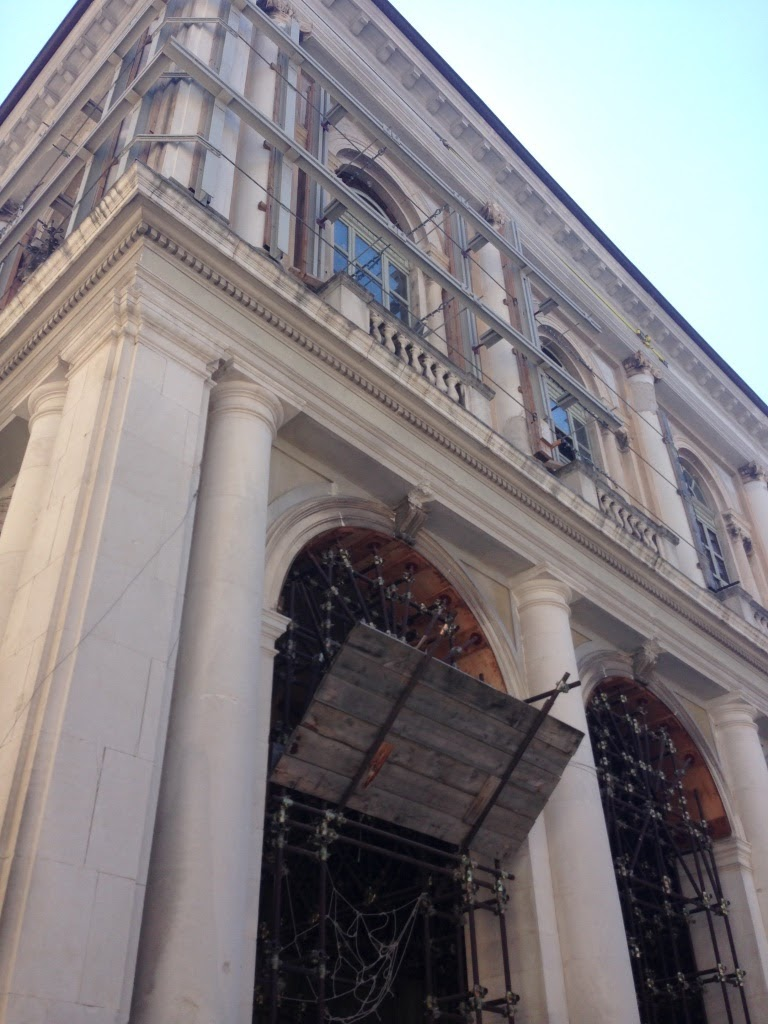
Edificio della Biblioteca provinciale "Salvatore Tommasi", danni del terremoto del 2009

Nel promemoria del primo sindaco aquilano dopo l'Unità: Fabio Cannella, si citava l'immediata istituzione di scuole pubbliche per la città, esistendo in maniera formale solo il Regio Liceo Ginnasio presso il convento dei Francescani. Nel progetto si parlava anche dell'istituzione della Scuola tecnica di scienze applicate, dell'Accademia musicale, della sala ad anfiteatro per l'ospedale civile e per i progetti universitari di medicina, costruita alla fine come Sala Olimpica presso il Palazzo della Prefettura, e di un liceo scientifico. Nel 1888 si costituì grazie a un gruppo di studiosi locali la Società Abruzzese di Deputazione di Storia Patria, intitolata proprio ad Anton Ludovico Antinori, essendosi riscoperto l'amore per la storiografia abruzzese, iniziata con la raccolta del Fondo Antinori negli anni '60 per la biblioteca Tommasiana. Il progetto fu del marchese Giulio Dragonetti, insieme agli studiosi Enrico Casti, Antonio De Nino, Leopoldo Dorruci, Domenico Tabassi, Pietro Saraceni, Raffaele Persiani, Giuseppe Savini, Gennaro Finamore.

### Problemi di mobilità e collegamento dell'Aquila postunitaria
Tra i più grandi progetti di cultura in città, ci fu la "ricostruzione" del Palazzo del Convitto presso l'antico monastero di San Francesco d'Assisi, divenuto Real Liceo degli Abruzzi.
Il Regio Istituto Tecnico venne ospitato nel vicino Palazzo Quinzi, il liceo scientifico "Andrea Bafile" nascerà solo nel 1934, ospitato nella sede di viale Maiella nella zona di San Bernardino, mentre presso l'ex caserma De Amicis a San Bernardino, sorgeva la scuola elementare. Se da un lato la città mantenne sempre un vivo interesse per le arti, rimaneva comunque una città di provincia, per la gestione amministrativa, per la vita sociale, e per evidenti problemi economici, anche e soprattutto di carattere naturale, che isolavano L'Aquila dai principali traffici commerciali moderni, che lentamente andavano a favore, nell'Abruzzo, di Pescara.
A causa dell'orografia, e della difficoltà di accedere con carrozze in città, il segretario della Camera di Commercio Aquilana Francesco Tortis nel 1871 immaginò, in una missiva spedita al Ministero, ipotizzava un racconto fantasioso, raccontando le peripezie che avrebbe dovuto affrontare una normale diligenza borghese avviandosi in città, costretta a risalire a piedi da Porta Napoli, suggerendo livellazioni sistematiche del terreno, anziché costruire altri ponti che non facevano altro che confermare il dislivello del terreno in salita e discesa, come a Castel di Sangro e Cittaducale
Se da un punto di vista la città si modernizzò, con l'entrata nel nuovo regno, quell'insieme di gruppi economici storici che avevano caratterizzato la vitalità sin dal Medioevo, ossia gli artigiani, i mercanti di spezie, di lana e di cotone, subirono una drastica decadenza, per la commercializzazione centralizzata dei prodotti, ora acquistabili anche da altri punti del regno in modo più facile, per la chiusura dei tratturi con l'abolizione delle leggi di privilegio per i pastori, per la costruzione di vari impianti industriali sui campi della conca. Il prosciugamento del lago Fucino ad Avezzano nel 1876, e la crisi economica, determinarono uno spopolamento delle masse contadine, l'emigrazione al Nord, o l'emigrazione stessa verso la Marsica per coltivare i campi.
Nella seconda metà dell'800 in città Michele Iacobucci fondò la sezione aquilana del CAI, mentre nel 1898 scoppiò uno scandalo nella sede della Provincia per un ammanco di 429.000 lire, che si risolse in una transazione.

## XX secolo

### Primo Novecento
Nel primo Novecento in città non si registrarono fatti di rilevante importanza, se non il miglioramento dei servizi di trasporto, come l'istituzione della filovia di via XX Settembre, e il miglioramento dell'accesso del viale di Collemaggio. Tuttavia un fatto rilevante fu il catastrofico terremoto di Avezzano del 1915 del 13 gennaio, che benché si sviluppò ad oltre 70 km dal capoluogo, arrecò numerosi danni, con crolli e lesioni degli edifici, delle case civili. Esistono delle fotografie storiche che testimoniano questo evento storico: il simbolo della distruzione fu il parziale crollo della facciata di Collemaggio, ricostruita minuziosamente nello stile originario. Delle fotografie storiche mostrano la messa in sicurezza con travi d'appoggio dei palazzi sulle strade principali, come via Roma e Corso Vittorio Emanuele, o l'allestimento di baracche nel giardino pubblico, sul sagrato di San Bernardino, e sul campo del Forte spagnolo.

### Il periodo fascista
Il periodo fascista portò una serie di trasformazioni politiche ed urbanistiche destinate a segnare per sempre il volto della città. Il riordino delle circoscrizioni provinciali comporta l'istituzione della Provincia di Rieti ottenuta tramite la riduzione dei limiti territoriali dell'Umbria e degli Abruzzi. Ma, agirono nel rimaneggiamento amministrativo abruzzese le lotte campanilistiche all'interno delle Federazioni provinciali fasciste e che il governo mussoliniano intese sopire, mutando l'assetto regionale. Nel 1927 vengono trasferiti nel Lazio i comuni del Circondario di Cittaducale, ovvero Accumoli, Amatrice, Antrodoco, Borbona, Borgocollefegato, Borgo Velino, Cantalice, Castel Sant'Angelo, Cittaducale, Cittareale, Fiamignano, Lugnano di villa Troiana (ora Vazia, frazione di Rieti), Leonessa, Micigliano, Pescorocchiano, Petrella Salto e Posta per un totale di 1362 km² e 70.000 abitanti circa, riducendo notevolmente il territorio provinciale. Anche dal versante orientale i comuni di Bussi sul Tirino e Popoli vengono assegnati alla neonata provincia di Pescara.
Parallelamente, sul piano locale, prende forza l'idea di legare alla città diversi paesi e villaggi che ne fanno da contorno, accentrando le istituzioni e realizzando l'unione politica tra L'Aquila e il suo contado.
Similmente a quanto accade in altre importanti città del Regno viene dunque ideato il concetto di Grande Aquila. Nel 1927 il territorio comunale amplia notevolmente i propri confini, in quanto vengono aggregati i comuni di Arischia, Bagno, Camarda, Lucoli, Paganica, Preturo, Roio Piano e Sassa; malgrado Lucoli nel 1947 tornerà ad essere comune autonomo, per Paganica, una delle frazioni maggiori del capoluogo, nonostante vari referendum, non tornerà a raggiungere il quorum adatto. Questo rafforzamento, demografico ed economico, che portò la città da circa 25.000 abitanti a raggiungerne 50.000, pose le basi per un complesso piano di trasformazione architettonica ed urbanistica della città che scoprirà, per la prima volta nella sua storia, una vocazione turistica, ossia gli impianti sciistici di località Fonte Cerreto a Campo Imperatore, costruiti nel 1934.
Gli eventi legati alla nascita delle province di Pescara e Rieti nel gennaio 1927, talora si sono riverberate per la spiegazione della Grande Aquila. Fermo nel primo dopoguerra aquilano, la prevalenza reducista e nazionalistica sulle forze popolari, le tradizionali classi dirigenti con l'arrivo del podestà Adelchi Serena, si confrontavano sugli ambiti regionali e provinciali, nel 1926 la podestatura di Serena, di contro al sottosegretario Alessandro Sardi di Sulmona, sanzionava il ristabilimento delle "giuste gerarchie" di provincia. La delibera del 4 marzo 1927 si chiese al governo di ingrandire la città fondendo 8 comuni limitrofi, in richiamo all'unità tra le città del contado che ci fu sino al XVI secolo: proposta da un lato sulla spinta del tipico nazionalismo fascista veicolato alla storia medievale aquilana, dall'altro metodo usato nella convinzione di poter così arginare il nuovo polo pescarese, in rapida crescita, per cui gli aquilani, insieme ai chietini, dalla costituzione del nuovo comune nel 1927, avevano iniziato a nutrire un serio timore, dato che il comune si trovava felicemente in una vasta piana al centro della regione e dei suoi traffici, presso il mare ed all'imbocco della via Tiburtina, dove era naturale prevedere una forte espansione demografica.
L'annessione degli 8 comuni fu ufficializzata il 5 settembre. La decisione fu severamente osteggiata dagli altri comuni che volevano l'autonomia, per cui nel 1947 solo Lucoli riuscì a riottenerla, mentre dopo il terremoto del 2009 addirittura ci sono stati progetti di possibile riunificazione all'Abruzzo del circondario di Cittaducale.

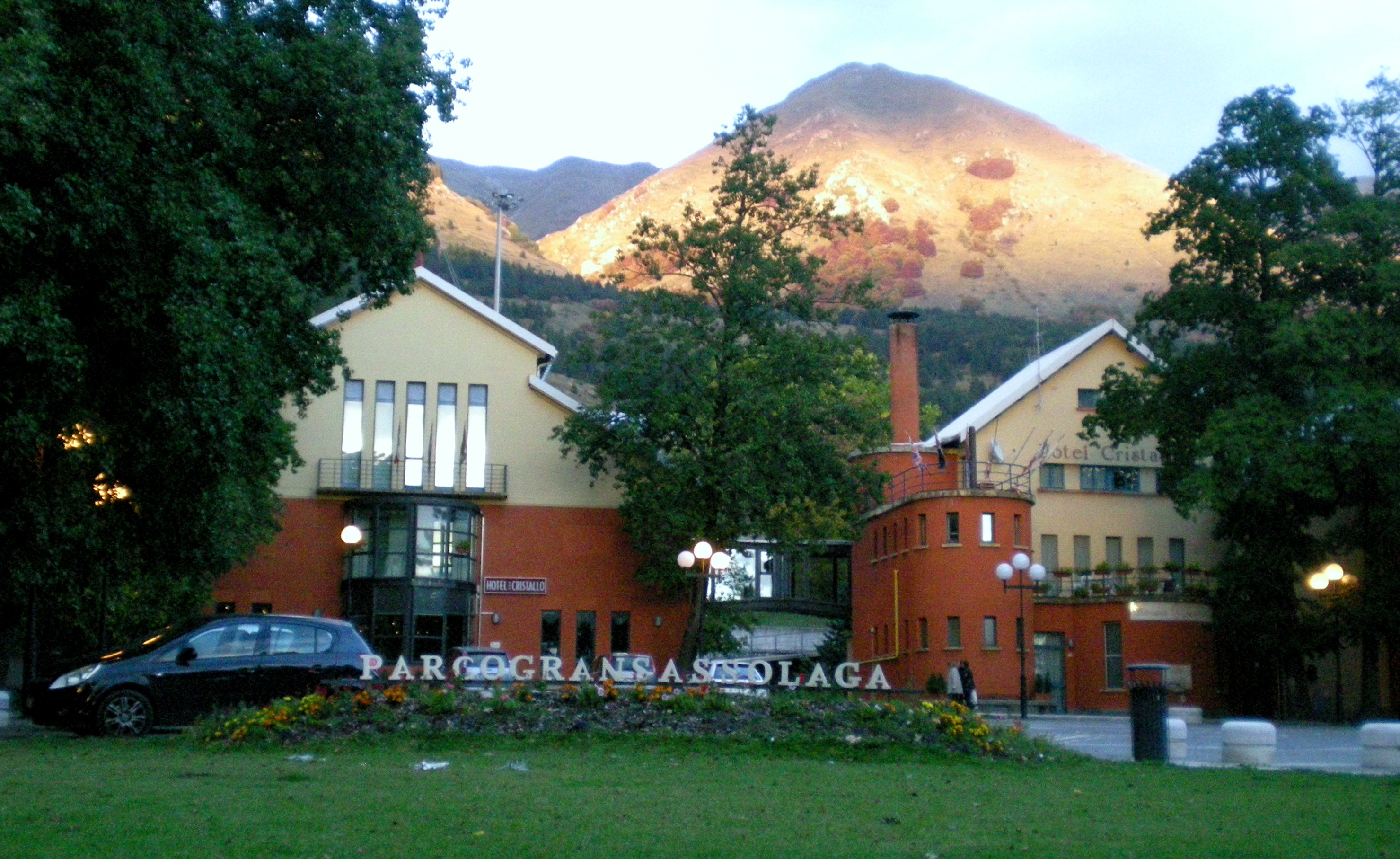
Il villaggio di Fonte Cerreto sopra Assergi

### Riqualificazione dell'urbanistica durante il fascismo
Una serie di cambiamenti e monumenti pubblici furono realizzati dalla metà degli anni '20 sino ai primi anni '30. Lo scultore Nicola D'Antino di Caramanico venne chiamato a realizzare nel 1928 il Monumento ai Caduti presso la villa comunale, e successivamente nel 1934 realizzerà la Fontana luminosa all'ingresso del corso Vittorio Emanuele e le due fontane capo-piazza del gruppo "Fontana vecchia".
La Piazza del Duomo fu modificata con il completamento dell'esterno della Cattedrale, rifatto in stile neoclassico, la demolizione di fabbricati accanto alla chiesa delle Anime Sante per realizzare il Palazzo delle Poste in stile eclettico e un palazzo che dalla Piazza collega al lato nord del Corso, fu demolito per la costruzione della Camera di Commercio. I due assi del corso Vittorio Emanuele e del corso Federico II furono modificati con la costruzione di vari palazzi, come la Cassa di Risparmio, la Banca di Roma e l'Istituto INAIL in tipico stile razionalista; il corso Federico II invece subì modifiche più drastiche con la costruzione di edifici di rappresentanza in stile razionalista, come il Palazzo della Banca d'Italia, il Palazzo della Provincia (sede provvisoria dopo il crollo del Palazzo del Governo di Sant'Agostino), il Palazzo dei Portici, il Teatro-cinema Massimo, il Palazzo Istituto INPS, che funge da quinta di accesso al corso dalla villa comunale, insieme al Grande Albergo "del Parco", realizzato negli anni '40.
Altre costruzioni furono realizzate presso viale Duca degli Abruzzi, a nord-ovest del Castello, per cui altri luoghi storici furono sventrati, con la demolizione anche di chiese, come quella di Santa Maria del Vasto (posta in via Nizza), la cui facciata fu rimontata nella chiesa di Santa Maria degli Angeli, vicino Porta Napoli, o la chiesa dei Santi Martino e Giustino di via Garibaldi, demolita per creare Piazza Chiarino, o la chiesa di Santa Maria di Forfona, semi-demolita e arretrata, ricostruita secondo l'antico stile presso Porta Leoni, nel nuovo quartiere popolare "Costanzo Ciano" (oggi di Piazza Matteotti), mentre veniva restaurata la facciata incompiuta della chiesa di San Marciano in stile neoromanico.

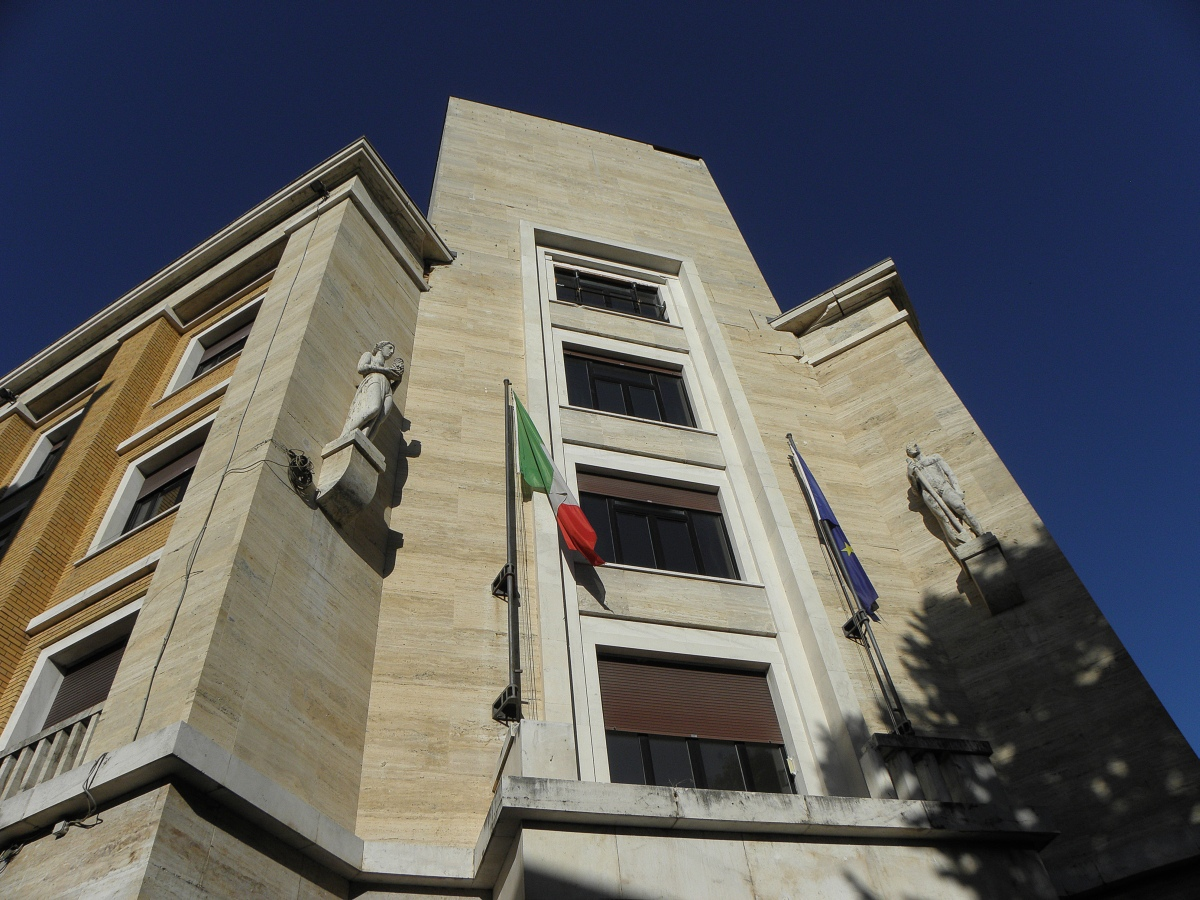
Istituto INPS

Altri interventi furono la costruzione della piscina comunale, oggi dedicata a Ondina Valla, l'ingresso dal Castello al Corso Vittorio Emanuele mediante i due palazzi della Casa del Combattente e Palazzo Leone, e la definitiva demolizione delle mura dell'ex Porta Paganica, posta tra viale Nizza e via Ovidio (ex via delle Aquile); poi presso la villa comunale, creata nei primi anni del Novecento, andò a costituirsi un quartiere residenziale del tutto nuovo. Il completo progetto di riqualificazione urbanistica promosso dal fascismo è stato riportato nel Piano Regolatore del 1940-41: prevedeva una estesa espansione fuori le mura ma anche la realizzazione di una nuova piazza del regime con un'alta torre littoria al posto dei 4 cantoni proseguendo i portici fino alla piazza Regina Margherita. Il Piano Regolatore, redatto da Cipriano Oppo, Alfredo Cortelli e Mario Gioia non venne approvato per la caduta del regime fascista

### Lottizzazione della villa comunale e demolizioni
L'area dell'ex Campo di Fossa, presso Porta Napoli e il viale per la Basilica di Collemaggio, era rimasto sempre un terreno incolto, di proprietà dell'ex monastero di San Michele; nei primi anni del Novecento ci fu la lottizzazione del terreno, con la costruzione della villa pubblica, e poi durante il fascismo di vari palazzi rappresentativi, che si andarono ad aggiungere all'Emiciclo del 1888, eretto sopra il convento, insieme a varie villette dallo stile eclettico e liberty, allora in voga. Le villette vennero realizzate anche a nord delle mura, come Villa Silvestrella a Porta Branconio, oppure nel circondario locale di Campo di Pile e Sant'Elia. In questo nuovo quartiere residenziale dunque, venne fondata la Casa della Giovane Italiana (oggi scuola speciale del Gran Sasso Science Institute), il Palazzo ex GIL ossia la Casa del Balilla, oggi rettorato del "Gran Sasso Science Institute), e la chiesa di Cristo Re sopra i resti dell'antica chiesa di Santa Maria di Cascina. Anche la vicina via XX Settembre, che costeggiava le mura da sud, ricongiungendosi con Porta Barete, si popolò di case, ancora di più negli anni '60.
Ad una prima edificazione degli anni '20, che andò solo ad accompagnarsi alle costruzioni storiche già esistenti, negli anni '30-'40 partì un'edificazione più massiccia, che incise nell'impianto urbano della città storica, con demolizioni e modifiche drastiche di alcuni punti. Venne modificato l'impianto dell'antica Piazzetta Fontesecco, che oggi sta sotto il ponte Belvedere, e creata la moderna via Sallustio, che permetteva un rapido accesso dal Quarto San Pietro, insieme al parallelo Corso Umberto, al Corso Vittorio Emanuele; per quest'opera fu tagliata una parte del monastero della Santissima Eucaristia o della Beata Antonia, demolite inoltre alcune case del cosiddetto sobborgo del "Vicolaccio". Oggi, dopo le costruzioni degli anni '60, come il nuovo monastero del Corpo di Cristo dell'Ordine di Santa Caterina, accanto a quello storico, questa strada si caratterizza ancora per la sua eccessiva modernità rispetto al pacato tessuto edilizio rinascimentale-settecentesco.
Presso l'ex monastero di Sant'Agnese, divenuto ospedale San Salvatore veniva fondata la scuola di Ostetriche dell'ospedale San Salvatore. Nel circondario importantissima fu la realizzazione della zona degli impianti sportivi (stadio Fattori, campo di Piazza d'Armi alla caserma Campomizzi, campo di rugby Iacobucci), tra le più innovative dell'epoca, e soprattutto l'intervento sul Gran Sasso, con la realizzazione di un moderno impianto di risalita in funzione ancora oggi e la costruzione di una zona ricettiva nell'area di Campo Imperatore. Assergi fu il centro principale di tale sviluppo turistico, con la creazione ex novo del villaggio invernale di Fonte Cerreto, e più sopra dell'Hotel Campo Imperatore (1934), dove nel 1943 verrà tenuto prigioniero Benito Mussolini.

### Seconda guerra mondiale

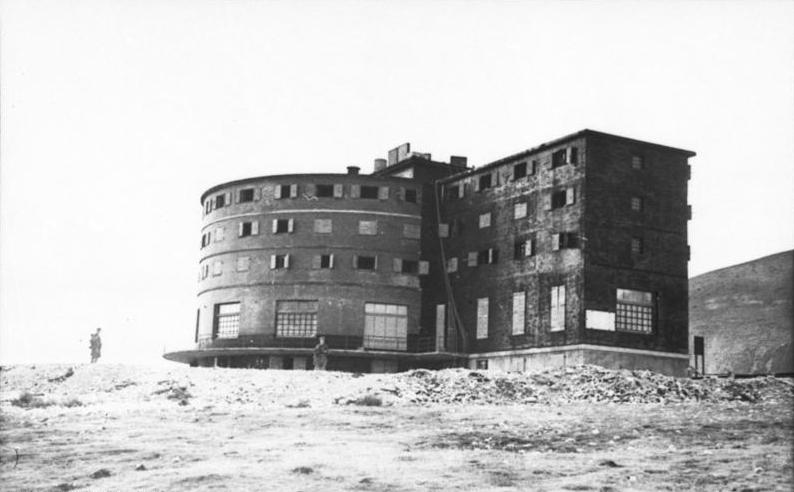
Hotel di Campo Imperatore in una foto del 1943, dove venne imprigionato Mussolini, poi liberato dai tedeschi nell'Operazione Quercia

Nei primi anni della seconda guerra mondiale, tra il 1940 e 1943, L'Aquila fu uno dei comuni dell'Abruzzo ad essere designato dalle autorità fasciste come luogo di internamento civile per profughi ebrei stranieri presenti in Italia. Gli internati nel capoluogo furono 42, uno dei gruppi più numerosi nell'intera regione. Dopo l'8 settembre 1943, con l'arrivo delle truppe tedesche la situazione si fece drammatica. Ciononostante, quasi tutti gli ex-internati ebrei riuscirono a sfuggire alla cattura e alle deportazioni, con l'unica eccezione di uno di loro.
Nel luglio 1943, caduto il governo fascista, Benito Mussolini venne imprigionato nell'Hotel Campo Imperatore di Assergi, e successivamente liberato dai tedeschi nell'Operazione Quercia. Nell'ottobre di quell'anno Adolf Hitler decise di trasformare L'Aquila nel suo "forziere" per la guerra in Italia, in quanto l'8 settembre i tedeschi trovarono 13 miliardi di lire nelle vaste sacrestie della Filiale aquilana della Banca d'Italia in Corso Federico II. Tale somma fu considerata, per la propaganda di Goebbels, un dono della città a Hitler.
L'8 dicembre 1943 L'Aquila fu colpita da un violento bombardamento da parte degli alleati che distrusse la stazione ferroviaria e l'officina della Banca d'Italia, causando numerosi morti e feriti. Nel bombardamento morirono 4 operai maschi e 15 operaie donne della stazione, 25 civili delle Officine, 200 prigionieri inglesi piombati in vagoni agganciati agli altri carichi di esplosivi, e 50 tedeschi. Venne colpito anche un piccolo aeroporto che si trovava in località Bagno Grande.
Nell'inverno 1944 il paese marsicano di Sante Marie subì un bombardamento alleato senza avvertimento, con numerose vittime. Il 20 gennaio alle ore 10 una formazione di aerei sorvolò il borgo, scaricando una gran quantità di ordigni, e distruggendo metà del comune, e dato che anche Avezzano non fu risparmiata, ci furono numerosi sfollati a L'Aquila.
Il 2 giugno 1944, in seguito all'uccisione di un ufficiale tedesco ad Onna venne compiuta una tremenda rappresaglia che portò all'uccisione immediata di una ragazza e, qualche giorno più tardi, al sequestro di 24 persone di cui 16 mitragliate e fatte saltare in aria. Il 7 giugno 1944 l'ennesimo assalto ai tedeschi causò l'uccisione di 17 innocenti a Filetto, vicino Paganica.

#### I Nove Martiri

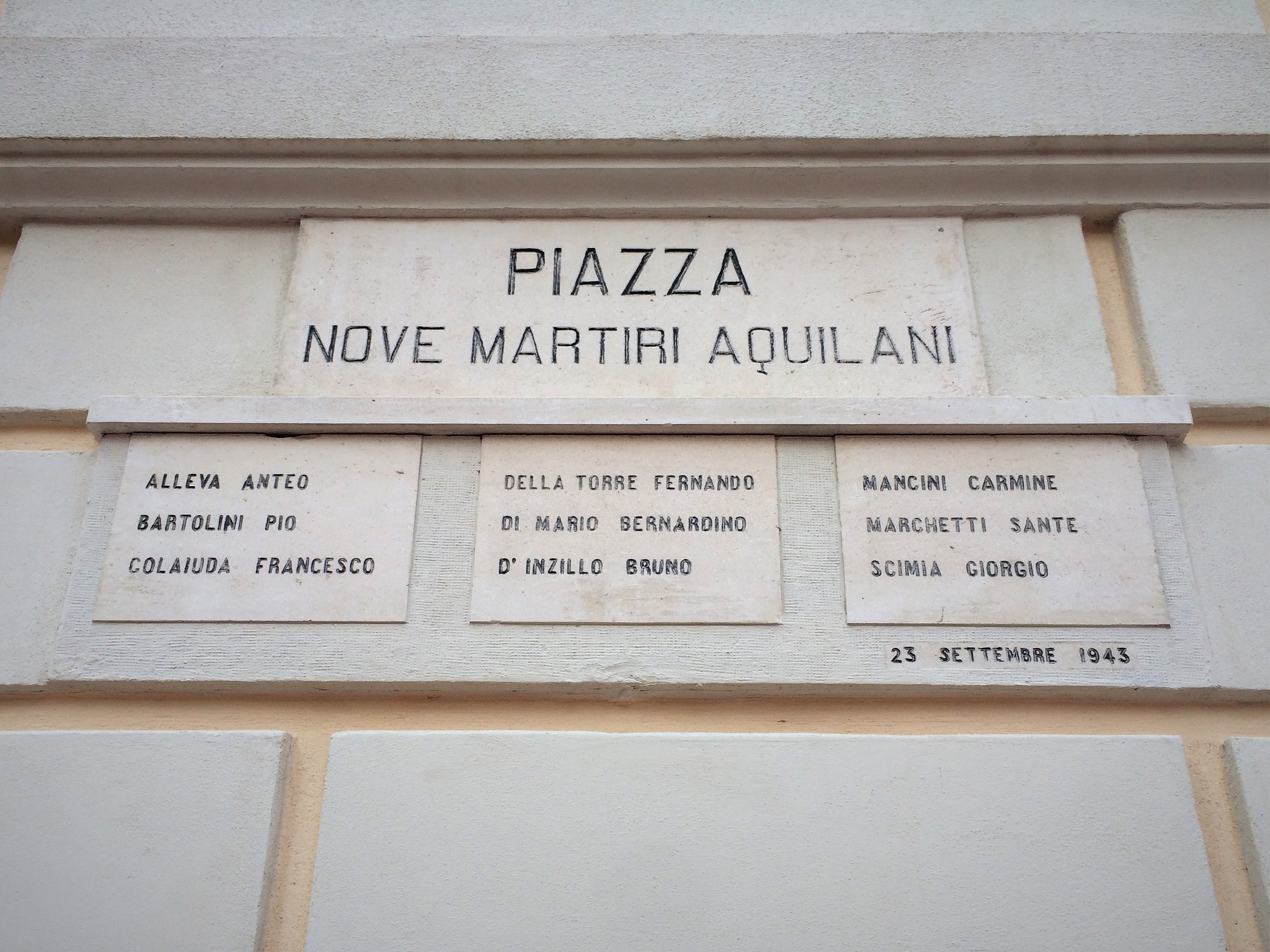
Monumento ai IX Martiri aquilani, nella piazza omonima in centro storico

Dichiarato l'armistizio, immediatamente venne emanato un bando di presentazione in cui i giovani che avevano superato i 18 anni dovevano registrarsi, in modo che i tedeschi potessero usarli nei campi per le operazioni di fortificazione contro gli alleati. Alcuni ragazzi si dettero alla macchia verso le montagne di Ocre, Paganica, Assergi, mentre gli alleati bombardavano il territorio aquilano, distruggendo un piccolo scalo aeroportuale a Bagno, e la fabbrica di stampa delle banconote della Banca d'Italia in contrada Pile, l'8 dicembre venne distrutta anche la stazione ferroviaria.
Una quarantina di ragazzi partì la notte del 22 settembre 1943 dal quarto di Santa Maria, alcuni dei quali recando delle armi, e tenendo contatti con il colonnello Gaetano D'Inzillo, in modo da organizzare una rivolta. Nel frattempo avrebbero dovuto ritirarsi presso Collebrincioni, dove il colonnello li avrebbe raggiunti con mezzi pesanti e più munizioni e altri giovani, che proprio in quei giorni si stavano fortificando presso il Bosco Martese (provincia di Teramo), sotto la guida di ufficiali badogliani. Le armi servivano solo per una precauzionale autodifesa. I giovani attesero l'arrivo del colonnello con le nuove forze a Collebrincioni, ma ciò non accadde, all'alba del 23 settembre una compagnia di paracadutisti comandati dal tenente Hassen, lanciò un rastrellamento tra la montagna di San Giuliano e Collebrincioni, poiché alcuni prigionieri jugoslavi erano evasi dai campi di prigionia. Probabilmente i tedeschi s'imbatterono nei ragazzi, altre tesi vogliono che gli aquilani nazifascisti avessero intercettato i giovani, denunciandoli ai tedeschi, che iniziarono una scarica di mitraglia. Umberto Aleandri rimase ferito, 10 compagni aquilani rimasero con lui a difenderlo, venendo catturati, condotti sulla piazza del paese, e poi alle Casermette dell'Aquila (la Campomizzi e la Pasquali).
I giovani vennero processati come franchi tiratori e perciò condannati a morte mediante fucilazione, eccettuato Stefano Abbandonati, giustiziato in extremis: i giovani vennero portati in un campo, costretti a scavare la fossa comune, e poi fucilati da tedeschi e fascisti. 5 in una e 4 nell'altra: furono Anteo Alleva 17 anni, Pio Bartoloni 21 anni, Francesco Colaiuda 18 anni, Fernando Della Torre 20 anni, Berardino Di Mario 19 anni, Bruno D'Inzillo 19 anni, Carmine Mancini 19 anni, Sante Marchetti 18 anni, Giorgio Scimia 18 anni. Da recenti rapporti si è scoperto che alcuni dei fucilati morirono soffocati sotto la terra perché ancora vivi dopo l'esecuzioni. Oggi una lapide in Piazza IX Martiri nel centro storico (ex Piazza XVIII Ottobre), ricorda il tragico evento.

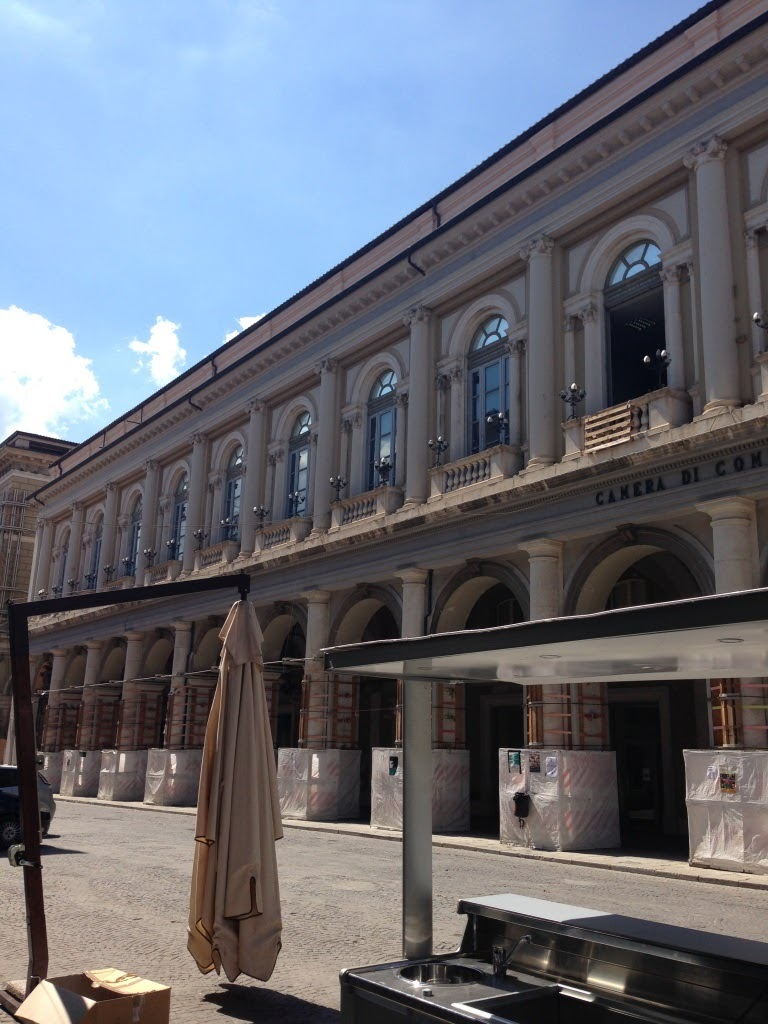
La Camera di Commercio dell'Aquila

### Dopoguerra
Nel dopoguerra L'Aquila visse un primo momento di crescita demografica che ha portato, per la prima volta, l'espansione edilizia superare la cinta muraria con la costruzione, non sempre esemplare e con carattere speculativo, di nuovi quartieri a ridosso del centro storico. Politicamente ed economicamente, invece, l'inarrestabile declino dell'entroterra abruzzese andava ponendo le basi per una annosa battaglia per l'egemonia regionale, amplificata, sul finire degli anni cinquanta, dalla scelta della RAI di insediarsi a Pescara. La città aquilana si dotò di nuove strutture, palazzi di rappresentanza, moderne vie di comunicazione, tanto che l'edilizia civile andò a raggiungere i confini delle mura, come a Porta Napoli, Porta Barete, Porta Leoni. Tuttavia questo iniziale clima di positivismo edilizio verrà distrutto nel 2009 dal terremoto, dove si evincerà che i palazzi vennero realizzati senza criterio antisismico, così come altre strutture costruite fuori dal centro storico. I punti principali dell'espansionismo edilizio furono Bazzano Scalo, oggi il nucleo industriale, Paganica, Roio e Campo di Pile ad ovest, ai piedi di Coppito, dove furono creati il quartiere di Pettino, Santa Barbara, San Sisto, e a nord del Torrione-San Giacomo, mentre a sud-est i quartieri di Sant'Elia e della Torretta.

### Questione dei nuovi collegamenti interregionali dell'Aquila
Ci furono anche campagne di scavo, come quella degli anni '50 che ritrovò a Scoppito l'esemplare di mammut conservato nel Museo Nazionale, mentre dagli anni '60 ai '70 l'architetto e soprintendente Mario Moretti mise in atto una serie di interventi, alcuni discutibili, di restauro in stile medievale delle chiese storiche aquilane, come la Basilica di Collemaggio, le chiese di San Pietro, San Silvestro, San Marciano, dove vennero scoperti importanti manufatti come cicli di affreschi del rinascimento aquilano, ma altresì, come a Collemaggio, vennero distrutti importantissimi arredi del Settecento, come il soffitto cassettonato di Panfilo Ranalli del 1721.

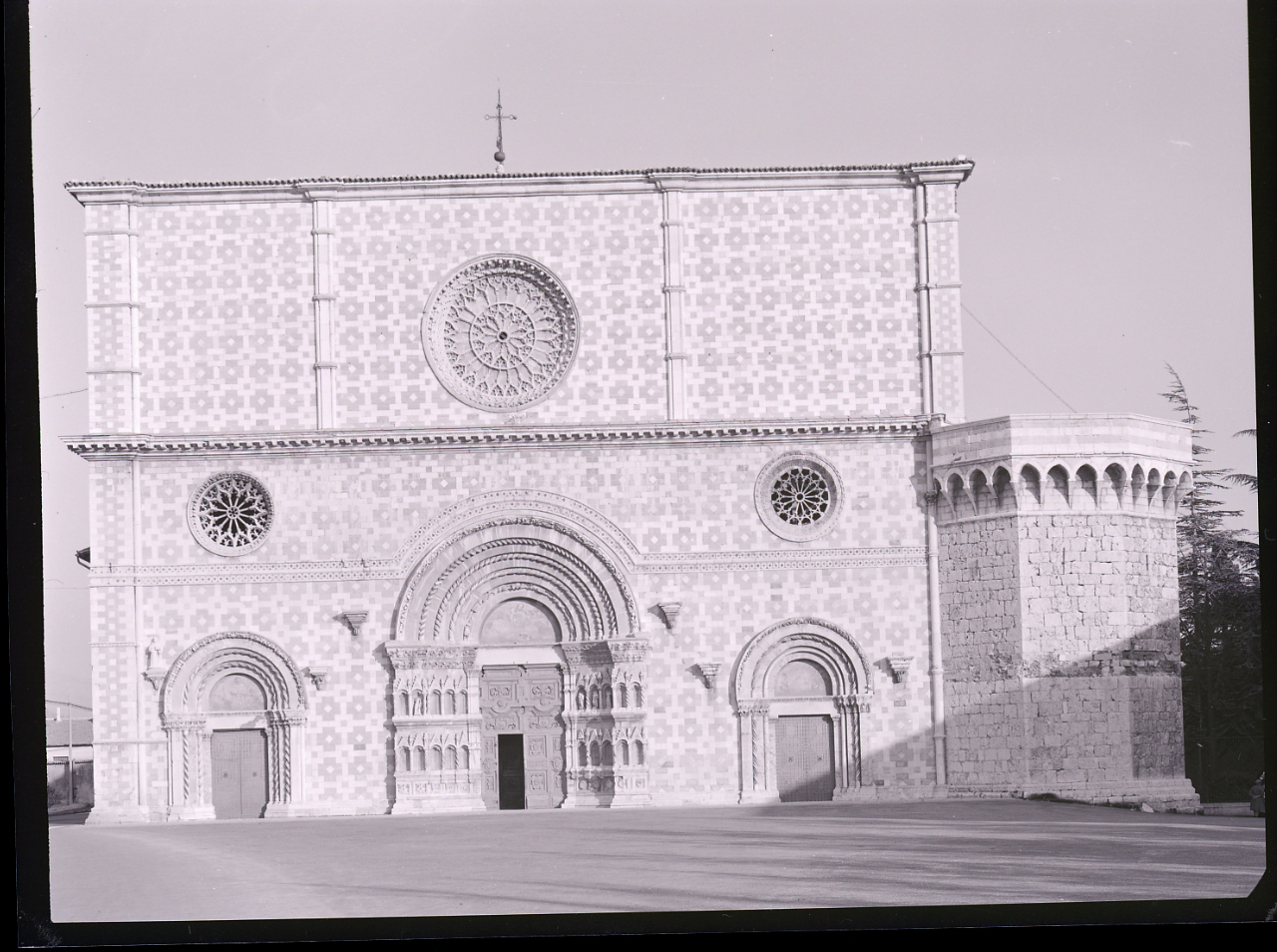
La Basilica di Santa Maria di Collemaggio in una fotografia di Paolo Monti, 1969

Tuttavia ciò non bastava a far competere seriamente L'Aquila, storica realtà montana, contro la nuova città di Pescara in piena ascesa, ormai da tempo centro maggiore della regione, favorita dal mare e dal collegamento con l'autostrada A14 (per cui venne aperto già negli anni '60 un casello speciale, mentre per L'Aquila con l'Autostrada dei Parchi e il traforo del Gran Sasso bisognerà attendere il 1984). Lo scontro vero e proprio si ebbe però negli anni sessanta e settanta con la regionalizzazione dell'Italia e la conseguente necessità di collocare il capoluogo in Abruzzo. L'Aquila, rivendicando un ruolo di centro storico e culturale della regione, poteva vantare un miglior rapporto con Roma ma l'appoggio dello Stato alla causa aquilana provocò a Pescara nel 1970 numerose proteste che riapriranno le trattative.
A quel punto anche L'Aquila si mobilita in manifestazioni che culmineranno, ad una apertura alle pretese pescaresi nel 1971, in una vera e propria rivolta durata 3 giorni con la devastazione delle sedi di tutti i partiti (tranne quelli di estrema destra, che sponsorizzavano le proteste), delle istituzioni e delle abitazioni di alcuni politici, nota come moti dell'Aquila.

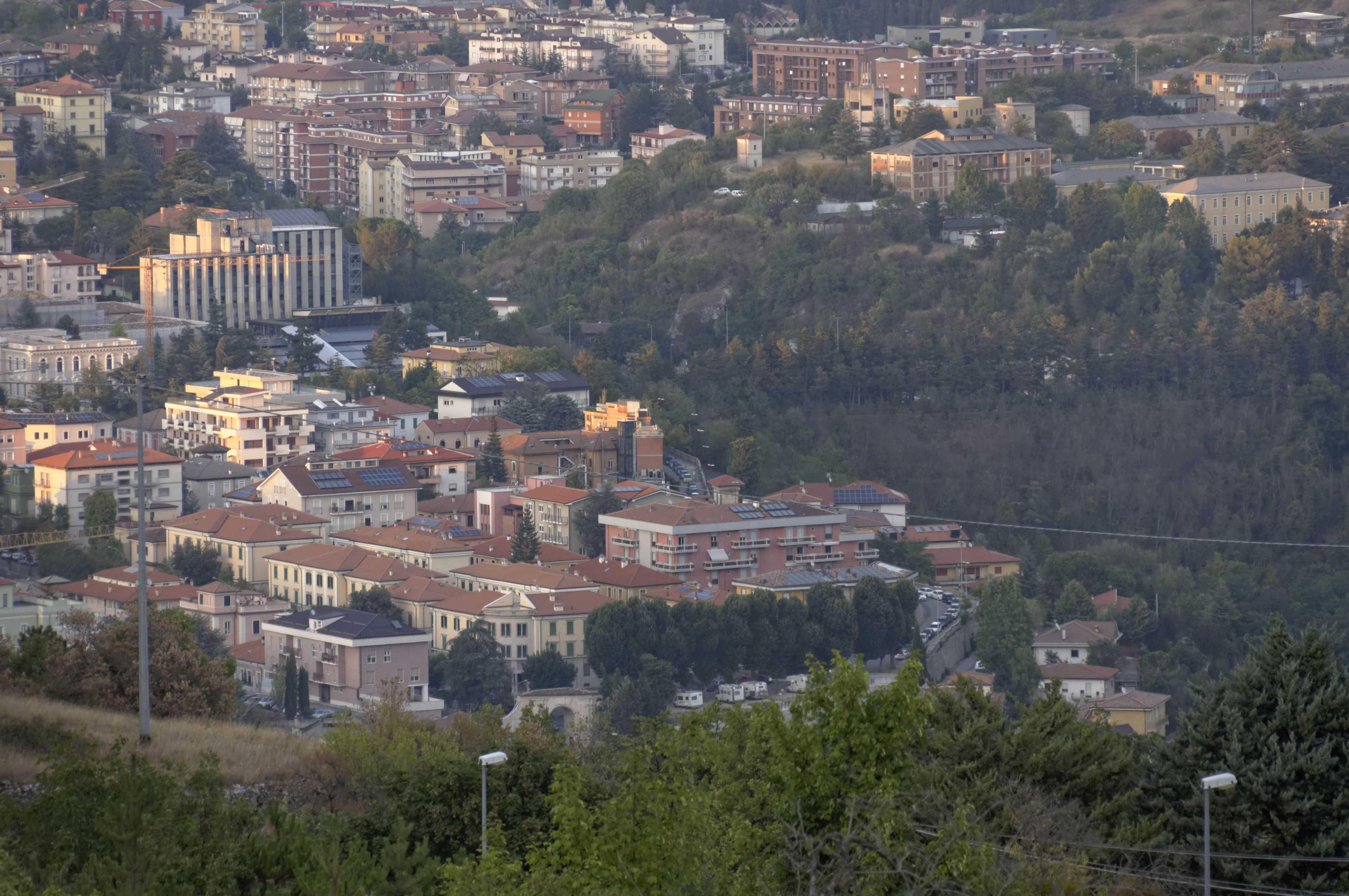
Veduta della zona di Porta Napoli, con in vista il moderno edificio del Consiglio regionale, dietro l'ottocentesco palazzo dell'Emiciclo

### I moti aquilani per il capoluogo regionale

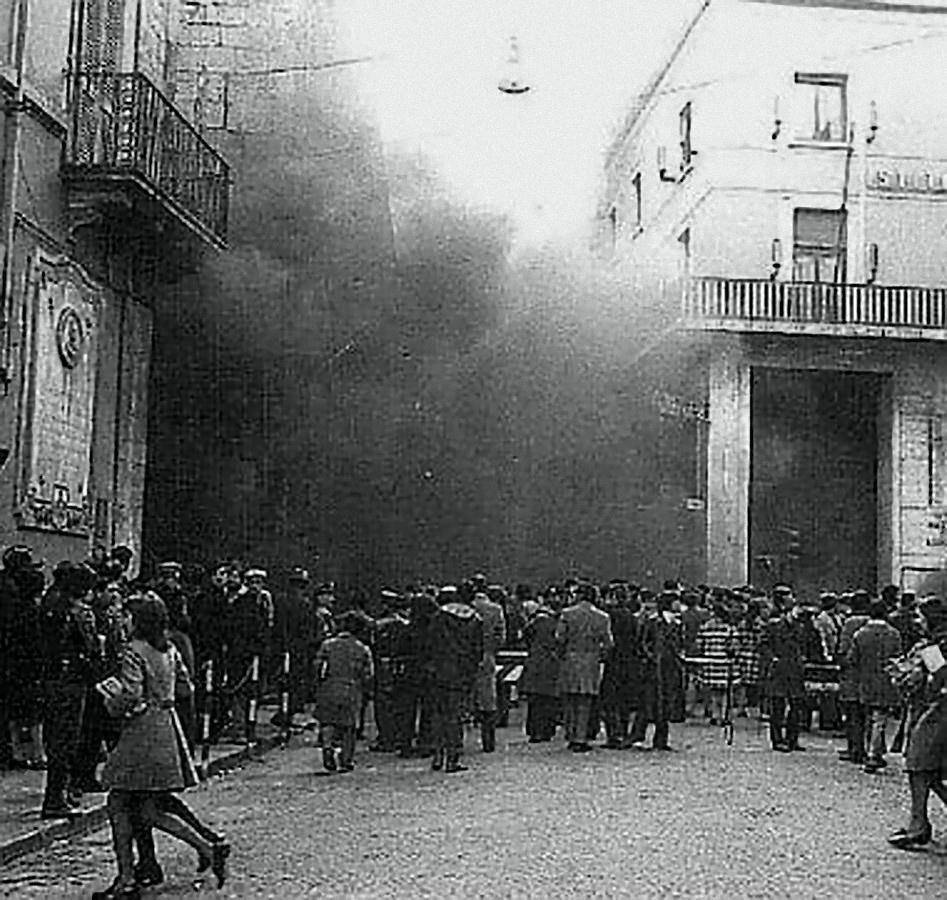
Fiamme ai Quattro Cantoni durante i moti dell'Aquila.

Mentre in quel periodo nella città si registrava un certo immobilismo, così come a Chieti e Teramo, la città adriatica invece si imponeva in regione nell'ambito culturale, politico, economico e turistico con sempre maggior velocità nel periodo del boom economico, quando negli anni '50 ad esempio la RAI decise di impiantare la sua prima antenna d'Abruzzo proprio a Pescara. Il vantaggio della città adriatica sull'Aquila, che si stava delineando anche a Roma, scatenò insomma la rivolta del 26, 27 e 28 febbraio 1971, quando il primo presidente Emilio Mattucci della Regione Abruzzo, costituitasi definitivamente nel 1963, approvò un testo di legge che prevedeva il trasferimento di alcuni uffici e sedi regionali a Pescara. Secondo alcuni Mattucci nel leggere il testo, disse: "il Consiglio e la Giunta regionali si riuniscono a L'Aquila e Pescara", nel tentativo di istituire un compromesso storico abruzzese tra le due città. Il consigliere Francesco Benucci s'infuriò gridando "O! O! O!", mettendosi a lanciare monetine contro la giunta.
Il giornale L'Aquilasette uscì con il titolo di prima pagina "Vergogna!", mentre nella Gazzetta di Pescara comparse il più sobrio, ma non meno battagliero, titolo "L'Aquila deve rassegnarsi al ruolo di comprimaria".
Nei giorni della rivolta le strade del centro aquilano furono invase dai dimostranti, le sedi dei partiti incendiate, il Pci a via Paganica e la Dc del Palazzo Ciolina, mentre l'unico partito non assaltato fu il Msi, poiché l'esponente Feliciano Ferri non votò a favore dello statuto ed anche perché di fatto fu il partito che adottò e diede connotazione politica alla protesta. L'accordo finale riconoscerà alla città il ruolo di capoluogo dell'Abruzzo, mentre Pescara ospiterà alcuni degli assesorati e regolari riunioni di Giunta e Consiglio regionali. Benché si sia raggiunto questo compromesso, il divario tra le due città oggi è ancora enorme e non accenna a ridursi, riacutizzatosi molto dopo il terremoto del 2009, poiché era prevedibile che per L'Aquila, al netto della disastrata situazione economica esistente, il riduttivo ruolo di comprimaria nelle vicende politiche abruzzesi finì per favorire il tracollo di tutto il tessuto amministrativo-economico-sociale, che si regge ancora in misura oltremodo sbilanciata sulla presenza degli uffici pubblici.

## XXI secolo

### Il terremoto del 2009

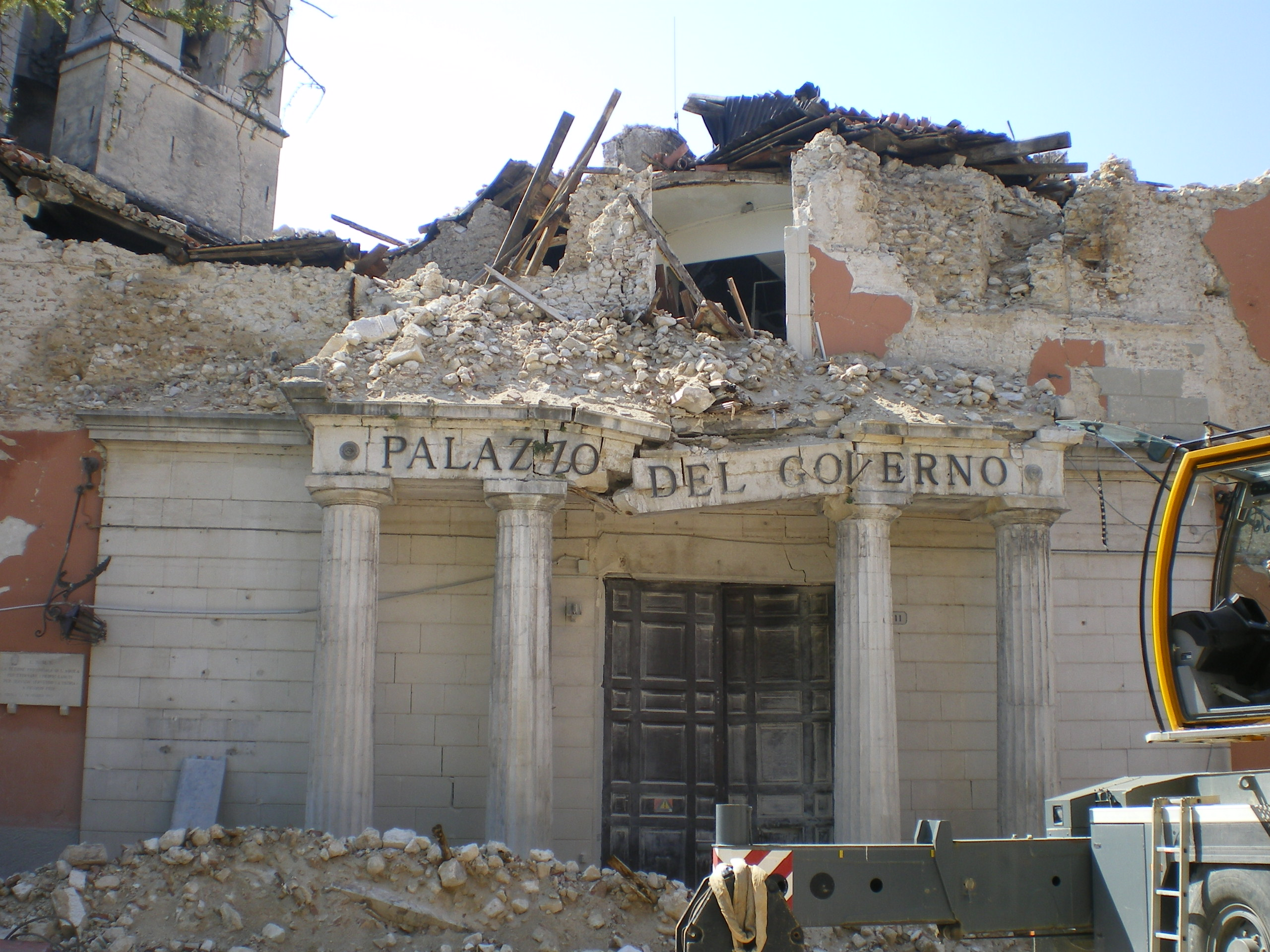
Il Palazzo del Governo dopo il sisma, simbolo della distruzione

Il 6 aprile 2009, alle ore 3:32, dopo diversi mesi di lievi scosse localizzate e percepite in tutta la zona, L'Aquila è stata colpita da un terremoto di magnitudo 6,3 e intensità parì al IX-X grado della scala Mercalli. Nell'area colpita dal sisma si sono contate 309 vittime ed oltre 1.500 feriti, con più di 70.000 sfollati.
Il sisma ha riversato la sua forza sull'abitato e sui paesi limitrofi, tra i quali Onna, che è stata rasa al suolo, Villa Sant'Angelo, Castelnuovo, Tempera, San Gregorio e Paganica. Il capoluogo stesso presenta crolli anche totali in molte zone e gravissimi danni alla maggior parte degli edifici di valore storico e culturale. Le chiese principali risultano gravemente danneggiate o quasi completamente crollate. Particolare rilevanza ha avuto la mancata resistenza e quindi il danneggiamento talvolta irreversibile della maggioranza degli edifici pubblici, sia antichi che moderni: ad esempio il Palazzo del Governo (sede della Prefettura), la Casa dello studente, il Convitto Nazionale, l'Ospedale San Salvatore e molti palazzi signorili del Settecento e dell'Ottocento.

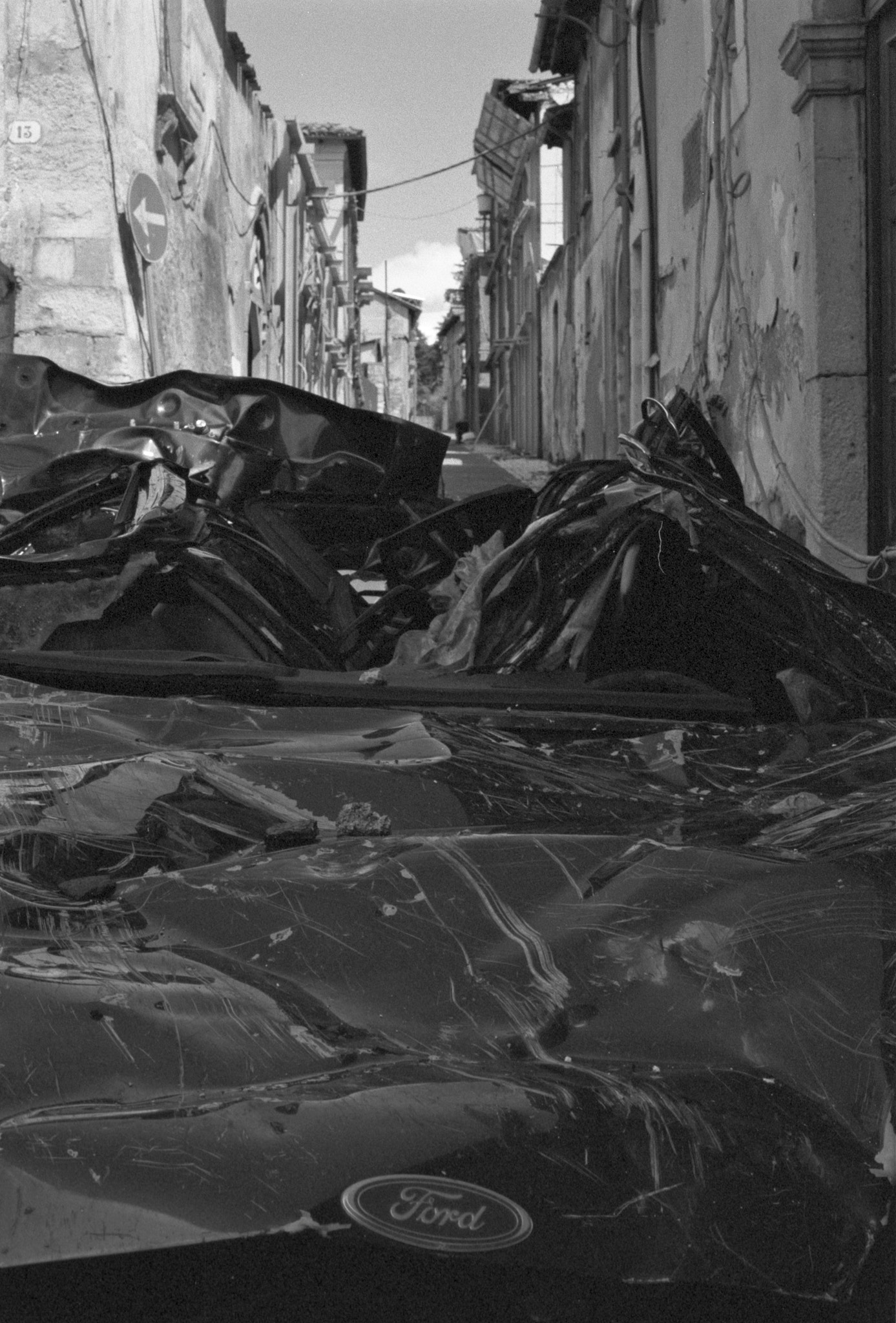
Fotografia in b/n di una Ford danneggiata dalla caduta di palazzi, sullo sfondo via Coppito

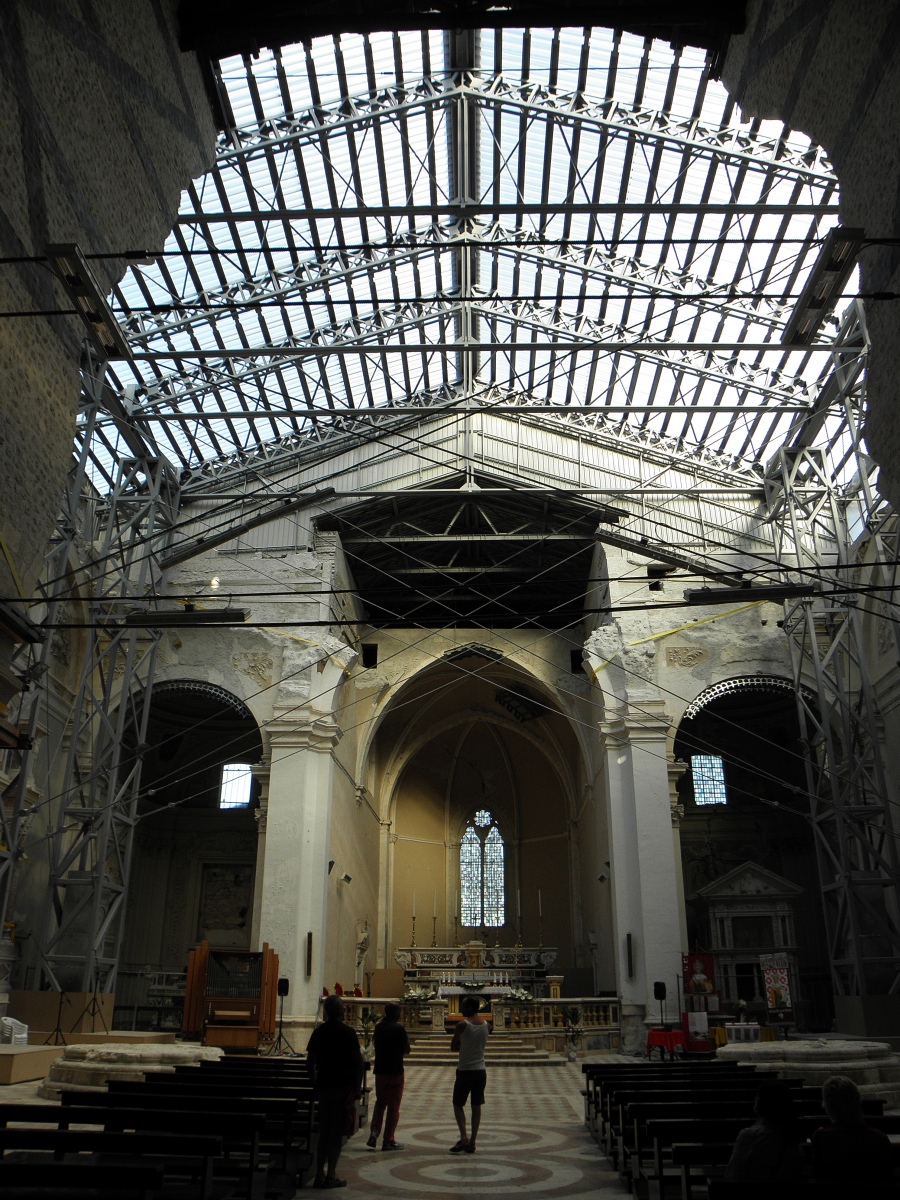
Transetto crollato della Basilica di Collemaggio, anno 2010

### Avvenimenti post-terremoto

#### Processo della Commissione Grandi Rischi
Il 25 maggio 2011 la procura stessa rinvia a giudizio con l'accusa di "omicidio colposo plurimo e lesioni" sette membri della Commissione Grandi Rischi: tra essi figurano anche Enzo Boschi e Franco Barberi..
Nel capo di imputazione si legge la motivazione dell'accusa:[...] "per colpa consistita in negligenza, imprudenza, imperizia in violazione altresì della normativa generale della Legge n. 150 del 7 giugno 2000 in materia di disciplina delle attività di informazione e comunicazione delle pubbliche amministrazioni effettuando, in occasione della detta riunione, una 'valutazione dei rischi connessi' all'attività sismica in corso sul territorio aquilano dal dicembre 2008 approssimativa, generica ed inefficace in relazione alle attività e ai doveri di 'previsione e prevenzione'; e fornendo informazioni incomplete, imprecise e contraddittorie sulla natura, sulle cause, sulla pericolosità e sui futuri sviluppi dell'attività sismica in esame venendo così meno ai doveri di valutazione del rischio connessi alla loro qualità e alla loro funzione e tesi alla previsione e alla prevenzione e ai doveri di informazione chiara, corretta, completa cagionavano in occasione della violenta scossa di terremoto (magnitudo momento MW = 6.3, magnitudo locale ML = 5.9) del 06.04.2009 ore 3,32, la morte di 32 persone [segue elenco]".
Con sentenza in primo grado di giudizio il 22 ottobre 2012 il Tribunale dell'Aquila ha condannato tutti gli imputati alla pena di 6 anni di reclusione e interdizione perpetua dai pubblici uffici.
In campo internazionale molti scienziati, prima ancora che fossero rese note le motivazioni, hanno espresso perplessità di fronte a questa sentenza. La rivista Nature ha pubblicato un editoriale in cui si afferma che "il verdetto è perverso e la sentenza ridicola". Uno scienziato britannico, Malcolm Sperrin, ha dichiarato: "se la comunità scientifica deve essere penalizzata per aver fatto predizioni poi risultate non corrette, o per non aver predetto accuratamente eventi poi accaduti, allora l'operare della scienza dovrà essere limitato alle sole certezze, e i benefici associati alle scoperte, dalla medicina alla fisica, scompariranno".
Il Ministro dell'ambiente Corrado Clini, pure critico verso questa sentenza, ha affermato: "Hanno ragione quelli che dicono che l'unico precedente a questa sentenza è quello di Galileo Galilei".
Il testo delle motivazioni della sentenza, pubblicato alcuni mesi più tardi,, smentisce però queste affermazioni, dichiarando che il processo «non è volto alla verifica della fondatezza, della correttezza e della validità sul piano scientifico delle conoscenze in tema di terremoti. Non è sottoposta a giudizio la scienza per non essere riuscita a prevedere il terremoto del 6 aprile 2009». La rivista Scientific American ha corretto la tesi del "processo contro la scienza", definendolo "un giudizio non contro la scienza, ma contro un fallimento della comunicazione scientifica".
Altri scienziati, durante il processo, hanno contestato l'operato scientifico della commissione. Il professor Francesco Giovanni Maria Stoppa, che fece parte della commissione Grande rischi fino al 2003, disse: «Avrebbero dovuto dare una informazione proporzionata alle nostre conoscenze, che nel 2009 mettevano in luce una criticità all'Aquila. Nelle condizioni che c'erano 5 - 6 giorni prima del terremoto bisognava dare informazioni e questo non vuol dire prevedere i terremoti».

#### G8 L'Aquila

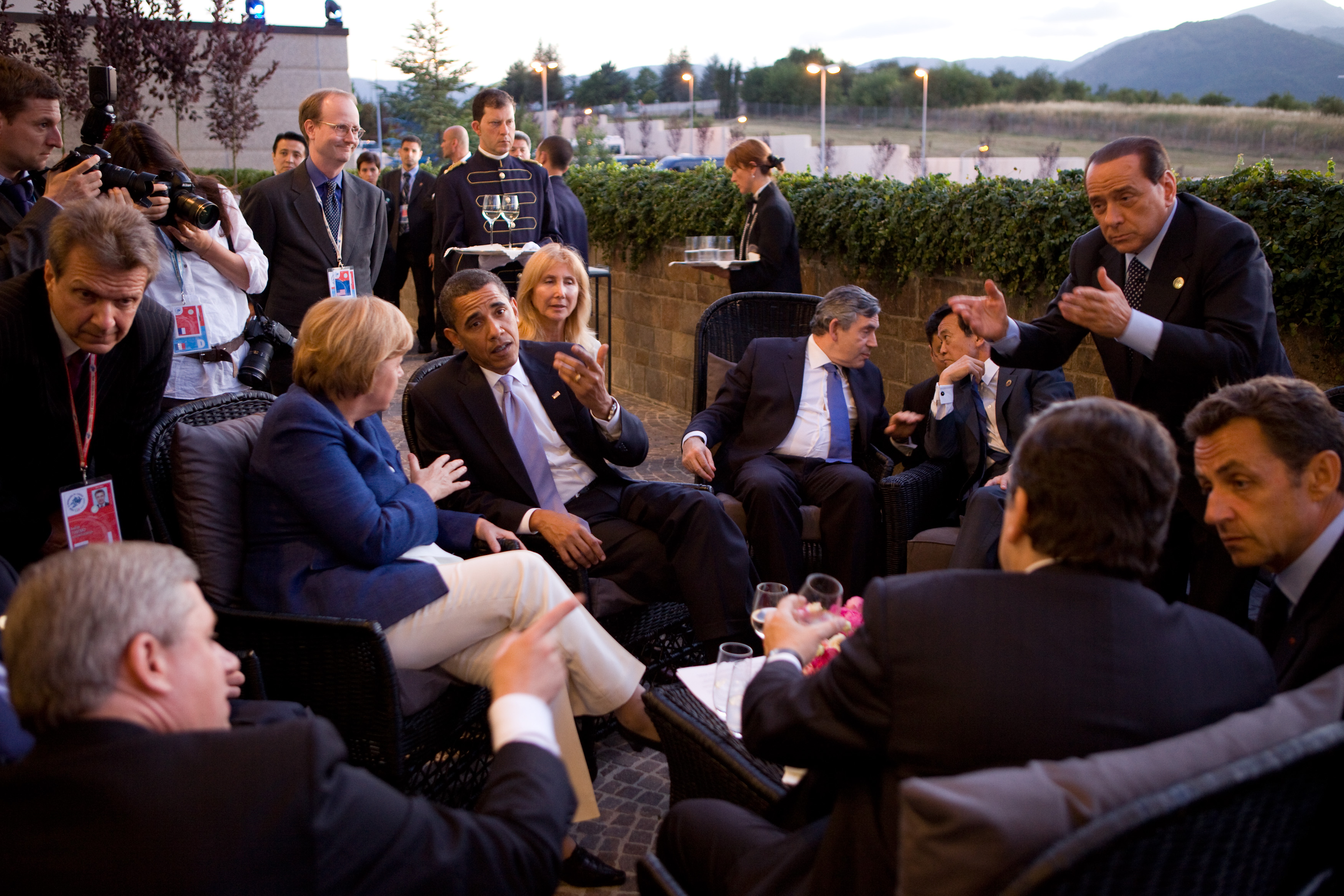
L'Aquila: i leader del G8 dialogano durante il vertice.

L'evento sismico ha modificato i piani politico-economici del Governo: tra gli eventi che hanno subito modifiche c'è stato il G8 del 2009 originariamente già assegnato all'Italia come nazione ospitante. Inizialmente previsto nella città sarda della Maddalena, fu spostato all'Aquila con decisione del Consiglio dei Ministri del 23 aprile 2009, sia per motivi economici (risparmio di circa 220000000 € da destinare alla ricostruzione) che per opportunità politica (il G8 avrebbe discusso anche di catastrofi naturali) che perché si tratta di un forte segnale per il rilancio di zone così duramente colpite.
Di fronte alle macerie del terremoto, Stati Uniti, Francia, Germania, Regno Unito, Russia, Canada e Giappone promisero di sponsorizzare ognuno il restauro di uno dei monumenti aquilani danneggiati dal sisma. In particolare agli ampi e svariati aiuti promessi dal Presidente USA Barack Obama si aggiungono il francese Nicolas Sarkozy che promette 3 milioni di euro per la ricostruzione della Chiesa delle Anime Sante, la tedesca Angela Merkel che si impegna per la ricostruzione della chiesa di Onna.
Il summit si è svolto nella Scuola Ispettori e Sovrintendenti della Guardia di Finanza di Coppito, già centro operativo della Protezione Civile durante l'emergenza sismica. L'evento porta con sé la riqualificazione dell'intera periferia ovest della Città di L'Aquila, proseguita anche dopo l'evento in prossimità dei nuovi insediamenti post-sisma (Progetto C.A.S.E.), con costruzione di diverse strade, il riammodernamento del vicino Aeroporto dei Parchi e la sistemazione della caserma ospitante dando così un primitivo avvio alla ricostruzione stessa. Con tutte le opere realizzate si assiste ad una vera e propria "esplosione" della periferia aquilana, sia ad ovest che ad est, in forte contrapposizione al centro storico rimasto vuoto, interdetto e sommerso dalle macerie.

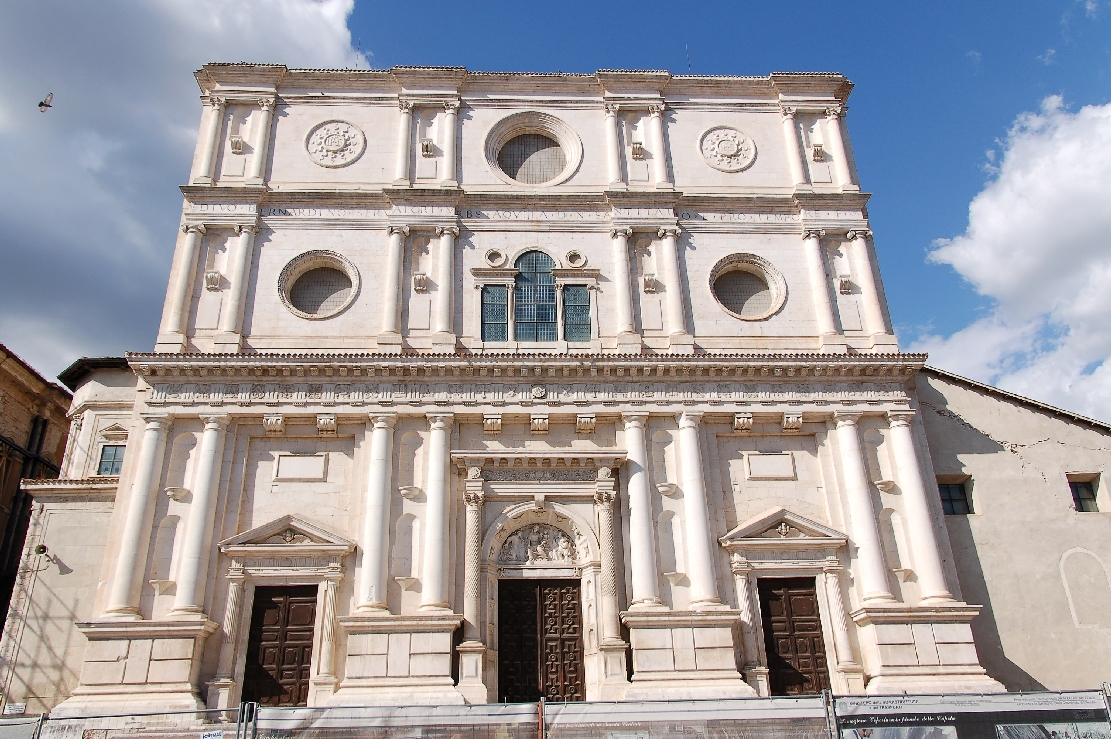
Basilica di San Bernardino, ricostruita e riaperta al pubblico nell'aprile 2015

#### La ricostruzione
Immediatamente il governo Berlusconi, assieme a Guido Bertolaso, provvide alla costruzione di casette antisismiche provvisorie, veri e propri villaggi, da sistemare fuori dai centri colpiti, per non causare l'esodo della popolazione. Tali "New Towns" furono costruite in pochi mesi a Roio, Coppito, Preturo, Sassa, Barisciano, Ocre, San Pio delle Camere e Montereale. Poche settimane dopo l'inaugurazione delle casette, il crollo di un balcone nella località Cese di Preturo sollevò vivaci polemiche sulla staticità delle casette.
Nel frattempo furono stanziati miliardi per la ricostruzione del centro storico, con donazioni pubbliche del numero della Protezione Civile. Tuttavia la maggior parte dei monumenti storici furono affidati a gestioni private, ritenute "più sicure", mentre molti fondi pubblici andarono perduti o congelati. Nel 2010 fu riaperta la Fontana delle 99 cannelle, e nel 2013 la chiesa di San Biagio d'Amiterno, riconsacrata da papa Francesco col nome di "Basilica di San Giuseppe Artigiano", dove venne traslato il corpo di Celestino V in attesa della ricostruzione della Basilica di Collemaggio.
Nel 2012 è stato inaugurato il nuovo Auditorium del Parco presso il Forte spagnolo, moderna costruzione pubblica in legno. Anche la Fontana luminosa è stata restaurata, malgrado alcuni ritocchi che le impedivano la fuoriuscita dell'acqua, così come la facciata della Chiesa di San Pietro a Coppito, meno il campanile. Nei dintorni, alla data di dicembre 2015, erano stati ricostruiti quasi tutti i centri limitrofi colpiti, mentre alcuni erano ancora puntellati, come Castelnuovo e Navelli. Centri invece come Barisciano, Poggio Picenze, Campotosto, Capitignano, Roio e San Pio delle Camere risultavano quasi completamente restaurati. La frazione di Onna è stata completamente ricostruita grazie alla gestione privata tedesca, mentre lavori, seppur a lento procedimento, sono partiti a Paganica, una delle frazioni più grandi del capoluogo. Allo stato del 2015, era agibile soltanto il Santuario della Madonna d'Appari.
Nell'aprile 2015 ebbe grande risonanza in campo mediatico l'annuncio della riapertura al pubblico dell'ormai restaurata Basilica di San Bernardino, della futura riapertura, circa nel 2017 della Basilica di Collemaggio e di parte del centro storico e del corso Vittorio Emanuele, restaurato soltanto dall'accesso dal piazzale della Fontana luminosa. Nell'aprile 2016 è stata annunciata l'apertura del cantiere di numerosi palazzi storici, tra i quali il Palazzo Margherita, per cui i lavori dovrebbero essere terminati nel 2021, assieme alla torre civica. Nel maggio 2015 la città è stata omaggiata della 88ª Adunata nazionale degli alpini. Nella periferia furono costruita nuove abitazioni, specialmente nello scalo di Roio e nella zona Torrione-cimitero, con nuovi palazzi antisismici, che hanno favorito l'apertura di nuove attività commerciali e industriali. Nel dicembre 2015 il Ministro dei Beni Culturali Dario Franceschini ha inaugurato l'apertura della nuova sede del MUNDA (Museo Nazionale d'Abruzzo), prima nel Castello Cinquecentesco, nell'ex mattatoio comunale fascista nel borgo Rivera, vicino alla Fontana delle 99 cannelle. Il museo ha raccolto numerose opere antiche restaurate dopo il terremoto.

Il nuovo terremoto del Centro Italia del 2016, specialmente quello del 30 ottobre di Norcia, ha aperto nuove crepe presso la chiesa di Santa Giusta, e messo a rischio i territori di Campotosto e Montereale.